# 大塚芳忠
大塚 芳忠（おおつか ほうちゅう、1954年5月19日 - ）は、日本の男性声優、ナレーター。岡山県苫田郡阿波村（現在の津山市阿波）出身。クレイジーボックス所属。

## 経歴

### 生い立ち
幼少期は野山を駆けまわる少年だったという。算数はからっきしだったが、国語は好きで、朗読だけは教師に褒められるため、少し自慢だったという。子供のころから漫画が好きで、小学校に入学後は近所の子供たちに読み聞かせをしていたという。
津山市立加茂中学校を経て、岡山県立津山高等学校に進学した。ここで少し挫折感を味わい、目の前には同高等学校はハイカラで、同級生達は皆あか抜けて見え、かなりのコンプレックスに陥ったという。同高等学校卒業後、特にあても就職する気もなく上京した。当時のアルバイト先の飲食店での接客相手がテレビ局の吹き替えのプロデューサーで、自身のやりたいことが芝居と思った。

### キャリア
川路夏子演技研究所にも行っていた。その後は舞台や歌の仕事を経験。
最初に参加していた作品はまったく覚えていないという。その時は毎週スタジオに行っていたが、「ただただ、怖い現場だ、怖いおじさんたちがいる」と震えており、「ワァ！」と叫んでやられたり、殺されたりなどの役ばかりであったことから、作品の内容までは頭に残っていなかったという。
声優を本格的に活動してからは洋画に多く出演していたが、それが2年経った1984年、『重戦機エルガイム』のミラウー・キャオ役でアニメでの初レギュラーを果たす。その時、『重戦機エルガイム』の出演が決まった時は嬉しく、キャオ役は大塚が「やりたい」と思っていたような役だったと語る。
以前はアーツビジョン、同人舎プロダクションに所属していたが、その後、アイムエンタープライズ系列のクレイジーボックスに所属している。

### 現在まで
2017年には、第11回声優アワードで助演男優賞を受賞した。

## 人物
元は本名（よしただ）で出演していたが、各所で名前を「ほうちゅう」と呼ばれることから、現在の芸名に変えた（ほぼ同時期に事務所を移籍）。『SoltyRei』では自らの名から付けられたホウ・チュウを演じている。
祖父も父も大工だったため、残りの木端で工作をして遊んでいたという。弟がいる。妻は声優の弥永和子（2014年に死別）。『特捜刑事マイアミヴァイス』、『フルハウス』では夫婦で共演した。また、『ジュラシック・パーク』や『トータル・リコール（テレビ朝日版）』など洋画吹き替えでも夫婦共演をしている。『タイタンの戦い』のアフレコ時のコメントで「業界の「神」は?」という質問に対し「キャリア的にも大先輩の妻」と返すとともに「神の怒りは本当に怖い」と答えるなど、インタビューなどで妻の話題に触れる際、愛妻家らしい一面を見せている。
カメラなどのメカ好きにして愛猫家であり、ゴルフの腕前もプロ級とのこと（しかし本人はラジオでプロ級だというのは大嘘だと否定している）かつては、自転車を趣味にし、仕事場に行くなど一番長く続けたスポーツとして挙げている。その他の趣味はカラオケ。

### 特色
声種はバリトン。
洋画の吹き替え、アニメのほか、報道やバラエティ番組におけるナレーションも多い。
一番思い入れの強い作品にはテレビアニメ『NARUTO -ナルト-』の自来也役を挙げており、テレビアニメになると知り、出演できないか考えていたそのタイミングで師匠役という重要なキャラクターに抜擢され、嬉しくて興奮したという。
自身の声の特徴を、日曜洋画劇場『ホステージ』のアフレコ時のコメントでは、「低く深く滋味あふれるところから、高くシャウトするような狂気まで」と評している。また、海外ドラマ専門チャンネルのスーパー!ドラマTVのインタビューでは、「ほとんどの声は、自分ではあまり好きではなく、低音のソフトな声を出したい」と答えるとともに「高音のシャウトしたような叫び系の声」も特徴として挙げ、こちらは「結構、自分では好き」と答えている。
洋画の吹き替えではジェフ・ゴールドブラムをはじめ、ジャン＝クロード・ヴァン・ダムやドニー・イェン、レイ・リオッタ、ティム・ロビンス、ブレント・スパイナー、ケヴィン・クライン、ヴィゴ・モーテンセン、ヒューゴ・ウィーヴィング、ロバート・パトリック、ルトガー・ハウアー、マイケル・シーンなどが代表的な持ち役。過去にはキーファー・サザーランドやジョン・C・マッギンリー、ウィレム・デフォー、ウディ・ハレルソン、クリストファー・ランバート、ケビン・コスナー、ショーン・ビーン、スティーヴ・グッテンバーグ、トム・サイズモア、ビル・プルマン、ジェフ・ダニエルズなどの吹き替えも担当していた。
自身が声を担当した作品の中でも代表作として『評決のとき』（フジテレビ版）のジェイク（マシュー・マコノヒー）、『ショーシャンクの空に』（ソフト版）のアンディ・デュフレーン（ティム・ロビンス）、『マトリックス シリーズ』（フジテレビ版）のエージェント・スミス（ヒューゴ・ウィーヴィング）、『北斗の拳』劇場版のシュウ、『新スタートレック』のデータ（ブレント・スパイナー）、『仮面ライダー電王』のデネブの役を挙げている。
特撮では『激走戦隊カーレンジャー』のシグナルマン・ポリス・コバーンの声で「スーパー戦隊シリーズ」で正義のヒーローを演じた数少ない声優のひとりであり、『仮面ライダー電王』でも味方側の怪人であるデネブおよび彼を基本人格とした仮面ライダーゼロノス・ベガフォームの声で正義のヒーローの声を充てた。
『海外ドラマNAVI』でのインタビューにおいて、「『フルハウス』をきっかけに声優としてのポジションを確立できた」とみずから『フルハウス』が出世作であることを語っている。また、『ランゴリアーズ（ソフト版タイトル『スティーヴン・キングのランゴリアーズ』）』のクレイグのようなエキセントリックな役の評判から、以降は一癖ある悪役の声を演じることが増えたと語っている。やってみたい俳優を訊かれた際には『ダークナイト』でヒース・レジャーが演じたジョーカー役をやりたいと答え、クリント・イーストウッドの吹き替えにも意欲的である。その後、2012年6月24日放送の、日曜洋画劇場『ダークナイト』において、念願かなってジョーカー役を担当した。
007シリーズのDVD版の吹き替えで『リビング・デイライツ』、『消されたライセンス』でティモシー・ダルトンを担当した。『リビング・デイライツ』においては過去にTBSで放送された当時はフェリックス・レイター役を吹き替えている。
かつてユニバーサル・スタジオ・ジャパンに存在したアトラクション『E.T. アドベンチャー』のキューラインビデオではスティーブン・スピルバーグの吹き替えを担当しているが、これは担当者が送ったボイスサンプルの中からスピルバーグ自身が指名して起用されたものだった。

### 共演・エピソード
同期の声優に江原正士などがいる。
デビュー当時は声質が安原義人に似ていると言われることが多かったという。
また同年代の俳優、声優である山路和弘とも親交が深い。
かつてユニバーサル・スタジオ・ジャパンに存在したアトラクション『E.T. アドベンチャー』ではスティーヴン・スピルバーグ監督の吹替を担当したが、これはボイスサンプルを聞いたスピルバーグ本人が大塚を推薦したことで起用されたのだという。
『真相報道 バンキシャ!』では、2006年春ごろからの一時期を除き、冒頭で「どうも、福澤さん、菊川さんこんばんは」と挨拶するのが恒例となっている。
『仮面ライダー電王』で共演している声優陣との座談会では、普段はあまり台本を熟読しないが、この『電王』については熱心に読んでいると語っている。また、同番組の挿入歌「Action-ZERO」収録にまつわるインタビューにおいて、「普段自分が歌うといっても演歌なのに、何か経験したことがないような激しいリズムの曲」で苦労したとのこと。そんな大塚の歌う本作はオリコンデイリー3位にランクインした。また、大塚は自身が演じたデネブに深い愛着を持っており、「デネブは今まで演じた中でベスト4に入る位、好きなキャラクター」、「関連商品のサンプルは仕事仲間の子供のいる方にあげてしまったが、手元に残ったデネブの人形の付いたキーホルダーは誰にもやるまいと思ってるんですけど（笑）」と公言し、デネブを自身の代表作の1つにも挙げている。
ラジオのパーソナリティはポッドキャスト『ラモン・ガルベス・メナの「ガルラジ。」』（『カズヒラ・ミラーの「カズラジ。」』第8回）が最初で、現パーソナリティの杉田智和とパーソナリティ争奪戦を3連戦で行い、「報道で培った技術」を駆使して早口言葉対決は制したものの、その他のお悩み相談対決と幸運対決では勝つことができず、パーソナリティにはなれなかった。
青野武は駆け出しのころからの恩師で、毎日呑みにつれてってもらいお酒をおごってもらったり、プライベートで遊びに連れってもらうほどの間柄で、芳忠自身青野は「大好きな先輩」であったと振り返っている。洋画の吹替で『チャイニーズゴーストストーリー』や『赤ちゃんのおでかけ』、『ダ・ヴィンチ・コード』、『キックボクサー』など師弟関係役や凸凹コンビ役で共演することも多かった。『宇宙戦艦ヤマト2199』、『D.Gray-man HALLOW』、『銀河英雄伝説 Die Neue These』では、青野が原典および前作で演じていた真田志郎、ブックマン、ムライ役を新たに担当した。芳忠は青野が演じていたキャラクターを自身が担当することについては、尊敬する青野のイメージを崩さない事を気をつけていると答えている。
田中真弓から懇願されて三ツ矢雄二（ゲイであると公言している）と1回だけ男同士のデートをしたことがある。

## 出演
太字はメインキャラクター。

### テレビアニメ
1981年
- 六神合体ゴッドマーズ

1983年
- イタダキマン（チニョス）
- うる星やつら（1983年 - 1985年）
- 機甲創世記モスピーダ（バットラー、軍人C）
- キャプテン翼（早田）
- さすがの猿飛（059）
- 特装機兵ドルバック（兵士）
- 未来警察ウラシマン（ネクライマー）

1984年
- 重戦機エルガイム（1984年 - 1985年、ミラウー・キャオ）
- チックンタックン
- 星銃士ビスマルク（アイザック、ダルタス、デスキュラ兵A 他）
- 牧場の少女カトリ（ラスキ〈青年〉）
- よろしくメカドック（水木）

1985年
- あした天気になあれ
- 機動戦士Ζガンダム（1985年 - 1986年、ヤザン・ゲーブル）
- Gu-Guガンモ（旭川ツトム）
- ダーティペア（D・Jの声、司会者、アナウンサー、ボブ）
- 忍者戦士飛影（グラサン・グリン）
- ハイスクール!奇面組（1985年 - 1987年、似蛭田妖、鈍の父）

1986年
- 宇宙船サジタリウス（コスモサービスA、魚屋、兵隊A）
- 機動戦士ガンダムΖΖ（1986年、ヤザン・ゲーブル）
- ゲゲゲの鬼太郎（第3作）（飛脚狸、部下狸）
- 青春アニメ全集
  - 「潮騒」（漁師）
  - 「天からの声」（運送屋）

- 北斗の拳（1986年 - 1987年、アウス、兵士(B)、ダビデ、リハクの部下(B) 他）
- マシンロボ クロノスの大逆襲（ビリオン、ビスス、シャトルロボ、ホットロッド）
- めぞん一刻（中本 他）

1987年
- がんばれ!キッカーズ（今川）
- 赤い光弾ジリオン（ドラン）
- エスパー魔美（1987年 - 1988年、刑事、アナウンサー）
- 機甲戦記ドラグナー（1987年 - 1988年、タップ・オセアノ）
- シティーハンター（1987年 - 1989年、三田、電話の声、殺し屋、哲、男 他） - 3シリーズ
- 聖闘士星矢（潮）
- トランスフォーマー ザ☆ヘッドマスターズ（1987年 - 1988年、ウルトラマグナス、クロスヘアーズ、ウイングスパン）
- Bugってハニー
- マシンロボ ぶっちぎりバトルハッカーズ（プロトラックレーサー〈2代目〉、バギーウルフ、ロータリーキッド、ルビーマン）
- ミスター味っ子（1987年 - 1988年、味吉隆男〈初代〉）

1988年
- 美味しんぼ（1988年 - 1990年、金三、若吉葉、「鳥玄」主人の息子、正木、広田仲夫）
- 新グリム名作劇場（1988年 - 1989年、鍛冶屋、兵隊、うさぎ、長男、父親）
- 新プロゴルファー猿（ゴルファーB、スリーパットマン）
- トランスフォーマー 超神マスターフォース（1988年 - 1989年、ビリー、サム、レインジャー）
- 魔神英雄伝ワタル（バッド・マックス）

1989年
- おぼっちゃまくん（1989年 - 1992年、九官人、ラティー星人）
- 機動警察パトレイバー
- ジャングル大帝（ベン、ジョー 他）
- 戦え!超ロボット生命体 トランスフォーマーV（ガイホーク）
- ビリ犬なんでも商会（バクハツ）
- らんま1/2 熱闘編（銀堂）

1990年
- からくり剣豪伝ムサシロード（ゼニガタン〈第37話まで〉）
- それいけ!アンパンマン（1989年 - 1998年、かつぶしまん〈第97話 - 第287話〉、ふうせんガムキッド〈第467話以降〉）
- たいむとらぶるトンデケマン!（ナポレオン、ブルース）
- 魔法のエンジェルスイートミント（ドラキュラ）
- 三つ目がとおる（オズマ）
- YAWARA!（1990年 - 1992年、アナウンサー、司会者）
- 笑ゥせぇるすまん（1990年 - 1992年、唐津陶吉、賀来大将）

1991年
- 八百八町表裏 化粧師（刀鍛冶、豊吉）
- RPG伝説ヘポイ（マグカップナイト / ナイト卿）

1992年
- 絶対無敵ライジンオー（ゴキブロン）
- 大草原の小さな天使 ブッシュベイビー（アトマニ）
- 伝説の勇者ダ・ガーン（ラリィ）
- 魔法のプリンセス ミンキーモモ（第2作）（ズデニック）
- ママは小学4年生（梶、横島）
- 見ると強くなる 痛快!横綱アニメ ああ播磨灘（紫電海）

1993年
- クレヨンしんちゃん（1993年 - 、ピエール西園、課長、幻格）
- 元気爆発ガンバルガー（マイチャッター）
- 剣勇伝説YAIBA（小太郎）
- しましまとらのしまじろう（博士）
- 疾風!アイアンリーガー（ゲバラ）
- SLAM DUNK（1993年 - 1996年、堀田徳男、仙道彰）
- 忍たま乱太郎（1993年 - 2025年、古沢仁之進、赤加毛安次郎）
- 勇者特急マイトガイン（闇風）

1994年
- 機動武闘伝Gガンダム（1994年 - 1995年、チボデー・クロケット）

1995年
- 新世紀エヴァンゲリオン（時田シロウ）

1996年
- いじわるばあさん（駅員）
- 超者ライディーン（ヴァンパイア）
- 名探偵コナン（1996年 - 2006年、誘拐犯、番町菊次、人見松一郎、人見竹彦、鍋島勝男）
- YAWARA! Special ずっと君のことが…。（アナウンサー）
- るろうに剣心 -明治剣客浪漫譚-（武藤時禎）

1997年
- ポケットモンスター（キョウ）

1998年
- EAT-MAN'98（テンセル警備隊長）
- 男はつらいよ 〜寅次郎忘れな草〜（博）
- 鉄コミュニケイション（クレリック）
- デビルマンレディー（アルゴス）
- ドクタースランプ（タマ）
- LEGEND OF BASARA（蒼の王）

1999年
- アレクサンダー戦記（クレイトス）
- カウボーイビバップ（シャフト）
- キョロちゃん（1999年 - 2001年、ルック）
- THE ビッグオー（1999年 - 2003年、ベック） - 2シリーズ
- 週刊ストーリーランド（佐吉）
- ゾイド -ZOIDS-（1999年 - 2000年、ギュンター・プロイツェン / ダークカイザー）
- ドンキーコング（コンフー）
- ∀ガンダム（ギャバン・グーニー）

2000年
- 風まかせ月影蘭
- 最遊記シリーズ（2000年 - 2022年、你健一 / 烏哭三蔵） - 4シリーズ
- BRIGADOON まりんとメラン（2000年 - 2001年、メラン・ブルー）
- 闇の末裔（華京院剛）

2001年
- ヴァンドレッド the second stage（浦霞天明 / ブザム・A・カレッサ）
- 旋風の用心棒（銀鮫吉）
- ゴーゴー五つ子ら・ん・ど（パパ）
- 地球少女アルジュナ（ボブ）
- ノワール（クロード・フェデー）
- フィギュア17 つばさ&ヒカル（黒田勇）

2002年
- Weiß kreuz Glühen（ルーク / 田沼将人）
- ラーゼフォン（九鬼正義）

2003年
- キノの旅 -the Beautiful World-（陸）
- ストラトス・フォー（査察官）
- 探偵学園Q（良成タイキ）
- TEXHNOLYZE（古波蔵文憲）
- NARUTO -ナルト-（自来也）
- 無限戦記ポトリス（リーベル・ネグロス）

2004年
- サムライチャンプルー（丈二）
- モンキーパンチ漫画活動大写真（スパイの総元締め）
- ONE PIECE（2004年 - 、モンブラン・ノーランド、ゼット）
- ソニックX（レッドパイン）※テレビ東京未放送版のキャラクター

2005年
- ギャラリーフェイク（ロジャー・ワーナー）
- 戦国英雄伝説 新釈 眞田十勇士 The Animation（由利鎌之助）
- SoltyRei（ホウ・チュウ）
- 闘牌伝説アカギ 〜闇に舞い降りた天才〜（山中）
- はっぴぃセブン 〜ざ・テレビまんが〜（北条高時）
- BLOOD+（宮城ジョージ）
- BLEACH（メタスタシア / テンタクルズ）
- フルメタル・パニック! The Second Raid（ゲイツ）

2006年
- Ergo Proxy（プラクシーワン）
- ケロロ軍曹（ネブラ）
- コヨーテ ラグタイムショー（ブルース）
- 009-1（ナンバーゼロ）
- 蒼天の拳（張大炎）
- 遊☆戯☆王デュエルモンスターズGX（エックス）

2007年
- 怪物王女（ドラクル公）
- CLAYMORE（オルセ）
- スカルマン（石動寛治）
- NARUTO -ナルト- 疾風伝（自来也）
- のだめカンタービレ（2007年 - 2010年、三善竹彦） - 3シリーズ
- BLUE DRAGON（闇）

2008年
- 狼と香辛料（リヒテン・マールハイト）
- 仮面のメイドガイ（金魚）
- かんなぎ（メイドカフェ店長）
- ゴルゴ13（AX-3）
- ソウルイーター（小鬼）
- 鉄腕バーディー DECODE（キンゼル・ハウアー）
- 二十面相の娘（柿島耕平教授）
- 秘密 〜The Revelation〜（長嶺昌親）
- マッハガール（ビリー）

2009年
- 銀魂（2009年 - 2018年、阿伏兎） - 4シリーズ
- 咲-Saki-（南浦の祖父）
- シャングリ・ラ（ミーコ）
- 聖剣の刀鍛冶（オーガスタス・アーサー）
- 蒼天航路（董卓）
- ドラえもん（テレビ朝日版第2期）（2009年 - 2023年、ケーブ、ミュンヒハウゼン男爵）
- ねぎぼうずのあさたろう（にがうりの蔓之助）

2010年
- 荒川アンダー ザ ブリッジ（シロ、リクの手伝い） - 2シリーズ
- デュラララ!!（2010年 - 2016年、四木春也） - 4シリーズ
- パンティ&ストッキングwithガーターベルト（シークレット・スピードスター）
- WORKING!!（2010年 - 2015年、伊波父） - 2シリーズ

2011年
- THE IDOLM@STER（高木順二朗）
- とある魔術の禁書目録 シリーズ（2011年 - 2018年、左方のテッラ） - 2シリーズ
- Dororonえん魔くん メ〜ラめら（ハチの巣入道）
- 日常（兵士8番）
- まじっく快斗（スネイク）

2012年
- この中に1人、妹がいる!（ゲイル）
- GON -ゴン-（レオン）
- 中二病でも恋がしたい！（ナレーション）

2013年
- 宇宙兄弟（ピコ・ノートン）
- 宇宙戦艦ヤマト2199（真田志郎） - 2012年劇場先行公開
- ささみさん@がんばらない（月読神臣）
- 聖闘士星矢Ω（潮）
- 断裁分離のクライムエッジ（フリッツ・マイヨールド）
- 団地ともお（ポール）
- ドキドキ!プリキュア（2013年 - 2014年、キングジコチュー / 国王）
- 波打際のむろみさん（ワイズマン）
- NARUTO -ナルト- SD ロック・リーの青春フルパワー忍伝（自来也）
- 八犬伝―東方八犬異聞―（フェネガン） - 2シリーズ
- ポケットモンスター ベストウイッシュ シーズン2 エピソードN（キョウ）
- まおゆう魔王勇者（片目司令官）

2014年
- 神々の悪戯（ゼウス・ケラウノス〈大人〉）
- ケロロ 〜keroro〜（ネブラ）
- 六畳間の侵略者!?（シジマ＝タユマ）

2015年
- ケイオスドラゴン 赤竜戦役（〈赤の竜〉、ナレーション）
- K RETURN OF KINGS（磐舟天鶏）
- どうしても干支にはいりたい（2015年 - 2020年、神様） - 2シリーズ
- ログ・ホライズン2（タリクタン）

2016年
- 亜人（佐藤）
- エンドライド（フラマ）
- Occultic;Nine -オカルティック・ナイン-（鷹栖）
- おそ松さん（合コンの神様）
- 怪盗ジョーカー（ムガル老師）
- ジョーカー・ゲーム（ハワード・マークス）
- D.Gray-man HALLOW（ブックマン）
- 91Days（ガラッシア)
- バトルスピリッツ ダブルドライブ（司る者）
- 文豪ストレイドッグス（2016年 - 2023年、夏目漱石） - 3シリーズ
- ベルセルク（ラバン）

2017年
- 幼女戦記（ゼートゥーア）
- アリスと蔵六（内藤竜）
- 恋愛暴君（神様）
- 異世界食堂（2017年 - 2021年、タツゴロウ） - 2シリーズ
- 時間の支配者（陛下）
- 3月のライオン（2017年 - 2018年、柳原朔太郎）

2018年
- ポプテピピック（2018年 - 2021年、ピピ美〈第1話Aパート / 再放送・リミックス版第12話Bパート〉）
- ポチっと発明 ピカちんキット（ゴールデンポチロー）
- ゴールデンカムイ（2018年 - 2023年、鶴見中尉） - 4シリーズ
- 銀河英雄伝説 Die Neue These 邂逅（ムライ）
- 殺戮の天使（グレイ）
- ハイスコアガール（ナレーション）
- 深夜!天才バカボン（課金ハジメ）
- ONE PIECE エピソードオブ空島（モンブラン・ノーランド）
- バキ（2018年 - 2020年、ビスケット・オリバ） - 2シリーズ
- イナズマイレブン オリオンの刻印（2018年 - 2019年、ギリカナン理事長 / グズターブ・ニコルスキー）
- 転生したらスライムだった件（2018年 - 2024年、オーガ達→ハクロウ） - 4シリーズ
- キラッとプリ☆チャン（2018年 - 2020年、萌黄夏門）
- ゾンビランドサガ（2018年 - 2021年、マスター / 徐福） - 2シリーズ

2019年
- revisions リヴィジョンズ（ニコラス・サトウ）
- えんどろ〜!（ハイヤーペンギン）
- 鬼滅の刃（鱗滝左近次）
- 異世界かるてっと（2019年 - 2020年、ゼートゥーア） - 2シリーズ
- Fairy gone フェアリーゴーン（マルコ・ベルウッド） - 2シリーズ
- キャロル&チューズデイ（ヘフナー）
- 真夜中のオカルト公務員（ヴォーロス）
- コップクラフト（ゼラーダ）
- ゾイドワイルド ZERO（2019年 - 2020年、ナレーション）
- BORUTO-ボルト- NARUTO NEXT GENERATIONS（自来也）
- アサシンズプライド（ブロサム＝プリケット）
- アフリカのサラリーマン（トラ）

2020年
- バビロン（ギュスターヴ・ルカ）
- 歌舞伎町シャーロック（アルバート・トレヴァ）
- 神之塔 -Tower of God-（ヘドン）
- BNA ビー・エヌ・エー（白水総理）
- LISTENERS リスナーズ（エース元帥）
- 邪神ちゃんドロップキック'（ジャバ・ウォック）
- 文豪とアルケミスト 〜審判ノ歯車〜（侵蝕者）
- 魔王学院の不適合者 〜史上最強の魔王の始祖、転生して子孫たちの学校へ通う〜（2020年 - 2024年、メルヘイス・ボラン） - 3シリーズ
- 池袋ウエストゲートパーク（南条靖洋）
- 魔王城でおやすみ（ギアボルト博士）
- ゲボイデ＝ボイデ（ヘカトンケイルと呼ばれる使者たち）

2021年
- ワンダーエッグ・プライオリティ（ドクター関）
- 無職転生 〜異世界行ったら本気だす〜（2021年 - 2024年、タルハンド） - 3シリーズ
- 赤ちゃん本部長（橘部長）
- 転生したらスライムだった件 転スラ日記（ハクロウ）
- EDENS ZERO（2021年 - 2023年、ジギー） - 2シリーズ
- オッドタクシー（笑風亭呑楽）
- うらみちお兄さん（神の声）
- 死神坊ちゃんと黒メイド（2021年 - 2024年、ロブ） - 3シリーズ
- 100万の命の上に俺は立っている（ゲームマスター）
- 海賊王女（老師、真田雪久）
- もっと!まじめにふまじめ かいけつゾロリ（ニック）
- 名探偵コナン 警察学校編 Wild Police Story（2021年 - 2023年、鬼塚八蔵）

2022年
- 薔薇王の葬列（ナレーション）
- からかい上手の高木さん3（実況の声）
- 殺し愛（ドニー）
- トモダチゲーム（先生）
- おしりたんてい（かいとうG）
- パリピ孔明（近藤剛）
- ドラ馬チック脳内（解説の犬塚さん）
- 黒の召喚士（リオ）
- 4人はそれぞれウソをつく（ナレーション、UFO）
- 陰の実力者になりたくて!（ルスラン / 痩騎士）
- 聖剣伝説 Legend of Mana -The Teardrop Crystal-（宝石王）
- うる星やつら (2022)（2022年 - 2024年、校長、犬） - 2シリーズ
- 後宮の烏（左丘曜）

2023年
- 冰剣の魔術師が世界を統べる（ヘンリック＝ファーレンハイト）
- 吸血鬼すぐ死ぬ2（裏新横浜）
- スパイ教室（ウーヴェ）
- アリス・ギア・アイギス Expansion（磐田宗一郎、ナレーション）
- 異世界召喚は二度目です（ルリ祖父）
- 贄姫と獣の王（ガロア）
- 七つの魔剣が支配する（エンリコ＝フォルギエーリ）
- ダークギャザリング（宇宙人人形の霊、過渡期の御霊）
- アイドルマスター ミリオンライブ！（高木順二朗）
- 聖剣学院の魔剣使い（ジャクト）
- 冒険者になりたいと都に出て行った娘がSランクになってた（グラハム）
- とあるおっさんのVRMMO活動記（イグラオン〈レッド・ドラゴンの王〉）

2024年
- 姫様“拷問”の時間です（ジモチ、ナレーション）
- ダンジョン飯（フリナグ）
- キングダム（紀昌）
- 僕の心のヤバイやつ（片岡健）
- 出来損ないと呼ばれた元英雄は、実家から追放されたので好き勝手に生きることにした（ホレス）
- 魔法科高校の劣等生（九島烈〈2代目〉）
- 狼と香辛料 MERCHANT MEETS THE WISE WOLF（リヒテン・マールハイト）
- 戦隊大失格（2024年 - 2025年、ペルトロラ） - 2シリーズ
- ダンジョンの中のひと（レンヒリンジ）
- 異世界スーサイド・スクワッド（シンカー）
- 杖と剣のウィストリア（アロン・マステリアス・オールドキング）
- 村井の恋（ナレーション）

2025年
- クラスの大嫌いな女子と結婚することになった。（北条天竜）
- 悪役令嬢転生おじさん（学園長）
- SAKAMOTO DAYS（ナレーション、篁） - 2シリーズ
- 地縛少年花子くん2（カコ） - 2シリーズ
- 異修羅（星図のロムゾ）
- 天久鷹央の推理カルテ（桑田隆一郎）
- ウマ娘 シンデレラグレイ（六平銀次郎）
- WIND BREAKER Season 2（伊藤繁）
- LAZARUS ラザロ（委員長）
- プリンセッション・オーケストラ（ダック軍曹）
- 水属性の魔法使い（ルウィン）
- アークナイツ【焔燼曙明/RISE FROM EMBER】（鼠王）
- ウィッチウォッチ（不破司令）
- CITY THE ANIMATION（ナレーション）

### 劇場アニメ
1984年
- 風の谷のナウシカ（トルメキア兵）

1986年
- キャプテン翼 明日に向って走れ!（早田）
- キャプテン翼 世界大決戦!! Jr.ワールドカップ（早田）
- GREY デジタル・ターゲット（クリケット）
- 天空の城ラピュタ
- ハイスクール!奇面組（似蛭田妖）

1987年
- バリバリ伝説

1988年
- エスパー魔美 〜星空のダンシングドール〜（久保英樹）
- 機動戦士SDガンダム（ヤザン）
- 闘将!!拉麵男（ピータン）

1989年
- ヴイナス戦記（ウィル）

1990年
- シティーハンター ベイシティウォーズ（ノートンの部下）
- ハローキティのおやゆびひめ（ツバメ）

1993年
- Coo 遠い海から来たクー（ジャン）
- ぼのぼの（スナドリネコさん）

1994年
- 幽☆遊☆白書 冥界死闘篇 炎の絆（黒鵺）
- それいけ!アンパンマン みんな集まれ! アンパンマンワールド（かつぶしまん）

1995年
- クレヨンしんちゃん 雲黒斎の野望（髭の浪人）

1996年
- 劇場版 天地無用! in LOVE
- クレヨンしんちゃん ヘンダーランドの大冒険（マカオ）

1999年
- 名探偵コナン 世紀末の魔術師（寒川竜）

2001年
- バンパイアハンターD（カイル）

2002年
- 劇場版∀ガンダムI 地球光（ギャバン・グーニー）

2003年
- ラーゼフォン 多元変奏曲（九鬼正義）

2005年
- 機動戦士ΖガンダムII A New Translation -恋人たち-（ヤザン・ゲーブル）

2006年
- 機動戦士ΖガンダムIII A New Translation -星の鼓動は愛-（ヤザン・ゲーブル）

2007年
- 真救世主伝説 北斗の拳 ラオウ伝 殉愛の章（シュウ）

2008年
- 劇場版 NARUTO -ナルト- 疾風伝 絆（自来也）
- スカイ・クロラ The Sky Crawlers（本田）

2009年
- 劇場版 NARUTO -ナルト- 疾風伝 火の意志を継ぐ者（自来也）
- レイトン教授と永遠の歌姫（グロスキー警部）

2010年
- 劇場版 銀魂 新訳紅桜篇（阿伏兎）
- 超劇場版ケロロ軍曹 誕生!究極ケロロ 奇跡の時空島であります!!（ネブラ）
- 劇場版 NARUTO -ナルト- 疾風伝 ザ・ロストタワー（自来也）

2012年
- 映画 ベルセルク 黄金時代篇I 覇王の卵（ラバン）
- 映画 ベルセルク 黄金時代篇II ドルドレイ攻略（ラバン）
- ROAD TO NINJA -NARUTO THE MOVIE-（自来也）
- 放課後ミッドナイターズ（フレッド）
- ONE PIECE FILM Z（ゼット）

2013年
- クレヨンしんちゃん バカうまっ!B級グルメサバイバル!!（寿司夫婦仮面〈夫〉）

2014年
- THE IDOLM@STER MOVIE 輝きの向こう側へ!（社長〈高木順二朗〉）
- THE LAST -NARUTO THE MOVIE-（ナレーション）
- 劇場版 TIGER & BUNNY -The Rising-（マーク・シュナイダー）
- 宇宙戦艦ヤマト2199 星巡る方舟（真田志郎）

2015年
- サイボーグ009VSデビルマン（ジンメン）
- 亜人 -衝動-（佐藤）

2016年
- 亜人 -衝突-（佐藤）
- 傷物語〈II 熱血篇〉（ギロチンカッター）
- 映画ドラえもん 新・のび太の日本誕生（ギガゾンビ）

2017年
- 宇宙戦艦ヤマト2202 愛の戦士たち（真田志郎）

2018年
- 映画 中二病でも恋がしたい! -Take On Me-（神サマ）
- K SEVEN STORIES Episode3「SIDE:GREEN 〜上書き世界〜」（磐舟天鶏）
- ニンジャバットマン（アルフレッド）

2019年
- 劇場版シティーハンター 〈新宿プライベート・アイズ〉（ヴィンス・イングラード）
- 劇場版 幼女戦記（ハンス・フォン・ゼートゥーア）
- クレヨンしんちゃん 新婚旅行ハリケーン 〜失われたひろし〜（仮面族・長）

2021年
- 銀魂 THE FINAL（阿伏兎）

2022年
- 劇場版 転生したらスライムだった件 紅蓮の絆編（ハクロウ）

2023年
- ブラッククローバー 魔法帝の剣（エドワード・アバーラシェ）

2024年
- 機動戦士ガンダムSEED FREEDOM（アレクセイ・コノエ）
- 範馬刃牙VSケンガンアシュラ（ビスケット・オリバ）
- ふれる。

2025年
- ベルサイユのばら（ルイ15世）
- 映画おしりたんてい スター・アンド・ムーン（かいとうG〈ゴロウ〉）
- たべっ子どうぶつ THE MOVIE（キングゴットン）
- 劇場版 鬼滅の刃 無限城編 第一章 猗窩座再来（鱗滝左近次）

### OVA
1983年
- ダロス（ポリス）

1985年
- エリア88（キャンベル）
- ジャスティ
- 魔法の天使クリィミーマミ ロング・グッドバイ（記者A）

1986年
- 湘南爆走族（瀬島）

1987年
- 重戦機エルガイム（ミラウー・キャオ）
- デジタル・デビル物語 女神転生（ロキ）
- デッドヒート（サブロー）
- トワイライトQ 時の結び目 REFLECTION
- プロジェクトA子2 大徳寺財閥の陰謀（大徳寺光）

1988年
- 機動警察パトレイバー（テロリスト）
- 機動戦士SDガンダム（ヤザン）
- 沙羅曼蛇（パイロットB）
- トップをねらえ!（造船課長）

1989年
- 華星夜曲（男B）
- 機動戦士SDガンダムMARK-II（ヤザン、ΖΖガンダム、へビーガンダム、ガンタンク）
- 新・キャプテン翼（1989年 - 1990年、早田誠）
- 極黒の翼バルキサス（荒くれC）
- プロジェクトA子 完結篇（大徳寺光）
- ヤンキー烈風隊（正木伸二郎）

1990年
- あさってDaNCE
- OL改造講座
- BE-BOP-HIGHSCHOOL（1990年 - 1993年、梶谷）

1991年
- 銀河英雄伝説（カーレ・ウィロック）
- 柔道部物語（小柴哲也）

1993年
- 難波金融伝・ミナミの帝王（情次）
- ブラック・ジャック（ケリー大統領）

1994年
- KIZUNA 2（京介）
- マップス（ガッハ・カラカラ）

1995年
- 学校の幽霊
- ガンスミスキャッツ（ビル・コリンズ）
- 3×3 EYES 〜聖魔伝説〜（ジェイク・マクドナルド）
- 無責任艦長タイラー（バルサローム）

1996年
- BLUE SEED2（モッカ）
- 僕のセクシャルハラスメント（新美仗）

1998年
- 青の6号（アレッサンドロ・ダビッド）
- ジャイアントロボ THE ANIMATION -地球が静止する日（阮小二）
- ダイノゾーン（ダイノステゴ）

1999年
- 倒凶十将伝（塙禄門）
- メルティランサー The Animation（コリンズ・ワンセヴン）

2001年
- 倒凶十将伝 封魔五行伝承（塙禄門）

2002年
- 戦闘妖精雪風（グノー）

2004年
- ねとらん者 THE MOVIE（侍魂健）

2005年
- LAST ORDER FINAL FANTASY VII（タークス〈格闘〉、ティファパパ）

2007年
- 最遊記RELOAD -burial-（你健一〈烏哭三蔵〉）
- 装甲騎兵ボトムズ ペールゼン・ファイルズ（マナガル）
- HELLSING（トバルカイン・アルハンブラ）

2008年
- 仮面ライダー電王 コレクションDVD「イマジンあにめ」（デネブ）

2010年
- らんま1/2 悪夢!春眠香（校長）

2013年
- 波打際のむろみさん（ワイズマン） - コミックス第9巻DVD付特装版

2019年
- 転生したらスライムだった件 OAD（ハクロウ） - 漫画版第12・13巻限定版付属

2021年
- Fate/Grand Carnival（クリストファー・コロンブス）
- アリス・ギア・アイギス〜ドキッ!アクトレスだらけのマ〜メイドグランプリ♡〜（磐田宗一郎）

### Webアニメ
2010年代
- みるタイツ（2019年、マスター）
- Levius -レビウス-（2019年、マルコム・イーデン）

2020年代
- 範馬刃牙（2021年 - 2023年、ビスケット・オリバ） - 2シリーズ
- 幼女社長（2021年、パン屋の店主）
- 極主夫道（2021年 - 2023年、組長〈おやじ〉） - 2シリーズ
- 雪ほどきし二藍（2022年、商人）
- Tekken: Bloodline（2022年、ポール・フェニックス）
- 鎮西八郎為朝（2023年、平清盛）
- もっふんといっしょ（2023年、もっふん）
- 鬼武者（2023年、松木兼介）
- Fate/Grand Order 藤丸立香はわからない Season3（2025年、クリストファー・コロンブス）

### ゲーム
時期不明
- エナジーエアフォースシリーズ（ナレーション）

1988年
- SNATCHER（Benson）

1992年
- YAWARA!

1993年
- ムーンライトレディ（ケルベロス）

1994年
- 機動武闘伝Gガンダム（チボデー・クロケット）
- YAWARA!2

1995年
- From TV Animation スラムダンク I Love Basketball（仙道彰）
- スーパースラムズ -FROM TV ANIMATION SLAM DUNK-（仙道彰）

1996年
- エネミー・ゼロ（高橋ジョージ）
- 月花霧幻譚〜TORICO〜（ジェイド）
- 時空探偵DD 〜幻のローレライ〜（滅砂・シュミット）
- 戦国ブレード（ハガネ）※セガサターン版

1997年
- 機動戦士ガンダム外伝 THE BLUE DESTINY（アルフ・カムラ）
- QUOVADIS 2〜惑星強襲オヴァン・レイ〜（フランク・マロニー）
- スーパーロボット大戦F（ミラウー・キャオ）
- ゆけゆけ!!トラブルメーカーズ（スティンガー）

1998年
- アゼル パンツァードラグーンRPG（ガッシュ）
- SDガンダム GGENERATION（1998年 - 2025年、アルフ・カムラ、ヤザン・ゲーブル、チボデー・クロケット、ギャバン・グーニー） - 14作品
- GUNばれ!ゲーム天国（みーとん）
- 機動戦士ガンダム ギレンの野望（アルフ・カムラ、テネス・A・ユング、ヤザン・ゲーブル）
- 時空探偵DD2 叛逆のアプサラル（滅砂・シュミット）
- ジョジョの奇妙な冒険（誇り高き血統ジョセフ、ナレーション）
- スーパーロボット大戦F完結編（ミラウー・キャオ、ヤザン・ゲーブル）
- ステラアサルトSS（エドガー）
- ストリートファイターZERO3（ディージェイ）

1999年
- ジョジョの奇妙な冒険 未来への遺産（誇り高き血統ジョセフ）
- 新世紀GPXサイバーフォーミュラ 新たなる挑戦者（AKF-0/1B Nemesis〈male〉）
- スーパーロボット大戦コンプリートボックス（ヤザン・ゲーブル）

2000年
- 建設重機喧嘩バトル ぶちギレ金剛!!（ジェイク本郷）
- 高機動幻想ガンパレード・マーチ（坂上久臣）
- スーパーロボット大戦α（ヤザン・ゲーブル）
- BLOOD THE LAST VAMPIRE（大岡修平）
- 名探偵コナン 3人の名推理

2001年
- アーマード・コア2 アナザーエイジ（エムロード社代表）
- SIMPLEキャラクター2000 ハイスクール!奇面組THE テーブルホッケー（似蛭田妖）
- スーパーロボット大戦α for Dreamcast（ヤザン・ゲーブル）
- スーパーロボット大戦α外伝（ヤザン・ゲーブル、ギャバン・グーニー）
- MIDNIGHT CLUB（ダレン・サロック）

2002年
- エアロダンシング4（アズマ）
- スーパーロボット大戦IMPACT（ヤザン・ゲーブル）
- ZOIDS VS.シリーズ（プロイツェン、バイパー）
- ハリー・ポッターと秘密の部屋（ヴォルデモート、ルシウス・マルフォイ、バジリスク）

2003年
- 機動戦士Ζガンダム エゥーゴvs.ティターンズ（ヤザン・ゲーブル）
- ゲゲゲの鬼太郎 異聞妖怪奇譚
- SUNRISE WORLD WAR Fromサンライズ英雄譚（タップ、ヤザン、ベック、キャオ、チボデー）
- 新世紀エヴァンゲリオン2（時田シロウ）
- 第2次スーパーロボット大戦α（ヤザン・ゲーブル）
- NARUTO -ナルト- ナルティメットヒーロー（自来也）
- ラーゼフォン 蒼穹幻想曲（九鬼正義）

2004年
- ガングレイヴO.D.（ロケットビリー・レッドキャデラック）
- 機動戦士ガンダム ガンダムvs.Ζガンダム（ヤザン・ゲーブル）
- スーパーロボット大戦MX（タップ・オセアノ、チボデー・クロケット、九鬼正義）
- スーパーロボット大戦GC（ミラウー・キャオ、タップ・オセアノ）
- 007 エブリシング オア ナッシング（ニコライ・ディアボロ〈ウィレム・デフォー〉）※PlayStation 2版、ニンテンドー ゲームキューブ版
- テイルズ オブ リバース（ワルトゥ）
- NARUTO -ナルト- 激闘忍者大戦!3（自来也）
- NARUTO -ナルト- ナルティメットヒーロー2（自来也）

2005年
- Another Century's Episode（タップ・オセアノ）
- 機動戦士ガンダム0079カードビルダー（アルフ・カムラ、テネス・A・ユング）
- キングダム ハーツII（シグバール）
- 新世紀勇者大戦（レイザー / レイゼルバー / ダイレイザー）
- 聖闘士星矢 聖域十二宮編（潮）
- 第3次スーパーロボット大戦α 終焉の銀河へ（ヤザン・ゲーブル）
- 天地の門（レイガイ）
- NARUTO -ナルト- うずまき忍伝（自来也）
- NARUTO -ナルト- 激闘忍者大戦!4（自来也）

2006年
- Another Century's Episode 2（タップ・オセアノ）
- 機動戦士ガンダム クライマックスU.C.（ヤザン・ゲーブル）
- キャプテン翼（早田誠、カルツ）※PlayStation 2版
- 新世紀エヴァンゲリオン2 造られしセカイ -another cases-（時田シロウ）
- スーパーロボット大戦XO（ミラウー・キャオ、タップ・オセアノ）
- NARUTO -ナルト- 最強忍者大結集4 DS（自来也）
- NARUTO -ナルト- ナルティメットポータブル（自来也）
- BLACK（取調官）

2007年
- Another Century's Episode 3 THE FINAL（タップ・オセアノ）
- ガンダム バトルクロニクル（ヤザン・ゲーブル）
- ガンダム無双（ヤザン・ゲーブル）
- 機動劇団はろ一座 ガンダム麻雀+Ζ さらにデキるようになったな!（ヤザン・ゲーブル）
- 機動戦士ガンダム0083カードビルダー（アルフ・カムラ、テネス・A・ユング）
- キングダム ハーツII ファイナル ミックス（シグバール）
- スーパーロボット大戦Scramble Commander the 2nd（ヤザン・ゲーブル、九鬼正義）
- デストロイ オール ヒューマンズ!（ポックス博士）
- NARUTO -ナルト- 疾風伝 激闘忍者大戦!EX2（自来也）
- NARUTO -ナルト- 疾風伝 最強忍者大結集5 決戦!“暁”（自来也）
- NARUTO -ナルト- 疾風伝 ナルティメットアクセル2（自来也）
- メダル・オブ・オナー ヴァンガード（マグナソン軍曹）

2008年
- カドゥケウス ニューブラッド（ルーク・ルソー）
- 仮面ライダーバトル ガンバライド（デネブ、デネビックバスター）
- クレヨンしんちゃん 嵐を呼ぶ シネマランド カチンコガチンコ大活劇!
- 白騎士物語 -古の鼓動-（ドレギアス）
- スーパーロボット大戦A PORTABLE（タップ・オセアノ、チボデー・クロケット）
- スーパーロボット大戦Z（ヤザン・ゲーブル、ギャバン・グーニー、ジェイソン・ベック）
- テイルズ オブ シンフォニア -ラタトスクの騎士-（テネブラエ）
- NARUTO -ナルト- 疾風伝 激闘忍者大戦!EX3（自来也）
- NARUTO -ナルト- 疾風伝 最強忍者大結集 激突!!ナルトVSサスケ（自来也）
- NARUTO -ナルト- 疾風伝 忍列伝 II（自来也）
- ニード・フォー・スピード プロストリート（イベントMC）
- RESISTANCE2（ネイサン・ヘイル中尉）

2009年
- エンド ウォー（スコット・ミッチェル大将）
- 仮面ライダー クライマックスヒーローズ（仮面ライダーゼロノス ベガフォーム）
- 仮面ライダー クライマックスヒーローズW（仮面ライダーゼロノス ベガフォーム）
- キングダム ハーツ 358/2 Days（シグバール）
- 電撃学園RPG Cross of Venus（陸）
- NARUTO -ナルト- 疾風伝 ナルティメットアクセル3（自来也）
- NARUTO -ナルト- 疾風伝 忍列伝 III（自来也）
- レイトン教授と魔神の笛（グロスキー警部）

2010年
- Another Century's Episode:R（ヤザン・ゲーブル）
- 仮面ライダー クライマックスヒーローズ オーズ（仮面ライダーゼロノス ベガフォーム）
- キャッスルヴァニア ロード オブ シャドウ（ネクロマンサー）
- キングダム ハーツ バース バイ スリープ（ブライグ）
- コール オブ デューティ ブラックオプス（ヴィクトル・レズノフ）
- 斬撃のREGINLEIV（オーディン）
- 東京鬼祓師 鴉乃杜學園奇譚（羽鳥清司郎）
- NARUTO -ナルト- ナルティメットストーム2（自来也）
- NARUTO -ナルト- 疾風伝 激闘忍者大戦!SPECIAL（自来也）
- NARUTO -ナルト- 疾風伝 忍術全開!チャクラッシュ!!（自来也）
- METAL GEAR SOLID PEACE WALKER（ザドルノフ）
- 龍が如く4 伝説を継ぐもの（柴田和夫）

2011年
- アイドルマスターシリーズ（2011年 - 2024年、高木社長〈高木順二朗〉） - 8作品
- Another Century's Episode Portable（ヤザン・ゲーブル）
- 仮面ライダー クライマックスヒーローズ フォーゼ（仮面ライダーゼロノス ベガフォーム）
- 鬼哭街（呉榮成）
- 機動戦士ガンダム オンライン（男性パイロット1）
- スライ・クーパー コレクション（キャプテン・ラフィ）
- 第2次スーパーロボット大戦Z 破界篇（ジェイソン・ベック）
- テイルズ オブ エクシリア（ナハティガル・I・ファン）
- メタルギアソリッド ピースウォーカー（ラモン・ガルベス・メナ）

2012年
- エクストルーパーズ（クライス・ラヴェル）
- SDガンダム GGENERATION OVER WORLD（ヤザン・ゲーブル、チボデー・クロケット、ギャバン・グーニー）
- 鬼武者Soul（里見義堯、足利晴氏、稲葉一鉄、勘解由小路在昌、柳生宗矩 他）
- カースド クルセイド（ジャン・ドゥ・ベール）
- 仮面ライダー 超クライマックスヒーローズ（仮面ライダーゼロノス ベガフォーム）
- 機動戦士ガンダム エクストリームバーサス（2012年 - 2016年、ヤザン・ゲーブル） - 4作品
- Kinect ラッシュ: ディズニー/ピクサー アドベンチャー（アルファ、フィン・マックミサイル）
- キングダム ハーツ 3D ［ドリーム ドロップ ディスタンス］（ブライグ / シグバール）
- 恋戦隊 LOVE&PEACE（九楽剣人）
- コール オブ デューティ ブラックオプス II（ヴィクトル・レズノフ）
- 新・光神話 パルテナの鏡（冥府神ハデス、戦車の主）
- 第2次スーパーロボット大戦Z 再世篇（ジェイソン・ベック）
- テイルズ オブ エクシリア2（ナハティガル・I・ファン）
- NARUTO -ナルト- 疾風伝 ナルティメットストームジェネレーション（自来也）
- ブレイブリーデフォルト フライングフェアリー（ベアリング・アウト）
- PROJECT X ZONE（メーデン・トローレ）
- モンスターハンター フロンティア オンライン（VOICE TYPE35）
- わグルま!（魔王）
- ゴーストリコン フューチャーソルジャー（オーバーロード）
- ONE PIECE ワンピートレジャーワールド（ゼット）

2013年
- 神々の悪戯（ゼウス・ケラウノス）
- 仮面ライダー バトライド・ウォー（カラス〈辛島進〉 / 仮面ライダーディケイド 激情態）
- キングダム ハーツ HD 1.5 リミックス（シグバール）
- 銀魂のすごろく（阿伏兎）
- KRITIKA（カーレン、ベルシャザル、ナレーション）
- ジョジョの奇妙な冒険 オールスターバトル（ホル・ホース）
- 真・ガンダム無双（ヤザン・ゲーブル）
- 真・女神転生IV（タヤマ）
- スーパーロボット大戦OGサーガ 魔装機神III PRIDE OF JUSTICE（ソーン・ザン・バキウム）
- スーパーロボット大戦Operation Extend（ミラウー・キャオ、ギュンター・プロイツェン）
- スーパーロボット大戦UX（グラサン・グリン）
- スティールクロニクルBe（ダリウス・エプスタイン）
- テイルズ オブ シンフォニア ユニゾナントパック（テネブラエ）
- NARUTO -ナルト- 疾風伝 ナルティメットストーム3（自来也）
- ニード・フォー・スピードライバルズ（レーサー側プレイヤー）
- ブレイブリーデフォルト フォーザ・シークウェル（ベアリング・アウト）
- レイトン教授と超文明Aの遺産（グロスキー警部）

2014年
- ガールフレンド（仮）（悪カウボーイ）
- CV 〜キャスティングボイス〜（大貫篤夫）
- キングダム ハーツ HD 2.5 リミックス（シグバール / ブライグ）
- クレヨンしんちゃん 嵐を呼ぶ カスカベ映画スターズ!（マカオ）
- コール オブ デューティ アドバンスド・ウォーフェア（ジョナサン・アイアンズ）
- 第3次スーパーロボット大戦Z 時獄篇（ジェイソン・ベック、ゲイツ）
- NARUTO -ナルト- 疾風伝 ナルティメットストームレボリューション（自来也）
- ファンタシースター ノヴァ（ヒュペリオン）
- ONE PIECE 超グランドバトル! X（ゼット）

2015年
- 龍が如く0 誓いの場所（柴田和夫）
- 神々の悪戯 InFinite（ゼウス・ケラウノス〈大人〉）
- 仮面ライダーバトル ガンバライジング（仮面ライダーゼロノス ベガフォーム）
- The Order:1886（ヘイスティングス）
- 第3次スーパーロボット大戦Z 天獄篇（ジェイソン・ベック、ゲイツ）
- デュラララ!! Relay（四木春也）
- ブレイブリーセカンド（ベアリング・アウト）
- メタルギアソリッドV ファントムペイン（主治医）

2016年
- 仮面ライダー バトライド・ウォー創生（デネブ / 仮面ライダーゼロノス ベガフォーム / デネビッグバスター）
- グランブルーファンタジー（2016年 - 2024年、レッドラック、アンダーソン、ハクロウ）
- 戦国BASARA 真田幸村伝（真田昌幸）
- 討鬼伝2（識）
- ドラえもん 新・のび太の日本誕生（ギガゾンビ）
- NARUTO -ナルト- 疾風伝 ナルティメットストーム4（自来也）
- プリンセスは金の亡者（ナレーション）
- Mighty No. 9（カウンターシェード）
- War Thunder（ラジオチャットの声）

2017年
- アサシン クリード オリジンズ（ユリウス・カエサル）
- Shadowverse（2017年 - 2021年、ミスターフルムーン、グレートタウラス、エズディア）
- エアリアルレジェンズ（メルギル）
- 英雄伝説 閃の軌跡 III（G・シュミット博士、ルトガー・クラウゼル）
- キャプテン翼 〜たたかえドリームチーム〜（早田誠、ヘルマン・カルツ）
- スーパーロボット大戦V（ヤザン・ゲーブル、ゲイツ、真田志郎）
- Fate/Grand Order（2017年 - 2024年、レジスタンスのライダー〈クリストファー・コロンブス〉）

2018年
- 銀魂乱舞（阿伏兎）
- けものフレンズぱびりおん（オープニングナレーション）
- 仮面ライダー ブットバソウル（デネブ / 仮面ライダーゼロノス / 仮面ライダーNEW電王、『鎧武』ナレーション）
- スーパーロボット大戦X（ヤザン・ゲーブル）
- 世界樹の迷宮X（クワシル）
- Marvel's SPIDER-MAN（エイドリアン・トゥームス / バルチャー）
- 英雄伝説 閃の軌跡IV -THE END OF SAGA-（ルトガー・クラウゼル）
- ファンタジーアース ジェネシス（アスピダ）
- 機動戦士ガンダム エクストリームバーサス2（2018年 - 2025年、ヤザン・ゲーブル、チボデー・クロケット） - 4作品
- 鬼武者（ギルデンスタン）

2019年
- キングダム ハーツIII（デイヴィ・ジョーンズ、シグバール / ブライグ）
- スーパーロボット大戦T（ヤザン・ゲーブル、チボデー・クロケット）
- 北斗の拳 LEGENDS ReVIVE（シュウ）
- ドラゴンクエストライバルズ（悪の化身りゅうおう）
- DEATH STRANDING（ハートマン）

2020年
- 仁王2（果心居士、大嶽丸）
- とある魔術の禁書目録 幻想収束（左方のテッラ）
- ドラゴンクエストX（竜王）
- RANBU 三国志乱舞（曹操）
- 共闘ことばRPG コトダマン（2020年 - 2022年、シュウ、鱗滝左近次、鶴見中尉）
- A.I.M.$ -All you need Is Money-（ネモ・マランツァーノ）

2021年
- ポケモンマスターズEX（ハラ）
- 幽☆遊☆白書 100%本気バトル（黒鵺）
- 鬼滅の刃 ヒノカミ血風譚（鱗滝左近次）
- 機動戦士ガンダム U.C. ENGAGE（2021年 - 2024年、ヤザン・ゲーブル）

2022年
- チョコボGP（ラムウ）
- スーパーロボット大戦DD（ゲイツ）
- ライブアライブ（とらわれの男 / 坂本龍馬、トゥーラ・ハン）
- タクティクスオウガ リボーン（レーウンダ・バルバトス）
- みんなで早押しクイズ（敷島ヒデノスケ）

2023年
- モンスターストライク（ハクロウ、痩騎士 / ルスラン・バーネット）
- 仮面ライダーバトル ガンバレジェンズ（仮面ライダーゼロノス ベガフォーム）
- バイオハザード RE:4（オズムンド・サドラー）

2024年
- Rise of the Ronin（ジュール・ブリュネ）
- 機動戦士ガンダム アーセナルベース（2024年 - 2025年、ヤザン・ゲーブル、チボデー・クロケット）
- 転生したらスライムだった件 テンペストストーリーズ（ハクロウ）
- ファミコン探偵倶楽部 笑み男（鎌田公晴）
- エンバーストーリア（葉早雲）

2025年
- HUNDRED LINE -最終防衛学園-（SIREI）
- ペルソナ5: The Phantom X（イゴール）
- 鬼滅の刃 ヒノカミ血風譚2（鱗滝左近次）

### ドラマCD
- アイドルマスターシリーズ（高木社長〈高木順二朗〉）
  - 劇場版制作決定記念チケット同梱「765プロ入社説明CD」（2013年）
  - MILLION THE@TER GENERATION 17 STAR ELEMENTS（2019年、高林社長〈高木順二朗〉）
  - MILLION THE@TER GENERATION 18 765PRO ALLSTARS（2019年）
  - MILLION THE@TER WAVE 16 ≡君彩≡（2021年）
- アルスラーン戦記（ナルサス）
- 11 -Twilight suicide.
- キーリ（兵長）
- 鬼哭街 反魂剣鬼（呉榮成）
- クラッシャーズ Knight&Ranシリーズ（旧ルーク / 田沼将人）
- ゴミ溜めPEACE（イレヴン・グローリー）
- ザ・キング・オブ・ファイターズ'94（タクマ・サカザキ）
- サンダーバード秘密基地セット（ファイアー・フラッシュ号機長）
- ストリートファイターZERO 外伝 〜春麗旅立ちの章〜（介臣）
- スパイラル〜推理の絆〜 もうパズルなんて解かない（男）
- デュラララ!! 八面六臂（四木）
- はやて×ブレード（シャバ蔵）
- 豹の男（陣内豪太郎）
- 勇者宇宙ソーグレーダー オーディオドラマ Vol.1・2（2025年、ナレーション） - 『勇者宇宙ソーグレーダー』第2巻 CD付特装版 (Vol.1) / 『勇者聖戦バーンガーン THE NOVEL』上巻 CD付特装版 (Vol.2)
- 吉岡平ワールド（秋葉原石丸博士）
- スダッチャー（クリスチャン・ゲンズブール）
- うらみちお兄さん（ナレーション）

### 吹き替え

#### 担当俳優
アーマンド・アサンテ
- エンド・オブ・ザ・ワールド（ドワイト・タワーズ艦長）
- ジャッジ・ドレッド（リコ）※フジテレビ版
- 素顔のままで（アル・ガルシア刑事）※テレビ朝日版

アンディ・ガルシア
- オーシャンズシリーズ（テリー・ベネディクト）
  - オーシャンズ11 ※フジテレビ版
  - オーシャンズ12 ※日本テレビ版
  - オーシャンズ13 ※フジテレビ版

- 奴らに深き眠りを（ラッキー・ルチアーノ）

イアン・グレン
- バイオハザードシリーズ（サミュエル・アイザックス博士）
  - バイオハザードII アポカリプス ※フジテレビ版
  - バイオハザードIII ※テレビ朝日版
  - バイオハザードV リトリビューション ※テレビ朝日版

- ブラック・ビューティー（ジョン）

ヴァル・キルマー
- サンダーハート（レイ・リヴォイ）
- 天才アカデミー（クリス・ナイト）
- ヒート（クリス・シヘリス）※ソフト版

ヴァンサン・カッセル
- オーシャンズ12（フランソワ・トゥルアー）※ソフト版
- オーシャンズ13（フランソワ・トゥルアー）※ソフト版
- ジャンヌ・ダルク（ジル・ド・レ）※日本テレビ版

ヴィゴ・モーテンセン
- グリーンブック（トニー・“リップ”・バレロンガ）
- 13人の命（リチャード・スタントン）
- 特捜刑事マイアミ・バイス シーズン3 #19（エディ・ターンブル）
- ロード・オブ・ザ・リングシリーズ（アラゴルン）
  - ロード・オブ・ザ・リング
  - ロード・オブ・ザ・リング/二つの塔
  - ロード・オブ・ザ・リング/王の帰還

ウィレム・デフォー
- アンチクライスト（夫）
- スピード2（ジョン・ガイガー）※フジテレビ版
- 007 エブリシング オア ナッシング（ニコライ・ディアボロ）
- 誰よりも狙われた男（トミー・ブルー）
- プラトーン（エライアス・グロージョン三等軍曹）※ソフト版

ウディ・ハレルソン
- ある決闘 セントヘレナの掟（エイブラハム）
- ウェルカム・トゥ・サラエボ（ジミー・フリン）
- キングピン/ストライクへの道（ロイ・マンソン）
- ドク・ハリウッド（ハンク・ゴードン）※テレビ朝日版
- ハイロー・カントリー（ビッグボーイ・マットソン）
- マイ スウィート ガイズ（シーザー）

エリック・ロバーツ
- エクスペンダブルズ（ジェームズ・モンロー）
- ザ・チェイサー（ローム）
- ヘブンズ・プリズナー（ババ・ロック）※テレビ東京版
- ロスト・ガール シーズン5（ハデス）

カート・ラッセル
- スカイ・ハイ（ザ・コマンダー）
- ブレーキ・ダウン（ジェフ）※ソフト版
- ワイルド・スピードシリーズ（ミスター・ノーバディ）
  - ワイルド・スピード SKY MISSION
  - ワイルド・スピード ICE BREAK
  - ワイルド・スピード/ジェットブレイク

キーファー・サザーランド
- 赤い標的 THE BREAK UP（ジョン・ボックス）
- 再会の街/ブライトライツ・ビッグシティ（タッド・アラガッシュ）※TBS版
- 三銃士（アトス）※テレビ朝日版
- ダークシティ（ダニエル・P・シュレーバー博士）※ソフト版、フジテレビ版
- 乱気流/グランドコントロール（ジャック・ハリス）※旧ソフト版
- ライアンを探せ!（サムソン）※予告編
- レイジング・ブレット 復讐の銃弾（ロバート）※テレビ東京版
- レネゲイズ（バスター）※テレビ朝日版

クリストファー・ウォーケン
- ウェインズ・ワールド2（ボビー・カーン）
- ニック・オブ・タイム（スミス）※ソフト版
- 流血の絆（パスコ）

クリストファー・エクルストン
- 60セカンズ（レイモンド・カリートリー）※ソフト版
- 心理探偵フィッツ（デヴィッド・ビルボロー警部）
- 28日後...（ヘンリー・ウエスト少佐）

クリストファー・ランバート
- アブソロン（ノーマン・スコット）
- ハイランダー 悪魔の戦士（コナー・マクラウド）
- ハイランダー2 甦る戦士（コナー・マクラウド）※日本テレビ版
- フォートレス（ジョン・ブレニック）※日本テレビ版
- レザレクション（ジョン・ブラドフォーム）

ケイリー・エルウィス
- ジャングル・ブック（ウィリアム・ブーン大尉）※テレビ朝日版
- ソウシリーズ（ローレンス・ゴードン）
  - ソウ
  - ソウ2 ※ソウの回想シーン
  - ソウ ザ・ファイナル 3D

- ナックルズ（ピストル・ウィップル）

ゲイリー・オールドマン
- コール オブ デューティ ブラックオプス II（ヴィクトル・レズノフ）
- ステート・オブ・グレース（ジャッキー・フラネリ）※テレビ東京版
- ドラキュラ（ドラキュラ伯爵）※新ソフト版
- バットマン ビギンズ（ジェームズ “ジム”・ゴードン）※フジテレビ版

ケヴィン・クライン
- イン&アウト（ハワード・ブラケット）
- 危険な動物たち（ヴィンス・マッケイン/ロッド・マッケイン）
- 今宵、フィッツジェラルド劇場で（ガイ・ノワール）
- 隣人（リチャード・パーカー）※ソフト版
- ワイルド・ワイルド・ウエスト（アーティマス・ゴードン/グラント大統領）※日本テレビ版
- ワンダとダイヤと優しい奴ら（オットー）

ケヴィン・スペイシー
- 交渉人（クリス・セイビアン）※テレビ朝日版
- コール オブ デューティ アドバンスド・ウォーフェア（ジョナサン・アイランズ）
- F.R.A.T./戦慄の武装警察（レヴォン・ウォレス）
- ヤギと男と男と壁と（ラリー・フーパー）

ケビン・コスナー
- アンタッチャブル（エリオット・ネス）※ソフト版
- ウォーターワールド（マリナー）※ソフト版
- 追いつめられて（トム・ファレル）※ソフト版
- 8月のメモワール（スティーヴン・シモンズ）
- ボディガード（フランク・ファーマー）※ANA機内上映版
- ラブ・オブ・ザ・ゲーム（ビリー・チャペル）※ソフト版

ジェフ・ゴールドブラム
- インデペンデンス・デイ（デイヴィッド・レヴィンソン）※ソフト版
- インデペンデンス・デイ: リサージェンス（デイヴィッド・レヴィンソン）
- ウィキッド ふたりの魔女（オズの魔法使い）
- キャッツ & ドッグス（ブロディー教授）
- ジェフ・ゴールドブラムの世界探求（本人）
- 17歳の処方箋（DH・ベインズ）
- ジュラシック・パークシリーズ（イアン・マルコム）
  - ジュラシック・パーク
  - ロスト・ワールド/ジュラシック・パーク ※ゴールドブラムが出演したiMacのCM（1998年）でも吹き替えを担当
  - ジュラシック・ワールド/炎の王国 ※劇場公開版、ザ・シネマ版
  - ジュラシック・ワールド/新たなる支配者 ※劇場公開版、ザ・シネマ版

- チャーリー・モルデカイ 華麗なる名画の秘密（ミルトン・クランプ）
- フレンズ（レオナルド・ヘイズ）
- ホーリーマン（リッキー・ヘイマン）
- ボス・ベイビー ファミリー・ミッション（アームストロング博士）
- マーベル・シネマティック・ユニバース（グランドマスター）
  - マイティ・ソー バトルロイヤル
  - ホワット・イフ...?

- マッド・ドッグス（ミッキー）
- ロビン・ウィリアムズのもしも私が大統領だったら…（スチュアート）

ジェフ・ダニエルズ
- アラクノフォビア（ロス・ジェニングス医師）
- グース（トーマス・アルデン）※ソフト版
- グランド・ツアー（ベン・ウィルソン）
- スピード（ハリー）※ソフト版
- Mr.ダマー2 1/2（チャールズ・タトル）

ジャン＝クロード・ヴァン・ダム
- ヴァン・ダム IN コヨーテ（エディ・ロマックス）※ソフト版
- キックボクサー（カート・スローン）
- キックボクサー リジェネレーション（マスター・デュランド）
- サバイバル・ソルジャー（ストーム・ロスチャイルド）
- サイボーグ（ギブソン・リッケンバッカー）※テレビ朝日版
- ザ・ラスト・マーセナリー（リシャール・ブルメール）
- ジャン＝クロード・ヴァン・ジョンソン（JCVD / ジョンソン / 本人役）
- ジャン＝クロード・ヴァン・ダム アサシン・ゲーム（ブラジル）
- ジャン＝クロード・ヴァン・ダム ファイナル・ブラッド（フィリップ）
- ストリートファイター（ウィリアム・F・ガイル大佐）※ソフト版
- ダブル・インパクト（チャド・ワグナー）※VHS版
- ダブルチーム（ジャック・クイン）※ソフト版
- ドラゴン・アイズ（ティアノ）
- ディレイルド 暴走超特急（ジャック・クリストフ）
- ハード・ソルジャー 炎の奪還（サムソン・ゴール）
- ファイナル・ブラッド2（フィリップ）
- ブルージーン・コップ（ルイス・バーク）※VHS版
- フレンズ 第38話（本人役）
- ボディ・ターゲット（サム・ギレン）※ソフト版
- マキシマム・リスク（アラン・モロー / ミカエル・スヴェロフ）※ソフト版
- UFO -侵略-（ジョージ）
- ユニバーサル・ソルジャーシリーズ（リュック・デュブロー）
  - ユニバーサル・ソルジャー ※ソフト版
  - ユニバーサル・ソルジャー/ザ・リターン
  - ユニバーサル・ソルジャー:リジェネレーション

- ライオンハート（リヨン・ゴルチェ）※ソフト版
- ラスベガス（本人役）
- リベンジ・ガン（スティルマン）
- レプリカント（レプリカント / エドワード・ギャロット）※ソフト版

ショーン・ビーン
- アイランド（バーナード・メリック医師）
- サウンド・オブ・サイレンス（パトリック・コスター）※ソフト版
- トロイ（オデュッセウス）※劇場公開版
- ヒッチャー（ジョン・ライダー）
- ブラヴォー・ツー・ゼロ（アンディ・マクナブ軍曹）

ジョン・C・マッギンリー
- アニマルマン（シスク巡査部長）
- ウォール街（マーヴィン）※テレビ朝日版
- エニイ・ギブン・サンデー（ジャック・ローズ）※日本テレビ版
- 生存者（ヴィクター・イエーツ）
- セブン（カリフォルニア）※フジテレビ版
- デンジャーサイン/あなたが聞こえない（ミッキー）
- トム・グリーンのマネー・クレイジー スットコ大作戦（チャールズ刑事）
- ハートブルー（ベン・ハープ）※ソフト版
- マペットのメリー・クリスマス（ペリー・コックス）

ジョン・マルコヴィッチ
- エラゴン 遺志を継ぐ者（ガルバトリックス）
- 仮面の男（アトス）
- ジェニファー8（セント・アン）

スティーヴ・グッテンバーグ
- コクーン2/遥かなる地球（ジャック・ボナー）※ソフト版
- ポリスアカデミーシリーズ（ケーリー・マホニー）
  - ポリスアカデミー2/全員出動!
  - ポリスアカデミー3/全員再訓練
  - ポリスアカデミー4/市民パトロール

チョウ・ユンファ
- 恋のトラブルメーカー（サンソイ）
- 殺したい妻たちへ（ファー）
- 誰かがあなたを愛してる（サンパン）
- ハード・ボイルド 新・男たちの挽歌（テキーラ）※フジテレビ版

ティム・ロビンス
- CODE46（ウィリアム・ゲルド）
- ザスーラ（パパ）※日本テレビ版
- サベイランス -監視-（ゲーリー・ウィンストン）
- ショーシャンクの空に（アンディ・デュフレーン）※ソフト版
- ナッシング・トゥ・ルーズ（ニック・ビーム）
- ハワード・ザ・ダック/暗黒魔王の陰謀（フィル）※フジテレビ版
- 星に想いを（エド・ウォルターズ）
- ボブ★ロバーツ（ボブ・ロバーツ）

ティモシー・ダルトン
- 007/リビング・デイライツ（ジェームズ・ボンド）※ソフト版
- 007/消されたライセンス（ジェームズ・ボンド）※ソフト版
- 1923（ドナルド・ホイットフィールド）

デニス・クエイド
- 愛に迷った時（エディ・ビション）
- D.O.A. （デクスター・コーネル）
- ライトスタッフ（ゴードン・クーパー）

デンゼル・ワシントン
- 悪魔を憐れむ歌（ジョン・ホブズ刑事）※ソフト版
- ペリカン文書（グレイ・グランサム）※テレビ朝日版
- リコシェ/炎の銃弾（ニック・スタイルズ）※日本テレビ版

ドニー・イェン
- アイスマン 宇宙最速の戦士（ホー・イン）
- イップ・マンシリーズ（イップ・マン）
  - イップ・マン 序章
  - イップ・マン 葉問
  - イップ・マン 継承
  - イップ・マン 完結

- カンフー・ジャングル（ハーハウ・モウ）
- シャクラ（喬峯）
- ジョン・ウィック:コンセクエンス（ケイン）
- スーパーティーチャー 熱血格闘（チャン・ハップ）
- スペシャルID 特殊身分（チェン・チーロン）
- ソード・オブ・デスティニー（サイレントウルフ）
- 追龍（サイホウ）
- 導火線 FLASH POINT （マー刑事）
- ドニー・イェン COOL（キャット・リー）
- ドラゴン危機一発'97（ファン・マンヒン）
- ドラゴン電光石火'98（チャン）
- トリプルX:再起動（シャン）
- 燃えよデブゴン TOKYO MISSION（フクロン）
- モンキー・マジック 孫悟空誕生（孫悟空）
- レイジング・ファイア（ボン）
- ワンス・アポン・ア・タイム・イン・チャイナ外伝/アイアンモンキー（ウォン・ケイイン）
- ワンス・アポン・ア・タイム・イン・チャイナ/天地大乱（ラン提督）

トム・サイズモア
- スリー・リバーズ（ダニー・テディロ）※テレビ朝日版
- 沈黙のテロリスト（レイ・ネトルズ刑事）
- パッセンジャー57（スライ・デルヴェッキオ）※日本テレビ版
- パパラッチ（レックス・ハーパー）
- ロックアップ（ダラス）※ソフト版

トム・ハンクス
- ドラグネット 正義一直線（ペップ・ストリーベック）※機内上映版
- ビッグ（ジョッシュ・バスキン）※JAL機内版
- プリティ・リーグ（ジミー・ドゥーガン）※ソフト版
- フロム・ジ・アース/人類、月に立つ（本人、デポン）※ソフト版
- マネー・ピット（ウォルター・フィールディング・Jr）※TBS版

ドン・ジョンソン
- ギルティ/罪深き罪（デヴィッド・グリーンヒル）
- ナイブズ・アウト/名探偵と刃の館の秘密（リチャード・ドライズデール）
- マチェーテ（ヴォン・ジャクソン）

ニコラス・ケイジ
- コン・エアー（キャメロン・ポー）※テレビ朝日版
- フェイス/オフ（キャスター・トロイ）※フジテレビ版
- プロフェッショナル（エディ）

ピーター・ストーメア
- ヒート・ストローク（マリック）
- ラストスタンド（トーマス・ブレル）
- ロックアウト（スコット・ラングラル）

ピアース・ブロスナン
- セラフィム・フォールズ（ギデオン）
- テイラー・オブ・パナマ（アンディ・オズナード）
- マンハッタン・ラプソディ（アレックス）

ヒューゴ・ウィーヴィング
- 移動都市/モータル・エンジン（サディアス・ヴァレンタイン）
- マトリックスシリーズ（エージェント・スミス）※フジテレビ版
  - マトリックス
  - マトリックス リローデッド
  - マトリックス レボリューションズ

ビル・ナイ
- MI5:消された機密ファイル（ジョニー・ウォリッカー）
- パイレーツ・オブ・カリビアン/デッドマンズ・チェスト（デイヴィ・ジョーンズ）
- パイレーツ・オブ・カリビアン/ワールド・エンド（デイヴィ・ジョーンズ）

ビル・パクストン
- オール・ユー・ニード・イズ・キル（ファレウ曹長）
- シンプル・プラン（ハンク・ミッチェル）
- スパイキッズ2 失われた夢の島（ディンキー・ウィンクス）
- スパイキッズ3-D:ゲームオーバー（ディンキー・ウィンクス）

ビル・プルマン
- あなたが寝てる間に…（ジャック・キャラハン）
- イグニッション（ギャラガー）
- キャスパー（ジェームズ・ハーヴェイ博士）※DVD版
- 脅迫者/バッドスパイラル（クレイン）
- スペースボール（ローン・スター）※TBS版
- 超話題作『インデペンデンス・デイ』徹底解剖!!（本人）※テレビ朝日、ボイスオーバー
- 黙示録〜神の暗号を解く（マッシー博士）※DVD名は「レベレーションズ/黙示録」

ブルース・ウィリス
- サロゲート（トム・グリアー）※機内版
- ビリー・バスゲイト（ボー・ワインバーグ）
- フィフス・エレメント（コーベン・ダラス）※DVD・VHS版、BD版
- 新日本石油(当時の社名は日石三菱)『ENEOS』CM
  - ドライバーに安心とお得を・キャンペーン（本人）※2001年

ブレント・スパイナー
- アウトキャスト（シドニー）
- スタートレックシリーズ（データ）
  - 新スタートレック ※142話のみスン博士と兼役
  - スタートレック ジェネレーションズ
  - スタートレック ファーストコンタクト
  - スタートレック 叛乱
  - ネメシス/S.T.X ※B-4と兼役
  - スタートレック:エンタープライズ
  - スタートレック:ピカード ※シーズン2のみアダム・スンを担当

- ビッグバン★セオリー/ギークなボクらの恋愛法則（本人）

マイケル・シーン
- アドミッション -親たちの入学試験-（マーク）
- アンダーワールド（ルシアン）
- アンダーワールド ビギンズ（ルシアン）
- ドクター・ドリトル（マドフリー） 

マイケル・ルーカー
- クリフハンガー（ハル・タッカー）※フジテレビ版
- スリザー（グラント・グラント）
- ブラウンズ・レクイエム（フリッツ・ブラウン）

マシュー・マコノヒー
- エドtv（エド・ペカーニ）
- サハラ 死の砂漠を脱出せよ（ダーク・ピッド）※テレビ東京版
- サラマンダー（デントン・ヴァン・ザン）
- 評決のとき（ジェイク・タイラー・ブリガンス）※フジテレビ版

ルトガー・ハウアー
- アウターゴールド（クライル）
- コンフェッション（キーラー）
- シン・シティ（ロアーク枢機卿）
- スコーピオン・キング4（ザッコール王）
- ディープ・コア2002（ネルソン大統領）

レイ・リオッタ
- アイデンティティー（ロード）※ソフト版
- クレイジー・ドライブ（本人）
- コップランド（ゲイリー・フィッギス）※ソフト版
- シェイズ・オブ・ブルー ブルックリン警察（マット・ウォズニアック）
- ジョンQ -最後の決断-（ガス・モンロー本部長）※日本テレビ版
- デス・リベンジ（ガリオン）
- ドク・ソルジャー/白い戦場（リチャード・スタージェス）※ソフト版
- ノー・エスケイプ（ロビンス）※ソフト版
- ハートブレイカー（ディーン・カマノ）
- ハンニバル（ポール・クレンドラー）※ソフト版
- ラスト・ショット（ジャック）
- 乱気流/タービュランス（ライアン・ウィーバー）※ソフト版

ロバート・パトリック
- アーク 失われたマヤの財宝（ジェームズ・ホイーラー）
- エア・リベンジャー 撃墜（リー・バニング）
- X-ファイル シーズン8、9（ジョン・ドゲット）※ソフト版
- 超常殺人者（レスリー・チェイス）
- テキサス・レンジャーズ（ジョン・アームストロング）
- デンジャラス・ラン（ダニエル・キーファー）※ソフト版
- 炎のメモリアル（レニー・リクター）
- 密猟地帯/Decoy（トラヴィス）

#### 映画
| 製作年 | 題                                                              | 役                                         | 俳優                               | 備考                    |
| ------ | --------------------------------------------------------------- | ------------------------------------------ | ---------------------------------- | ----------------------- |
| 1915   | チャップリンの役者                                              | 映画のエキストラ                           | チャーリー・チャップリン           |                         |
| 1916   | チャップリンの消防夫                                            | ウェイター                                 | チャーリー・チャップリン           |                         |
| 1946   | ギルダ                                                          | ベイリン・マンスン                         | ジョージ・マクレディ               | ソフト版                |
| 1946   | 子鹿物語                                                        | レム                                       | フォレスト・タッカー               | テレビ東京版            |
| 1954   | 裏窓                                                            |                                            | ランド・ハーパー                   | テレビ朝日版            |
| 1954   | 波止場                                                          |                                            |                                    | テレビ朝日新版          |
| 1955   | デイビー・クロケット/鹿皮服の男                                 | ジム・ボウイ大佐                           | ケネス・トビー                     |                         |
| 1959   | ベン・ハー                                                      | メッサーラ                                 | スティーヴン・ボイド               | 日本テレビ新録版        |
| 1960   | 荒野の七人                                                      | クリス                                     | ユル・ブリンナー                   | スター・チャンネル版    |
| 1960   | 荒野の七人                                                      | チコ                                       | ホルスト・ブッフホルツ             | 機内上映版              |
| 1961   | ウエスト・サイド物語                                            | トニー                                     | リチャード・ベイマー               | TBS新録版               |
| 1962   | 史上最大の作戦                                                  | ロバット卿                                 | ピーター・ローフォード             | テレビ東京版            |
| 1963   | アルゴ探検隊の大冒険                                            | ハイラス                                   | ジョン・カーニー                   | テレビ朝日版            |
| 1963   | シャレード                                                      |                                            |                                    | テレビ朝日版            |
| 1963   | 山猫                                                            | カヴリアーギ伯爵                           | テレンス・ヒル                     | テレビ朝日新録版        |
| 1967   | いつも心に太陽を                                                | ポッター                                   | クリストファー・チッテル           | テレビ朝日版            |
| 1969   | 勇気ある追跡                                                    | ムーン                                     | デニス・ホッパー                   | テレビ朝日版            |
| 1970   | ある愛の詩                                                      | レイ                                       | ウォーカー・ダニエルズ             | テレビ東京版            |
| 1970   | 狼の挽歌                                                        | 牢の若者                                   |                                    | TBS版                   |
| 1972   | 雪だるま超特急                                                  | ジョニー・バクスター                       | ディーン・ジョーンズ               |                         |
| 1973   | アメリカン・グラフィティ                                        | ウルフマン・ジャック                       | ウルフマン・ジャック               | BD版                    |
| 1973   | 燃えよドラゴン                                                  | ウィリアムズ                               | ジム・ケリー                       | TBS版                   |
| 1974   | ザ・テイク/わいろ                                               |                                            |                                    | テレビ朝日版            |
| 1974   | スカイホーク鷹拳                                                |                                            |                                    | フジテレビ版            |
| 1974   | 大地震                                                          |                                            |                                    | テレビ朝日版            |
| 1975   | 暗殺者を撃て                                                    | エラン中尉                                 | アサフ・ダヤン                     | テレビ朝日版            |
| 1975   | イナゴの日                                                      | アール                                     | ボー・ホプキンス                   | テレビ朝日版            |
| 1976   | 激走!5000キロ                                                   |                                            |                                    | テレビ朝日版            |
| 1976   | 1900年                                                          | オルモ・ダルコ                             | ジェラール・ドパルデュー           | テレビ朝日版            |
| 1976   | 大陸横断超特急                                                  | リース                                     | リチャード・キール                 | テレビ朝日版            |
| 1976   | 鷲は舞いおりた                                                  | ベック                                     |                                    | テレビ朝日版            |
| 1977   | 海流のなかの島々                                                |                                            |                                    | テレビ朝日版            |
| 1977   | がんばれ!ベアーズ 特訓中                                        |                                            |                                    | テレビ朝日版            |
| 1977   | ケンタッキー・フライド・ムービー                                | クラン尊師                                 | ボン・スー・ハン                   | ソフト版                |
| 1977   | ゴッドファーザー・サガ                                          | ヴィトー・コルレオーネ                     | ロバート・デ・ニーロ               |                         |
| 1977   | シンドバッド虎の目大冒険                                        | ラフィ                                     | カート・クリスチャン               | テレビ朝日版            |
| 1977   | スパイダーマン                                                  | ピーター・パーカー / スパイダーマン        | ニコラス・ハモンド                 |                         |
| 1978   | アイズ                                                          |                                            |                                    | TBS版                   |
| 1978   | アニマル・ハウス                                                | ロバート・フーバー                         | ジェームズ・ウィドウズ             | テレビ朝日版            |
| 1978   | 地獄のバスターズ                                                | トニー                                     | ピーター・フートン                 | 日本テレビ版            |
| 1978   | ジョーズ2                                                       | レン・ピーターソン                         | ジョセフ・マスコロ                 | BSテレ東版              |
| 1978   | スーパーマン                                                    | ブラッド                                   | ブラッド・フロック                 | テレビ朝日旧録版        |
| 1978   | スパイダーマン プルトニウムを追え                               | ピーター・パーカー / スパイダーマン        | ニコラス・ハモンド                 |                         |
| 1979   | アガサ 愛の失踪事件                                             |                                            |                                    |                         |
| 1979   | ザ・ビジター                                                    | レイモンド・アームステッド                 | ランス・ヘンリクセン               |                         |
| 1979   | 少林寺カンフーマスター                                          | チャン                                     | ウォン・ダオ                       | フジテレビ版            |
| 1980   | アイランド                                                      |                                            |                                    | テレビ朝日版            |
| 1980   | アリゲーター                                                    |                                            |                                    | テレビ朝日版            |
| 1980   | クレイジー・ナイト                                              |                                            |                                    | TBS版/テレビ映画        |
| 1980   | 殺人ゲーム                                                      |                                            |                                    | テレビ東京版            |
| 1980   | スター・ウォーズ エピソード5/帝国の逆襲                         | デレク・"ホビー"・クリヴィアン             | リチャード・オールドフィールド     | 日本テレビ版            |
| 1980   | スター・ウォーズ エピソード5/帝国の逆襲                         | カル・エルダー中尉                         | ジャック・マッケンジー             | 日本テレビ版            |
| 1980   | ダーティファイター 燃えよ鉄拳                                   |                                            |                                    | テレビ朝日版            |
| 1980   | トランザム7000VS激突パトカー軍団                                | スノーマン                                 | ジェリー・リード                   | ソフト版                |
| 1980   | トランザム7000VS激突パトカー軍団                                | サファリパークの警備員                     |                                    | テレビ朝日版            |
| 1980   | ブルース・ブラザース                                            | トム “ボーンズ” マローン                   | トム・マローン                     | フジテレビ新録版        |
| 1980   | ブルース・ブラザース                                            | “ブルー・ルー” マリーニ                    | ルー・マリーニ                     | フジテレビ新録版        |
| 1980   | ブルース・ブラザース                                            | ウェイター                                 | ポール・ルーベンス                 | フジテレビ新録版        |
| 1980   | ブルース・ブラザース                                            | 収税課職員                                 | スティーヴン・スピルバーグ         | フジテレビ新録版        |
| 1980   | ヤングマスター 師弟出馬                                         | キム大将                                   | ウォン・インシック                 | ソフト版                |
| 1981   | 海辺のホテルにて                                                | ベルナール                                 | エティエンヌ・シコ                 | TBS版                   |
| 1981   | エクスカリバー                                                  |                                            |                                    | テレビ朝日版            |
| 1981   | 狼男アメリカン                                                  |                                            |                                    | 日本テレビ版            |
| 1981   | キャノンボール                                                  | イージーライダー                           | ピーター・フォンダ                 | テレビ朝日版            |
| 1981   | ゴースト殺人事件/黒衣の死美人                                   | ドニー                                     | クレイグ・ワッソン                 | テレビ朝日版            |
| 1981   | ザ・ドッグ・ファイター 炎の空中戦！                             |                                            |                                    | フジテレビ版            |
| 1981   | シャーキーズ・マシーン                                          | レイチェル                                 | ジョン・グリーンウェル             |                         |
| 1981   | スパイダーマン ドラゴンの挑戦                                   | ピーター・パーカー / スパイダーマン        | ニコラス・ハモンド                 |                         |
| 1981   | スフィンクス                                                    |                                            |                                    | テレビ朝日版            |
| 1981   | タイタンの戦い                                                  | 狩人                                       | ハリー・ジョーンズ                 | テレビ朝日版            |
| 1981   | タップス                                                        | JC・ピアース                               | ジャンカルロ・エスポジート         |                         |
| 1981   | 誕生日はもう来ない                                              |                                            |                                    | フジテレビ版            |
| 1981   | デス・ハント                                                    | アルヴィン・アダムス                       | アンドリュー・スティーヴンス       |                         |
| 1981   | バンデットQ                                                     | テレビナレーション                         |                                    |                         |
| 1981   | ファンハウス/惨劇の館                                           | バズ                                       | クーパー・ハッカビー               |                         |
| 1981   | ミッドナイトクロス                                              | フランク・ドナヒュー                       | カート・メイ                       | テレビ朝日版            |
| 1981   | ユン・ピョウ in ドラ息子カンフー                                | リャン・イー・タイ                         | ラム・チェンイン                   | フジテレビ版            |
| 1982   | 愛と青春の旅だち                                                |                                            |                                    | フジテレビ版            |
| 1982   | グリース2                                                       | ルイス・ディムーチ                         | ピーター・フレチェット             |                         |
| 1982   | ダイナー                                                        | ビリー                                     | ティモシー・デイリー               | TBS版                   |
| 1982   | ドラゴンロード                                                  | 長官                                       | ウォン・インシック                 | ソフト版                |
| 1982   | ミラクルマスター/7つの大冒険                                    | ダール                                     | マーク・シンガー                   | TBS版                   |
| 1982   | ロサンゼルス                                                    | パンクカット                               | E・ラモント・ジョンソン            | テレビ朝日版            |
| 1983   | グローイング・アップ4 渚でデート                                | ボビー                                     | ジョナサン・サガール               | フジテレビ版            |
| 1983   | 個人授業                                                        | ジャック                                   | クリスピン・グローヴァー           | テレビ朝日版            |
| 1983   | 五福星                                                          | ハンサム                                   | チャールズ・チン                   |                         |
| 1983   | サハラ                                                          | アンディ                                   | ペリー・ラング                     | テレビ朝日版            |
| 1983   | ジャッキー・チェンの醒拳                                        | 孟飛                                       | チェン･ヨン･ウェン                 |                         |
| 1983   | 蜀山奇傅 天空の剣                                               | 丁引                                       | アダム・チェン                     | テレビ朝日版            |
| 1983   | ジョーズ3                                                       | ショーン・ブロディ                         | ジョン・パッチ                     |                         |
| 1983   | スター・ウォーズ エピソード6/ジェダイの帰還                     | ウェッジ・アンティリーズ                   | デニス・ローソン                   | 日本テレビ版            |
| 1983   | スペース・レイダース                                            | エース                                     | ルカ・ベルコヴィッチ               | TBS版                   |
| 1983   | セカンド・チャンス                                              | ザック・メロン                             | ジョン・トラボルタ                 |                         |
| 1983   | テキサスSWAT                                                    |                                            |                                    |                         |
| 1983   | トム・クルーズ/栄光の彼方に                                     | ヴィニー・サルヴィッチ                     | ポール・カラフォテス               |                         |
| 1983   | トランザム7000 PART3                                            | スノーマン                                 | ジェリー・リード                   |                         |
| 1983   | 何かが道をやってくる                                            | エド                                       | ジェームズ・ステイシー             |                         |
| 1983   | 何かが道をやってくる                                            | ナレーション / 大人のウィル                | アーサー・ヒル                     |                         |
| 1983   | 0011ナポレオン・ソロ2                                           | ナイジェル・ペニントン・スマイス           | サイモン・ウィリアムズ             | テレビ映画              |
| 1983   | ファミリー                                                      | ケネス                                     | クリストファー・オールポート       | テレビ映画              |
| 1983   | ブルーサンダー                                                  | ライマングッド                             | ダニエル・スターン                 | テレビ朝日版            |
| 1983   | メル・ブルックスの大脱走                                        | アンドレ・ソビンスキー中尉                 | ティム・マシスン                   |                         |
| 1983   | ライトスタッフ                                                  | ゴードン・クーパー                         | デニス・クエイド                   |                         |
| 1984   | アイスマン                                                      | スタンリー・シェパード博士                 | ティモシー・ハットン               |                         |
| 1984   | アメリア                                                        | 弁護士                                     | マーク・ウィザース                 | テレビ朝日版            |
| 1984   | インディ・ジョーンズ/魔宮の伝説                                 | ウー・ハン                                 | デヴィッド・ヴィップ               | ソフト版                |
| 1984   | エマニュエル                                                    | オズワルド                                 | ファブリス・ルキーニ               | フジテレビ版            |
| 1984   | エメラルド・フォレスト                                          |                                            |                                    | テレビ朝日版            |
| 1984   | エルム街の悪夢                                                  | ロッド・レイン                             | ニック・コッリ                     | フジテレビ版            |
| 1984   | 狼の血族                                                        |                                            |                                    | テレビ朝日版            |
| 1984   | 火山のもとで                                                    | ヒュー・ファーミン                         | アンソニー・アンドリュース         |                         |
| 1984   | 危険な課外授業/ブロンド教師の甘い誘惑                           | マイケル                                   | アンドリュー・プライン             | テレビ東京版            |
| 1984   | キャノンボール2                                                 | マック                                     | ジョー・サイズマン                 | テレビ朝日版            |
| 1984   | クライム・オブ・パッション                                      | ホッパー                                   | ブルース・デイヴィソン             | テレビ朝日版            |
| 1984   | 少林寺・怒りの大地                                              | チー・ヒャイヤン                           | ユー・ロングァン                   | 日本テレビ版            |
| 1984   | 少林寺武者房                                                    | ファッチ                                   | リー・ホイサン                     |                         |
| 1984   | スター・ファイター                                              |                                            |                                    | 日本テレビ版            |
| 1984   | スパルタンX                                                     | モンデール伯爵                             | ペペ・サンチョ                     | ソフト版                |
| 1984   | デューン/砂の惑星                                               | フェイド・ラウサ                           | スティング                         | テレビ朝日版            |
| 1984   | バタリアン                                                      |                                            |                                    |                         |
| 1984   | フィラデルフィア・エクスペリメント                              | マンデル                                   | リック・スクランド                 | テレビ朝日版            |
| 1984   | ベスト・キッド                                                  | ジョニー・ロレンス                         | ウィリアム・ザブカ                 | テレビ朝日版            |
| 1984   | ボディ・ダブル                                                  |                                            |                                    |                         |
| 1984   | 炎の少女チャーリー                                              | マイク                                     |                                    |                         |
| 1984   | 未来警察                                                        | ハリー                                     | ポール・ボッテン                   |                         |
| 1985   | 君がほほえむ瞬間                                                | デヴィッド・ルイス                         | デヴィッド・ペイマー               | テレビ映画              |
| 1985   | 刑事ジョン・ブック 目撃者                                       |                                            |                                    | フジテレビ版            |
| 1985   | コーラスライン                                                  | ボビー                                     | マット・ウエスト                   |                         |
| 1985   | コブラ・ミッション                                              | ジェームズ                                 | ジョン・スタイナー                 | テレビ東京版            |
| 1985   | コマンドー                                                      | アリアス元大統領                           | ダン・ヘダヤ                       | 吹替の帝王版            |
| 1985   | サンタクロース                                                  |                                            |                                    | テレビ朝日版            |
| 1985   | 死霊のえじき                                                    | マシュー・ローガン博士                     | リチャード・リバティー             |                         |
| 1985   | 死霊のえじき                                                    | ウィリアム・“ビル”・マックダーモット       | ジャーラス・コンロイ               | 配役交換版              |
| 1985   | 新・13日の金曜日                                                | エディ                                     | ジョン・ロバート・ディクソン       |                         |
| 1985   | スパイ・ライク・アス                                            | ルビー                                     | ブルース・デイヴィソン             | TBS版                   |
| 1985   | スペースバンパイア                                              |                                            |                                    | テレビ朝日旧録版        |
| 1985   | 天才アカデミー                                                  | クリス・ナイト                             | ヴァル・キルマー                   |                         |
| 1985   | なまいきシャルロット                                            | ジャン                                     | ジャン＝フィリップ・エコフェ       |                         |
| 1985   | バック・トゥ・ザ・フューチャー                                  | 3-D                                        | ケイシー・シーマツコ               | テレビ朝日版            |
| 1985   | フライトナイト                                                  | チャーリー・ブリュースター                 | ウィリアム・ラグズデール           | テレビ朝日版            |
| 1985   | フライトナイト                                                  | ピーター・ヴィンセント                     | ロディ・マクドウォール             | UHD BD版                |
| 1985   | ポリスアカデミー2 全員出動!                                     | ケーリー・マホニー                         | スティーヴ・グッテンバーグ         |                         |
| 1985   | ランボー/怒りの脱出                                             |                                            |                                    | TBS版                   |
| 1985   | ランボー/怒りの脱出                                             | ポドフスキー中佐                           | スティーヴン・バーコフ             | フジテレビ版            |
| 1985   | レモ/第１の挑戦                                                 |                                            |                                    | テレビ朝日版            |
| 1986   | 運命の扉                                                        | ジェームズ・モレッティ                     | マイケル・ヌーリー                 |                         |
| 1986   | エイリアン2                                                     | スコット・ゴーマン中尉                     | ウィリアム・ホープ                 | DVD・VHS版              |
| 1986   | 男たちの挽歌                                                    | シン                                       | レイ・チーホン                     | TBS版                   |
| 1986   | 女ざかり/ホリーとサンディ                                       |                                            |                                    |                         |
| 1986   | キングコング2                                                   | ピート                                     | ジミー・レイ・ウィークス           | テレビ朝日版            |
| 1986   | クロコダイル・ダンディー                                        | リチャード・メイソン                       | マーク・ブラム                     | テレビ朝日版            |
| 1986   | コブラ                                                          | モンテ                                     | アンドリュー・ロビンソン           | テレビ朝日版            |
| 1986   | 殺したい妻たちへ                                                | ファー                                     | チョウ・ユンファ                   |                         |
| 1986   | 十福星                                                          | プレイボーイ                               | ミウ・キウワイ                     |                         |
| 1986   | 処刑ライダー                                                    | パッカード・ウォルシュ                     | ニック・カサヴェテス               | TBS版                   |
| 1986   | シンデレラ・ボーイ                                              | ブルース・リー                             | タン・ロン                         |                         |
| 1986   | シンデレラ・ボーイ                                              | フランク・ピータース                       | ピート・カニンガム                 |                         |
| 1986   | スペースキャンプ                                                |                                            |                                    | テレビ朝日版            |
| 1986   | トップガン                                                      | ハリウッド                                 | ウィップ・ヒューブリー             | フジテレビ版            |
| 1986   | ハートブレイク・リッジ                                          | スティッチ・ジョーンズ伍長                 | マリオ・ヴァン・ピーブルズ         | TBS版                   |
| 1986   | ハイランダー 悪魔の戦士                                         | コナー・マクラウド                         | クリストファー・ランバート         |                         |
| 1986   | ハワード・ザ・ダック/暗黒魔王の陰謀                             | フィル                                     | ティム・ロビンス                   | フジテレビ版            |
| 1986   | 800万の死にざま                                                 | チャンス                                   | ランディ・ブルックス               |                         |
| 1986   | ブラックライダー                                                | ビリー・ライオンズ                         | ダン・ショア                       |                         |
| 1986   | プラトーン                                                      | エライアス・グロージョン三等軍曹           | ウィレム・デフォー                 | ソフト版                |
| 1986   | ポリスアカデミー3 全員再訓練!                                   | ケーリー・マホニー                         | スティーヴ・グッテンバーグ         |                         |
| 1986   | マネー・ピット                                                  | ウォルター・フィールディング・Jr           | トム・ハンクス                     | TBS版                   |
| 1986   | ミッション                                                      | フィリッポ・メンドーサ                     | エイダン・クイン                   |                         |
| 1986   | ルーカスの初恋メモリー                                          | ブルーノ                                   | トム・ホッジス                     |                         |
| 1987   | アンタッチャブル                                                | エリオット・ネス                           | ケビン・コスナー                   | ソフト版                |
| 1987   | ウォードッグ                                                    | リック                                     | ビル・レドバース                   | テレビ東京版            |
| 1987   | ウォール街                                                      | ロジャー・バーンズ                         | ジェームズ・スペイダー             | 機内上映版              |
| 1987   | ウォール街                                                      | マーヴィン                                 | ジョン・C・マッギンリー            | テレビ朝日版            |
| 1987   | オーバー・ザ・トップ                                            | ティム・サリンジャー                       | クリス・マッカーティ               | TBS版                   |
| 1987   | 追いつめられて                                                  | トム・ファレル                             | ケビン・コスナー                   | ソフト版                |
| 1987   | 追いつめられて                                                  | ケビン・オブライエン                       | レオン・ラッサム                   | テレビ朝日版            |
| 1987   | 追いつめられて                                                  | フォックス少尉                             | レオ・ゲター                       | テレビ朝日版            |
| 1987   | 幸せの長い道                                                    |                                            |                                    | テレビ映画              |
| 1987   | ジョーズ'87 復讐篇                                              | ジェイク                                   | マリオ・ヴァン・ピーブルズ         | 日本テレビ版            |
| 1987   | 死霊のはらわたII                                                | アッシュ・ウィリアムズ                     | ブルース・キャンベル               |                         |
| 1987   | 仁義なき街                                                      | ウォルター                                 | マリオ・ガス                       | テレビ朝日版            |
| 1987   | スペースボール                                                  | ローン・スター                             | ビル・プルマン                     | TBS版                   |
| 1987   | 007 リビング・デイライツ                                        | ジェームズ・ボンド                         | ティモシー・ダルトン               | ソフト版                |
| 1987   | 007 リビング・デイライツ                                        | ライター                                   | ジョン・テリー                     | TBS版                   |
| 1987   | 007 リビング・デイライツ                                        | 兵士                                       | ポール・ウェストン                 | TBS版                   |
| 1987   | チャイナ・フィナーレ/清朝 最後の宦官                            | ロウヘイ                                   | マックス・モク                     |                         |
| 1987   | 友は風の彼方に                                                  | 刑事                                       | パークマン・ウォン、トミー・ウォン |                         |
| 1987   | 誰かがあなたを愛してる                                          | サンパン                                   | チョウ・ユンファ                   |                         |
| 1987   | 摩天楼はバラ色に                                                | フレッド・メルローズ                       | ジョン・パンコウ                   | TBS版                   |
| 1987   | バトルガンM‐16                                                  | トニー・ロメロ、パンク                     | マーク・ペルグリノ                 |                         |
| 1987   | バトルランナー                                                  | フィル                                     | ロジャー・バンパス                 | テレビ朝日版            |
| 1987   | パラダイム                                                      | フランク・ウィンダム                       | ロバート・グラスメア               |                         |
| 1987   | ハンバーガー・ヒル                                              | ジョー・ベレツキー                         | ティム・クイル                     |                         |
| 1987   | ヒドゥン                                                        | フェラーリの客                             | フランク・レンズーリ               |                         |
| 1987   | プレデター                                                      | ホルヘ・“ポンチョ”・ラミレス               | リチャード・チャベス               | テレビ朝日版            |
| 1987   | ポリスアカデミー4 市民パトロール                                | ケーリー・マホニー                         | スティーヴ・グッテンバーグ         |                         |
| 1987   | ラストエンペラー                                                | 看守                                       |                                    | テレビ朝日版            |
| 1988   | 愛は霧のかなたに                                                | ポール・ムカラ                             | ワイグァ・ワシラ                   | テレビ朝日版            |
| 1988   | アマゾネス・コマンドー/復讐の美女軍団                           |                                            |                                    | テレビ東京版            |
| 1988   | いますぐ抱きしめたい                                            | アンディ                                   | アンディ・ラウ                     |                         |
| 1988   | エイリアン・ウォーズ                                            | ハリソン・ブラックウッド教授               | ジャレッド・マーティン             |                         |
| 1988   | キバリーヒルズ・コップ                                          | デビッド・ブロックマン刑事                 | バイロン・アレン                   |                         |
| 1988   | クロコダイル・ダンディー2                                       | ナゲット、ラット                           | ジェイス・アレクサンダー           | ソフト版                |
| 1988   | 刑事ニコ/法の死角                                               | ニーリーFBI特別捜査官                      | ニコラス・クセンコ                 | TBS版                   |
| 1988   | コクーン2/遥かなる地球                                          | ジャック・ボナー                           | スティーヴ・グッテンバーグ         | ソフト版                |
| 1988   | 再会の街/ブライトライツ・ビッグシティ                           | タッド・アラガッシュ                       | キーファー・サザーランド           | TBS版                   |
| 1988   | サイクロンZ                                                     |                                            |                                    | BD・VHS版               |
| 1988   | サイバーロボ                                                    | マーフィー・ブラック少佐                   | レブ・ブラウン                     |                         |
| 1988   | ザ・コップ                                                      | バードマン                                 | デニス・スチュワート               | テレビ朝日版            |
| 1988   | ジャーニーズ・エンド                                            | ローリー少尉                               | マーク・ペイトン                   | テレビ映画              |
| 1988   | 新・キョンシーズ                                                | マイ・ウ                                   |                                    |                         |
| 1988   | ストーミー・マンディ                                            | フィニー                                   | スティング                         |                         |
| 1988   | D.O.A.                                                          | デクスター・コーネル                       | デニス・クエイド                   |                         |
| 1988   | バット★21                                                       | ジェイク・スコット少佐                     | エリック・アンダーソン             | TBS版                   |
| 1988   | ビッグ                                                          | ジョッシュ・バスキン                       | トム・ハンクス                     | 機内上映版（JAL）       |
| 1988   | フォエバー・フレンズ                                            | ジョン・ピアース                           | ジョン・ハード                     | テレビ東京版            |
| 1988   | プレシディオの男たち                                            | ドットソン                                 | ピート・アンティコ                 | フジテレビ版            |
| 1988   | ブレンダ・スター                                                | マイク                                     | トニー・ペック                     |                         |
| 1988   | ポリスアカデミー5 マイアミ特別勤務                              | プロクター                                 | ランス・キンジー                   | ソフト版                |
| 1988   | 香港極道 野獣刑事                                               | イン                                       | チン・シュウホウ                   |                         |
| 1988   | マイク・ザ・ウィザード                                          | マイク・ザ・ウィザード                     | マイク・ジトロフ                   |                         |
| 1988   | マグダレーナ/美しき娼婦                                         | ジョセフ・モア神父                         | スティーヴ・ボンド                 |                         |
| 1988   | マニアック・コップ                                              | 検視官                                     | バリー・ブレナー                   |                         |
| 1988   | ミスティック・ピザ                                              | ティム・トラヴァース                       | ウィリアム・R・モーゼス            |                         |
| 1988   | メタル・ブルー                                                  | ブッシュ                                   | ジェシー・コリンズ                 |                         |
| 1988   | ワンダとダイヤと優しい奴ら                                      | オットー                                   | ケヴィン・クライン                 |                         |
| 1988   | ワーキング・ガール                                              | ミック・ドゥガン                           | アレック・ボールドウィン           | ソフト版                |
| 1989   | アガサ・クリスティー/サファリ殺人事件                           | アンソニー・マーストン                     | ニール・マッカーシー               | TBS版                   |
| 1989   | アビス                                                          | ベンディックス                             | クリス・エリオット                 | フジテレビ版            |
| 1989   | 今ひとたび                                                      | トム・ハーディ                             | ウィリアム・ピーターセン           |                         |
| 1989   | オールウェイズ                                                  | テッド・ベイカー                           | ブラッド・ジョンソン               | 日本テレビ版            |
| 1989   | 俺たちは天使じゃない                                            | 若い修道僧                                 | ジョン・C・ライリー                |                         |
| 1989   | カジュアリティーズ                                              | トーマス・E・クラーク伍長                  | ドン・ハーヴェイ                   |                         |
| 1989   | キャノンボール3 新しき挑戦者たち                                | ジャック・オニール                         | ティム・マシスン                   | TBS版                   |
| 1989   | キング・マフィア/偽りの報酬                                     | クリス                                     | ルー・リベラトール                 | テレビ東京版            |
| 1989   | ゴーストバスターズ2                                             | ジャック・ハードメイヤー                   | カート・フラー                     | テレビ朝日版            |
| 1989   | サイボーグ                                                      | ギブソン・リッケンバッカー                 | ジャン＝クロード・ヴァン・ダム     | テレビ朝日版            |
| 1989   | ザ・フライ2 二世誕生                                            | シムズ                                     | ジェリー・ワッサーマン             | テレビ朝日版            |
| 1989   | 地獄のデンジャーコップ/復讐バトル                               | サン・チェン                               | スティーヴン・チャン               | テレビ東京版            |
| 1989   | 7月4日に生まれて                                                | ティミー・バーンズ                         | フランク・ホエーリー               | VHS版                   |
| 1989   | 7月4日に生まれて                                                | 医師                                       | マーク・モーゼス                   | VHS版                   |
| 1989   | 戦場にかける橋2/クワイ河からの生還                              |                                            |                                    | 日本テレビ版            |
| 1989   | ダイヤモンド・スカル/華麗なる殺意                               | ジェイミー・スキナー                       | ダグラス・ホッジ                   |                         |
| 1989   | 007 消されたライセンス                                          | ジェームズ・ボンド                         | ティモシー・ダルトン               | ソフト版                |
| 1989   | テネシー・ナイツ                                                | ヒューイット保安官代理                     | ブライアン・マクナマラ             |                         |
| 1989   | ドライビング Miss デイジー                                      | オスカー                                   | ウィリアム・ホール・Jr             | VHS版                   |
| 1989   | バットマン                                                      | アレクサンダー・ノックス                   | ロバート・ウール                   | ソフト版                |
| 1989   | ファミリービジネス                                              | ジミー・チュウ                             | B・D・ウォン                       | ソフト版                |
| 1989   | ファミリービジネス                                              | 地方検事補、男(1)、アナウンス、雑役夫(1)   |                                    | ソフト版                |
| 1989   | フィールド・オブ・ドリームス                                    | ジョン・キンセラ                           | ドワイヤー・ブラウン               | DVD版                   |
| 1989   | ベスト・キッド3/最後の挑戦                                      | テリー・シルバー                           | トーマス・イアン・グリフィス       | VHS版                   |
| 1989   | ポリスアカデミー6 バトルロイヤル                                | プロクター                                 | ランス・キンジー                   | ソフト版                |
| 1989   | リーサル・ウェポン2/炎の約束                                    | ラッドの部下                               | パット・スキッパー                 | テレビ朝日版            |
| 1989   | レネゲイズ                                                      | ハンク・ストーム                           | ルー・ダイアモンド・フィリップス   | VHS版                   |
| 1989   | レネゲイズ                                                      | バスター                                   | キーファー・サザーランド           | テレビ朝日版            |
| 1989   | ロックアップ                                                    | ダラス                                     | トム・サイズモア                   | ソフト版                |
| 1989   | ワイルドリベンジ/復讐の絆                                       | デルクロワ                                 | フェオドール・アトキン             |                         |
| 1990   | 愛と哀しみの旅路                                                | チャーリー・カワムラ                       | スタン・エギ                       | ソフト版                |
| 1990   | アイリスへの手紙                                                | ヘントリー                                 | スティーヴン・ルート               |                         |
| 1990   | アパッチ                                                        | ブレイカー                                 | ブライアン・ケストナー             | フジテレビ版            |
| 1990   | アラクノフォビア                                                | ロス・ジェニングス医師                     | ジェフ・ダニエルズ                 |                         |
| 1990   | エイリアン・コップ                                              | ピースメーカー / タウンゼント              | ランス・エドワーズ                 | テレビ朝日版            |
| 1990   | エクソシスト3                                                   | 双子座殺人鬼                               | ブラッド・ドゥーリフ               | VHS版                   |
| 1990   | エクソシスト3                                                   | 患者X                                      | ジェイソン・ミラー                 | VHS版                   |
| 1990   | ガーディアン/森は泣いている                                     | ネッド・ランシー                           | ブラッド・ホール                   | テレビ朝日版            |
| 1990   | キックボクサー                                                  | カート・スローン                           | ジャン＝クロード・ヴァン・ダム     | ソフト版                |
| 1990   | クライシス2050                                                  | ミークス                                   | リチャード・S・スコット            | 劇場公開版              |
| 1990   | クレイジー・ピープル                                            | スティーブン・バックマン                   | ポール・ライザー                   |                         |
| 1990   | グレムリン2 新・種・誕・生                                      | ウォリー                                   | ショーン・ネルソン                 |                         |
| 1990   | ゴースト/ニューヨークの幻                                       | カール・ブルーナー                         | トニー・ゴールドウィン             | ソフト版                |
| 1990   | ジェイコブス・ラダー                                            | マイケル・ニューマン                       | マット・クレイヴン                 | 日本テレビ版            |
| 1990   | スティーヴン・キング/地下室の悪夢                               | ダンソン                                   | アンドリュー・ディヴォフ           | テレビ東京版            |
| 1990   | ステート・オブ・グレース                                        | ジャッキー・フラネリ                       | ゲイリー・オールドマン             | テレビ東京版            |
| 1990   | セクシー・バンパイア/真紅に濡れた牙                             | デニス                                     | キム・コーツ                       | テレビ東京版            |
| 1990   | ダイ・ハード2                                                   | スチュアート大佐                           | ウィリアム・サドラー               | ソフト版                |
| 1990   | ディープ・ストーム                                              | エディ                                     | ロバート・コンラッド               | テレビ映画              |
| 1990   | テンプテーション                                                | バーテンダー                               |                                    |                         |
| 1990   | トータル・リコール                                              | ヘルム                                     | マイケル・チャンピオン             | テレビ朝日版            |
| 1990   | バイオレンス・コップ/復讐計画                                   | チン刑事                                   | ダニー・リー                       |                         |
| 1990   | 背徳の囁き                                                      | ヴァン・ストレッチ                         | ウィリアム・ボールドウィン         |                         |
| 1990   | ハロウィン・インベーダー/火星人襲来!?                           | ブラズニー                                 | ケヴィン・トンプソン               |                         |
| 1990   | フォード・フェアレーンの冒険                                    | ドン・クリーヴランド                       | モリス・デイ                       |                         |
| 1990   | フォード・フェアレーンの冒険                                    | ボビー・ブラック                           | ヴィンス・ニール                   |                         |
| 1990   | フラットライナーズ                                              | デビッド・ラブレシオ                       | ケヴィン・ベーコン                 | 日本テレビ版            |
| 1990   | プレデター2                                                     | ピーター・キース特別捜査官                 | ゲイリー・ビジー                   | ソフト版                |
| 1990   | プレデター2                                                     | ガーバー                                   | アダム・ボールドウィン             | テレビ朝日版            |
| 1990   | フロント・ページ                                                | ビル                                       | サミュエル・ホイ                   |                         |
| 1990   | Mr. エンジェル/神様の賭け                                       | スティーヴ                                 | イライアス・コティーズ             |                         |
| 1990   | MR.デスティニー                                                 | クリップ・メッツラー                       | ジョン・ロヴィッツ                 |                         |
| 1990   | MR.デスティニー                                                 | テレビの声、駐車係、救急隊員(1)            |                                    |                         |
| 1990   | ミュータント・タートルズ                                        | レオナルド                                 | ブライアン・トチ（声）             | VHS版                   |
| 1990   | メンフィス・ベル                                                | トニー                                     | マシュー・モディーン               | テレビ版                |
| 1990   | ヤングガン2                                                     | チャベス                                   | ルー・ダイアモンド・フィリップス   | VHS版                   |
| 1990   | 48時間PART2/帰って来たふたり                                    | リチャード・“チェリー”・ギャンズ           | アンドリュー・ディヴォフ           | ソフト版                |
| 1990   | ライオンハート                                                  | リヨン・ゴルチェ                           | ジャン＝クロード・ヴァン・ダム     | ソフト版                |
| 1990   | レッド・オクトーバーを追え!                                     | ジャック・ライアン                         | アレック・ボールドウィン           | TBS版                   |
| 1990   | ワーキング・ガーイ                                              | フレディ・ノヴァク                         | ベン・スティラー                   | テレビ映画              |
| 1991   | 愛と死の間で                                                    | ダグ                                       | キャンベル・スコット               | ソフト版                |
| 1991   | L.A.ストーリー/恋が降る街                                       | ローランド・マッキー                       | リチャード・E・グラント            |                         |
| 1991   | おばあちゃんの贈り物                                            | フリーマン                                 | チャールズ・チャンピオン           | NHK版                   |
| 1991   | キックボクサー2                                                 | デビッド                                   | サシャ・ミッチェル                 | VHS版                   |
| 1991   | グランド・ツアー                                                | ベン・ウィルソン                           | ジェフ・ダニエルズ                 |                         |
| 1991   | 地獄の女アンドロイド                                            | ダン刑事                                   | デヴィッド・ノートン               | テレビ東京版            |
| 1991   | シティ・スリッカーズ                                            | フィル・バークィスト                       | ダニエル・スターン                 | VHS版                   |
| 1991   | ジム・キャリー in ロングウェイ・ホーム                          | トム                                       | デヴィッド・バイロン               | テレビ映画              |
| 1991   | スーパー・タッチダウン                                          | チャック・ニーダーマン                     | ロブ・シュナイダー                 |                         |
| 1991   | ソルジャー・コップ/LA大捜査線・怒りの対決                       | ジャック                                   | ウィングス・ハウザー               | テレビ東京版            |
| 1991   | タイムボンバー                                                  | エディ・ケイ                               | マイケル・ビーン                   | VHS版                   |
| 1991   | ダブル・インパクト                                              | チャド・ワグナー                           | ジャン＝クロード・ヴァン・ダム     | VHS版                   |
| 1991   | デルタフォース3                                                 | チャーリー                                 | ニック・カサヴェテス               |                         |
| 1991   | ドアーズ                                                        | レイ・マンザレク                           | カイル・マクラクラン               |                         |
| 1991   | ドク・ハリウッド                                                | ハンク・ゴードン                           | ウディ・ハレルソン                 | テレビ朝日版            |
| 1991   | ニューヨークのいたずら                                          | マーロン                                   | ルーベン・ブラデス                 |                         |
| 1991   | ハイランダー2 甦る戦士                                          | コナー・マクラウド                         | クリストファー・ランバート         | 日本テレビ版            |
| 1991   | ハートブルー                                                    | ベン・ハープ                               | ジョン・C・マッギンリー            | ソフト版                |
| 1991   | ハード・ウェイ                                                  | ビリー刑事                                 | LL・クール・J                      | ソフト版                |
| 1991   | ビリー・バスゲイト                                              | ボー・ワインバーグ                         | ブルース・ウィリス                 |                         |
| 1991   | ブルージーン・コップ                                            | ルイス・バーク                             | ジャン＝クロード・ヴァン・ダム     | VHS版                   |
| 1991   | マイ・フレンド・フランケン                                      | マーク・クリスマン                         | ウィリアム・ラグズデール           | テレビ映画              |
| 1991   | ミュータント・タートルズ2                                       | レオナルド                                 | ブライアン・トチ（声）             | ソフト版                |
| 1991   | モブスターズ/青春の群像                                         | トミー・レイナ                             | クリス・ペン                       |                         |
| 1991   | ランブリング・ローズ                                            | ウィルコックス・ヒリアー                   | ジョン・ハード                     |                         |
| 1991   | リコシェ/炎の銃弾                                               | ニック・スタイルズ                         | デンゼル・ワシントン               | 日本テレビ版            |
| 1992   | ア・フュー・グッドメン                                          | ジャック・ロス大尉                         | ケヴィン・ベーコン                 |                         |
| 1992   | 嵐の中で輝いて                                                  | 魚屋、局員(3)、兵士(1)、隊員(1)            |                                    | 機内上映版              |
| 1992   | エイセス/大空の誓い                                             | ドイル                                     | ロブ・エステス                     | ソフト版                |
| 1992   | カーテンコール/ただいま舞台は戦闘状態                           | ギャリー                                   | ジョン・リッター                   |                         |
| 1992   | カフス!                                                         | テッド・ブコウスキー                       | トニー・ゴールドウィン             |                         |
| 1992   | 恋のトラブルメーカー                                            | サンソイ                                   | チョウ・ユンファ                   |                         |
| 1992   | 殺意の雨音                                                      | テッド                                     | パーカー・スティーヴンソン         | テレビ東京版/テレビ映画 |
| 1992   | ザ・フラッシュ3                                                 | ラッセル                                   | アンソニー・スターク               | VHS版                   |
| 1992   | サンダーハート                                                  | レイ・リヴォイ                             | ヴァル・キルマー                   |                         |
| 1992   | ジェニファー8                                                   | セント・アン                               | ジョン・マルコヴィッチ             |                         |
| 1992   | 地獄の女スーパーコップ                                          | サルバドル                                 | アンジェロ・ティフィ               | フジテレビ版            |
| 1992   | シティ・オブ・ジョイ                                            | マックス・ロウ                             | パトリック・スウェイジ             |                         |
| 1992   | ジャイアント・ベビー                                            | チャールズ・ヘンドリクソン                 | ジョン・シェア                     | 日本テレビ版            |
| 1992   | スパイ・エンジェル/グラマー美女軍団3                            |                                            |                                    | テレビ東京版            |
| 1992   | ツイン・ピークス/ローラ・パーマー最期の7日間                    | ジェームズ・ハーリー                       | ジェームズ・マーシャル             | ソフト版                |
| 1992   | ツイン・ピークス/ローラ・パーマー最期の7日間                    | フィリップ・ジェフリーズ                   | デヴィッド・ボウイ                 | ソフト版                |
| 1992   | 透明人間                                                        | モリッシー                                 | パット・スキッパー                 | テレビ朝日版            |
| 1992   | ドク・ソルジャー/白い戦場                                       | リチャード・スタージェス                   | レイ・リオッタ                     | ソフト版                |
| 1992   | ドラキュラ                                                      | ドラキュラ伯爵                             | ゲイリー・オールドマン             | 新ソフト版              |
| 1992   | 二重告訴                                                        | ジャック・ハート                           | ブルース・ボックスライトナー       | テレビ映画              |
| 1992   | ハートブレイク・タウン                                          | キング                                     | ダーモット・マローニー             |                         |
| 1992   | ハード・ボイルド 新・男たちの挽歌                               | テキーラ                                   | チョウ・ユンファ                   | フジテレビ版            |
| 1992   | パッセンジャー57                                                | スライ・デルヴェッキオ                     | トム・サイズモア                   | 日本テレビ版            |
| 1992   | フォートレス (映画)                                             | ジョン・ブレニック                         | クリストファー・ランバート         | 日本テレビ版            |
| 1992   | プリティ・リーグ                                                | ジミー・ドゥーガン                         | トム・ハンクス                     | ソフト版                |
| 1992   | ブロンクス 破滅の銃声                                           | マニー                                     | ティム・ロス                       |                         |
| 1992   | ボディ・トーク                                                  | ダン                                       | グレゴリー・ハリソン               |                         |
| 1992   | ボディ・パーツ                                                  | ビル・クルシャンク                         | ジェフ・フェイヒー                 |                         |
| 1992   | ボブ★ロバーツ                                                   | ボブ・ロバーツ                             | ティム・ロビンス                   |                         |
| 1992   | ホワイトハウス狂騒曲                                            | アーサー・ラインハート                     | グラント・シャッド                 | フジテレビ版            |
| 1992   | マルコムX                                                       | ショーティ                                 | スパイク・リー                     |                         |
| 1992   | メタルウィング                                                  | ポール“ショットガン”ワトキンズ大尉         | マイケル・パレ                     |                         |
| 1992   | ユニバーサル・ソルジャー                                        | リュック・デュブロー                       | ジャン＝クロード・ヴァン・ダム     | ソフト版                |
| 1992   | 夢を生きた男/ザ・ベーブ                                         | ジャンピン・“ジョー”・デューガン           | ブルース・ボックスライトナー       | ソフト版                |
| 1992   | ラピッド・ファイアー                                            | ジェイク・ロー                             | ブランドン・リー                   | ソフト版                |
| 1992   | 流血の絆                                                        | パスコ                                     | クリストファー・ウォーケン         |                         |
| 1992   | 隣人                                                            | リチャード・パーカー                       | ケヴィン・クライン                 | ソフト版                |
| 1992   | ワンス・アポン・ア・タイム・イン・チャイナ/天地大乱             | ラン提督                                   | ドニー・イェン                     |                         |
| 1993   | 依頼殺人                                                        | アダム・クロス                             | アンソニー・ヒギンズ               |                         |
| 1993   | ウェインズ・ワールド2                                           | ボビー・カーン                             | クリストファー・ウォーケン         |                         |
| 1993   | エアポート'98                                                   | ラッセル・マン                             | マイケル・ビショップ               |                         |
| 1993   | キラーウルフ/白髪魔女伝                                         | 姫無雙                                     | フランシス・ン                     |                         |
| 1993   | ギルティ/罪深き罪                                               | デヴィッド・グリーンヒル                   | ドン・ジョンソン                   |                         |
| 1993   | キング・オブ・ハーレー                                          | ブラッド                                   | マイケル・マドセン                 | VHS版                   |
| 1993   | クイック/銃弾の微笑                                             | マンチー                                   | ジェフ・フェイヒー                 |                         |
| 1993   | クール・ランニング                                              | デリース・バノック                         | レオン                             | 日本テレビ版            |
| 1993   | クリフハンガー                                                  | ハル・タッカー                             | マイケル・ルーカー                 | フジテレビ版            |
| 1993   | ザ・ファーム 法律事務所                                         | ノルディックマン                           | トビン・ベル                       | フジテレビ版            |
| 1993   | 三銃士                                                          | アトス                                     | キーファー・サザーランド           | テレビ朝日版            |
| 1993   | シティーハンター                                                | キム                                       | ゲイリー・ダニエルズ               |                         |
| 1993   | ジュラシック・パーク                                            | イアン・マルコム                           | ジェフ・ゴールドブラム             |                         |
| 1993   | スリー・リバーズ                                                | ダニー・テディロ                           | トム・サイズモア                   | テレビ朝日版            |
| 1993   | 戦慄の航海                                                      | マイケル                                   | フィリップ・カズノフ               |                         |
| 1993   | 月夜の願い/新難兄難弟                                           | ファン                                     | レオン・カーフェイ                 |                         |
| 1993   | デンジャーサイン/あなたが聞こえない                             | ミッキー                                   | ジョン・C・マッギンリー            |                         |
| 1993   | ネイビー・フォース/テロリスト壊滅作戦                           | コーディー・グラント                       | ジャン＝マイケル・ヴィンセント     |                         |
| 1993   | ハード・ターゲット                                              | ピク・ヴァン・クリーヴ                     | アーノルド・ヴォスルー             | フジテレビ版            |
| 1993   | プロフェッショナル                                              | エディ                                     | ニコラス・ケイジ                   |                         |
| 1993   | ペリカン文書                                                    | グレイ・グランサム                         | デンゼル・ワシントン               | テレビ朝日版            |
| 1993   | ボディ・ターゲット                                              | サム・ギレン                               | ジャン＝クロード・ヴァン・ダム     | ソフト版                |
| 1993   | モンテカルロ殺人事件                                            | ニール                                     | ジェームズ・ベルーシ               |                         |
| 1993   | 山猫は眠らない                                                  | リチャード・ミラー                         | ビリー・ゼイン                     | VHS版                   |
| 1993   | ルトガー・ハウアー 処刑脱獄                                     | エリック・デズモンド                       | ディラン・ウォルシュ               | VHS版                   |
| 1993   | ワンス・アポン・ア・タイム・イン・チャイナ外伝/アイアンモンキー | ウォン・ケイイン                           | ドニー・イェン                     |                         |
| 1994   | 王妃マルゴ                                                      | アンジュー公アンリ                         | パスカル・グレゴリー               |                         |
| 1994   | 男が女を愛する時                                                | ゲイリー                                   | フィリップ・シーモア・ホフマン     |                         |
| 1994   | 噛む女                                                          | マーチ                                     | マット・クレイヴン                 | テレビ東京版            |
| 1994   | ガンメン                                                        | アーマー・オマリー                         | デニス・リアリー                   |                         |
| 1994   | クイズ・ショウ                                                  | ジャック・バリー                           | クリストファー・マクドナルド       |                         |
| 1994   | ゴッド・アーミー/悪の天使                                       | トーマス・ダゲット                         | イライアス・コティーズ             |                         |
| 1994   | ゴッド・ギャンブラー 完結編                                     | サウ・シュチ                               | ン・ヒンゴッ                       | VHS版                   |
| 1994   | ジャングル・ブック                                              | ウィリアム・ブーン大尉                     | ケイリー・エルウィス               | テレビ朝日版            |
| 1994   | ショーシャンクの空に                                            | アンディ・デュフレーン                     | ティム・ロビンス                   | ソフト版                |
| 1994   | 酔拳2                                                           | ジョン                                     | ロー・ワイコン                     | フジテレビ版            |
| 1994   | スタートレック ジェネレーションズ                               | データ                                     | ブレント・スパイナー               |                         |
| 1994   | ストリートファイター                                            | ウィリアム・F・ガイル大佐                  | ジャン＝クロード・ヴァン・ダム     | ソフト版                |
| 1994   | スピード                                                        | ハリー                                     | ジェフ・ダニエルズ                 | ソフト版                |
| 1994   | スリープ・ウィズ・ミー                                          | フランク                                   | クレイグ・シェイファー             |                         |
| 1994   | デスマシーン                                                    | サム・ライミ                               | ジョン・シャリアン                 |                         |
| 1994   | ドラゴン電光石火'98                                             | チャン                                     | ドニー・イェン                     |                         |
| 1994   | ナチュラル・ボーン・キラーズ                                    | ウェイン・ゲール                           | ロバート・ダウニー・Jr             |                         |
| 1994   | ノー・エスケイプ                                                | ロビンス                                   | レイ・リオッタ                     | ソフト版                |
| 1994   | 覗く女2                                                         | J.D.                                       | グレッグ・ヘンリー                 |                         |
| 1994   | ハードジャッカー/標高10,000フィートの死闘!                      | ジャック・ワイルド                         | トーマス・イアン・グリフィス       | テレビ朝日版            |
| 1994   | 8月のメモワール                                                 | スティーヴン・シモンズ                     | ケビン・コスナー                   |                         |
| 1994   | 瞳が忘れない/ブリンク                                           | ジョン・ホルストロム                       | エイダン・クイン                   |                         |
| 1994   | フォレスト・ガンプ/一期一会                                     | ジョン・レノン（アーカイブ映像）           | ジョン・レノン                     | フジテレビ版            |
| 1994   | フル・ブラッド                                                  | ホンチー                                   | リュー・チャーフィー               |                         |
| 1994   | ベイビーズ・デイアウト/赤ちゃんのおでかけ                       | ヴィーゴ                                   | ブライアン・ヘイリー               |                         |
| 1994   | 僕は、パリに恋をする                                            | ステファン                                 | ティエリー・レルミット             |                         |
| 1994   | 星に想いを                                                      | エド・ウォルターズ                         | ティム・ロビンス                   |                         |
| 1994   | マイ・ガール2                                                   | サム・ヘルバーン                           | ゲリット・グレアム                 | ソフト版                |
| 1994   | マスク                                                          | チャーリー・シューマーカー                 | リチャード・ジェニ                 | 日本テレビ版            |
| 1994   | 野獣特捜隊                                                      | トン                                       | アンソニー・ウォン                 |                         |
| 1994   | 勇気ある目撃者                                                  | ブレマー                                   | キース・ザラバッカ                 | テレビ映画              |
| 1994   | 若草物語                                                        | ジョン・ブルック                           | エリック・ストルツ                 |                         |
| 1995   | 愛に迷った時                                                    | エディ・ビション                           | デニス・クエイド                   |                         |
| 1995   | 蒼い記憶                                                        | マイケル・チェンバース                     | ピーター・ギャラガー               |                         |
| 1995   | あなたが寝てる間に…                                             | ジャック・キャラハン                       | ビル・プルマン                     |                         |
| 1995   | イエロードッグ                                                  | ジョン・ゲイル                             | トム・バウアー                     |                         |
| 1995   | いつか晴れた日に                                                | ジョン・ウィロビー                         | グレッグ・ワイズ                   |                         |
| 1995   | ウォーターワールド                                              | マリナー                                   | ケビン・コスナー                   | ソフト版                |
| 1995   | キャスパー                                                      | ジェームズ・ハーヴェイ博士                 | ビル・プルマン                     | DVD版                   |
| 1995   | 共犯者                                                          | トラビス                                   | アンソニー・マイケル・ホール       |                         |
| 1995   | 激痛!殺人蜂・戦慄のパニック                                     | ボーシャンプ                               | デニス・クリストファー             | テレビ東京版            |
| 1995   | コピーキャット                                                  | アンディ                                   | ジョン・ロスマン                   | テレビ東京版            |
| 1995   | ザ・インターネット                                              | ジャック・デブリン                         | ジェレミー・ノーサム               | フジテレビ版            |
| 1995   | 殺人療法                                                        | ベンジャミン・ヘンドリックス               | ジェームズ・レマー                 | VHS版                   |
| 1995   | サドン・デス                                                    | ホールマーク                               | ドリアン・ヘアウッド               | テレビ朝日版            |
| 1995   | ジャッジ・ドレッド                                              | ファージー                                 | ロブ・シュナイダー                 | ソフト版                |
| 1995   | ジャッジ・ドレッド                                              | リコ                                       | アーマンド・アサンテ               | フジテレビ版            |
| 1995   | 審判                                                            | ウージー                                   | ジャック・ローファー               |                         |
| 1995   | セブン                                                          | カリフォルニア                             | ジョン・C・マッギンリー            | フジテレビ版            |
| 1995   | ダイ・ハード3                                                   | ゼウス・カーバー                           | サミュエル・L・ジャクソン          | テレビ朝日版            |
| 1995   | ダニエル・スティール/状況証拠                                   | マルコム                                   | ジョージ・ハミルトン               | テレビ版                |
| 1995   | タンク・ガール                                                  | ケスリー                                   | マルコム・マクダウェル             |                         |
| 1995   | 超常殺人者                                                      | レスリー・チェイス                         | ロバート・パトリック               |                         |
| 1995   | DECOY 密猟地帯                                                  | トラヴィス                                 | ロバート・パトリック               |                         |
| 1995   | テシス 次に私が殺される                                         | チェマ                                     | フェレ・マルティネス               |                         |
| 1995   | デッドマン・ウォーキング                                        | マシュー・ポンスレット                     | ショーン・ペン                     | ソフト版                |
| 1995   | 12モンキーズ                                                    | ホセ                                       | ジョン・セダ                       | フジテレビ版            |
| 1995   | ニック・オブ・タイム                                            | スミス                                     | クリストファー・ウォーケン         | ソフト版                |
| 1995   | バーチュオシティ                                                | シド6.7                                    | ラッセル・クロウ                   |                         |
| 1995   | ヒート                                                          | クリス・シヘリス                           | ヴァル・キルマー                   | ソフト版                |
| 1995   | フェア・ゲーム                                                  | ルイス・アラゴン                           | ジョン・ベッドフォード・ロイド     |                         |
| 1995   | ぼくはゴーディ                                                  | ルーク・マカリスター                       | ダグ・ストーン                     |                         |
| 1995   | マイアミ・ラプソディー                                          | ジョーダン                                 | ケヴィン・ポラック                 |                         |
| 1995   | マッド・ラブ                                                    | クリフォード・リーランド                   | ケヴィン・ダン                     |                         |
| 1995   | MR.STITCH/悪魔の種子                                            |                                            |                                    |                         |
| 1995   | ユージュアル・サスペクツ                                        | マイケル・マクマナス                       | スティーヴン・ボールドウィン       | テレビ東京版            |
| 1995   | リトル・ヒーロー                                                | ブーン                                     | デヴィッド・キース                 |                         |
| 1995   | リトル・プリンセス 小公女                                       | クルー大尉                                 | リアム・カニンガム                 |                         |
| 1995   | 理由                                                            | T・J・ウィルコックス刑事                   | クリストファー・マレー             | ソフト版                |
| 1995   | 理由                                                            | ブレア・サリバン                           | エド・ハリス                       | テレビ東京版            |
| 1996   | アウターゴールド                                                | クライル                                   | ルトガー・ハウアー                 |                         |
| 1996   | アポロ11 史上最大のミッション                                   | ディーク・スレイトン                       | ジャック・コンリー                 | フジテレビ版/テレビ映画 |
| 1996   | 銀杏のベッド                                                    | ファン将軍                                 | シン・ヒョンジュン                 |                         |
| 1996   | イングリッシュ・ペイシェント                                    | ジェフリー・クリフトン                     | コリン・ファース                   | ソフト版                |
| 1996   | インデペンデンス・デイ                                          | デイヴィッド・レヴィンソン                 | ジェフ・ゴールドブラム             | ソフト版                |
| 1996   | キングピン/ストライクへの道                                     | ロイ・マンソン                             | ウディ・ハレルソン                 |                         |
| 1996   | クリスマス黙示録                                                | マイケル・キリップ                         | ジェームズ・レグロス               |                         |
| 1996   | グース                                                          | トーマス・アルデン                         | ジェフ・ダニエルズ                 | ソフト版                |
| 1996   | THE CROW/ザ・クロウ                                             | アッシュ・コーヴェン                       | ヴァンサン・ペレーズ               |                         |
| 1996   | ザ・ファン                                                      | マニー                                     | ジョン・レグイザモ                 | テレビ朝日版            |
| 1996   | ザ・ファントム                                                  | クイル                                     | ジェームズ・レマー                 | テレビ朝日版            |
| 1996   | シークレット・エージェント                                      | 教授                                       | ロビン・ウィリアムズ               |                         |
| 1996   | ジャック                                                        | ブライアン・パウエル                       | ブライアン・カーウィン             | フジテレビ版            |
| 1996   | 素顔のままで                                                    | アル・ガルシア刑事                         | アーマンド・アサンテ               | テレビ朝日版            |
| 1996   | スタートレック ファーストコンタクト                             | データ                                     | ブレント・スパイナー               |                         |
| 1996   | スナイパー/狙撃                                                 | オハラ                                     | クリストファー・ハイアーダール     | テレビ東京版            |
| 1996   | ダーティ・ボーイズ                                              | ジャック                                   | デイモン・ウェイアンズ             |                         |
| 1996   | チャンス!                                                       | フランク・ピーターソン                     | ティモシー・デイリー               |                         |
| 1996   | T-REX                                                           |                                            |                                    |                         |
| 1996   | ディープクライシス                                              | アラン/ジョン・ディーキンズ                | ジェフ・フェイヒー                 |                         |
| 1996   | デンジャラスゲーム L.A.大追跡                                   | フェリックス                               | レオン                             | テレビ東京版            |
| 1996   | ドラッグマスター                                                | チョウ                                     | ケイリー＝ヒロユキ・タガワ         |                         |
| 1996   | ノー・ウェイ・ホーム/孤独の絆                                   | トミー・ララビート                         | ジェームズ・ルッソ                 |                         |
| 1996   | 評決のとき                                                      | ジェイク・タイラー・ブリガンス             | マシュー・マコノヒー               | フジテレビ版            |
| 1996   | ファイヤーインフェルノ                                          | ドン・マッケイ                             | アダム・ボールドウィン             | テレビ映画              |
| 1996   | ヘブンズ・プリズナー                                            | ババ・ロック                               | エリック・ロバーツ                 | テレビ東京版            |
| 1996   | ファーゴ                                                        | カール・ショウォルター                     | スティーヴ・ブシェミ               | テレビ東京版            |
| 1996   | ファイナル・プロジェクト                                        | ツイ                                       | ジャクソン・ルー                   | フジテレビ版            |
| 1996   | ボディ・バンク                                                  | ガイ・ルーサン                             | ヒュー・グラント                   |                         |
| 1996   | マキシマム・リスク                                              | アラン・モロー / ミカエル・スヴェロフ      | ジャン＝クロード・ヴァン・ダム     | ソフト版                |
| 1996   | マッド・ドッグス                                                | ミッキー                                   | ジェフ・ゴールドブラム             |                         |
| 1996   | マンハッタン・ラプソディ                                        | アレックス                                 | ピアース・ブロスナン               |                         |
| 1996   | メガロ/人質奪還指令                                             | シェーン・アルコット                       | ゲイリー・ダニエルズ               |                         |
| 1996   | レイジング・ブレット 復讐の銃弾                                 | ロバート                                   | キーファー・サザーランド           | テレビ東京版            |
| 1996   | Let'sチェックイン!                                              | ロバート・グラント                         | ジェイソン・アレクサンダー         |                         |
| 1996   | ロング・キス・グッドナイト                                      | ティモシー                                 | クレイグ・ビアーコ                 | フジテレビ版            |
| 1997   | イン&アウト                                                     | ハワード・ブラケット                       | ケヴィン・クライン                 |                         |
| 1997   | ウェルカム・トゥ・サラエボ                                      | ジミー・フリン                             | ウディ・ハレルソン                 |                         |
| 1997   | エグゼクティブ・コマンド                                        | ラトナー                                   | ニック・コッリ                     | フジテレビ版            |
| 1997   | カジノ・ヒート                                                  | カール                                     | マーティン・コーヴ                 |                         |
| 1997   | 危険な動物たち                                                  | ヴィンス・マッケイン/ロッド・マッケイン    | ケヴィン・クライン                 |                         |
| 1997   | コップランド                                                    | ゲイリー・フィッギス                       | レイ・リオッタ                     | ソフト版                |
| 1997   | コン・エアー                                                    | キャメロン・ポー                           | ニコラス・ケイジ                   | テレビ朝日版            |
| 1997   | G.I.ジェーン                                                    | ジョンズ教官                               | デヴィッド・ウォーショフスキー     | フジテレビ版            |
| 1997   | ジャッキー・ブラウン                                            | マーク・ダーガス                           | マイケル・ボーウェン               |                         |
| 1997   | スピード2                                                       | ジョン・ガイガー                           | ウィレム・デフォー                 | フジテレビ版            |
| 1997   | セブン・イヤーズ・イン・チベット                                | ンガワン・ジグメ                           | B・D・ウォン                       | フジテレビ版            |
| 1997   | ダブル・クラッシュ/激走!炎の大捜査線                            | ニック・フォード                           | ロディ・パイパー                   |                         |
| 1997   | ダブルチーム                                                    | ジャック・クイン                           | ジャン＝クロード・ヴァン・ダム     | ソフト版                |
| 1997   | デッドエンド                                                    | マセーダ                                   | クリス・サランドン                 |                         |
| 1997   | ドーベルマン                                                    | ムス                                       | アントワーヌ・バズラー             |                         |
| 1997   | ドラゴン危機一発'97                                             | ファン・マンヒン                           | ドニー・イェン                     |                         |
| 1997   | ナッシング・トゥ・ルーズ                                        | ニック・ビーム                             | ティム・ロビンス                   |                         |
| 1997   | ナンバー・スリー No.3                                           | ジョピル                                   | ソン・ガンホ                       |                         |
| 1997   | バーストフォース                                                | ヴェンドラー                               | フランク・ザカリーノ               |                         |
| 1997   | バーチャル・ウォーズ3                                           | ジョー・メッセンジャー                     | ピーター・ギャラガー               |                         |
| 1997   | パパってなに?                                                   | ナレーション                               | ユーリ・ベリャーエフ               |                         |
| 1997   | フィフス・エレメント                                            | コーベン・ダラス                           | ブルース・ウィリス                 | ソフト版                |
| 1997   | フェイス/オフ                                                   | キャスター・トロイ                         | ニコラス・ケイジ                   | フジテレビ版            |
| 1997   | ブレーキ・ダウン                                                | ジェフ                                     | カート・ラッセル                   | ソフト版                |
| 1997   | プライベート・パーツ                                            | ハワード・スターン                         | ハワード・スターン                 |                         |
| 1997   | ベルサーチマーダー                                              | ジャゴビ捜査官                             | スティーヴン・バウアー             |                         |
| 1997   | Mr.ダマー2 1/2                                                  | チャールズ・タトル                         | ジェフ・ダニエルズ                 |                         |
| 1997   | 奴らに深き眠りを                                                | ラッキー・ルチアーノ                       | アンディ・ガルシア                 |                         |
| 1997   | ライアー                                                        | ジェームズ・ウェイランド                   | ティム・ロス                       |                         |
| 1997   | 乱気流/タービュランス                                           | ライアン・ウィーバー                       | レイ・リオッタ                     | ソフト版                |
| 1997   | ルール・オブ・デス/カジノの死角                                 | ジャック・マンフレッド                     | クライヴ・オーウェン               |                         |
| 1997   | ロスト・ワールド/ジュラシック・パーク                           | イアン・マルコム                           | ジェフ・ゴールドブラム             |                         |
| 1998   | 赤い標的 THE BREAK UP                                           | ジョン・ボックス                           | キーファー・サザーランド           |                         |
| 1998   | 悪魔を憐れむ歌                                                  | ジョン・ホブズ刑事                         | デンゼル・ワシントン               | ソフト版                |
| 1998   | アルマゲドン                                                    | ウイリアム・シャープ                       | ウィリアム・フィクナー             | フジテレビ版            |
| 1998   | ウェディング・シンガー                                          | サミー                                     | アレン・コヴァート                 | ソフト版                |
| 1998   | 失われた男 NIGHTWORLD                                           | ビニー                                     | ロバート・ヘイズ                   |                         |
| 1998   | エア・リベンジャー 撃墜                                         | リー・バニング                             | ロバート・パトリック               |                         |
| 1998   | エリザベス                                                      | ロバート・ダドリー                         | ジョセフ・ファインズ               |                         |
| 1998   | カスケーダー                                                    | ヴィンセント                               | ハーディ・マーティンス             |                         |
| 1998   | 仮面の男                                                        | アトス                                     | ジョン・マルコヴィッチ             |                         |
| 1998   | グジラ                                                          | ブリジャー                                 | ジョン・シマントン                 |                         |
| 1998   | 恋におちたシェイクスピア                                        | ウェセックス卿                             | コリン・ファース                   |                         |
| 1998   | 交渉人                                                          | クリス・セイビアン                         | ケヴィン・スペイシー               | テレビ朝日版            |
| 1998   | ザ・グリード                                                    | ジョン・フィネガン                         | トリート・ウィリアムズ             | ソフト版                |
| 1998   | 囁いて、もっと                                                  | フランク                                   | アンドリュー・マッカーシー         |                         |
| 1998   | サブウェイ・パニック 1:23PM                                     | ミスター・ブルー                           | ヴィンセント・ドノフリオ           | テレビ映画              |
| 1998   | シークレット・プラン                                            | ジェニングス                               | ジェフ・スピークマン               |                         |
| 1998   | 娼婦ベロニカ                                                    | マルコ・ベニエ                             | ルーファス・シーウェル             |                         |
| 1998   | シンプル・プラン                                                | ハンク・ミッチェル                         | ビル・パクストン                   |                         |
| 1998   | スタートレック 叛乱                                             | データ                                     | ブレント・スパイナー               |                         |
| 1998   | スモール・ソルジャーズ                                          | ギル・マース                               | デニス・リアリー                   | 日本テレビ版            |
| 1998   | スモール・ソルジャーズ                                          | ニック・ニトロ                             | クリント・ウォーカー               | VHS版                   |
| 1998   | タックスマン                                                    | ベンジャミン                               | ジョー・パントリアーノ             |                         |
| 1998   | ダークシティ                                                    | ダニエル・P・シュレーバー博士              | キーファー・サザーランド           |                         |
| 1998   | デッド・ロイヤル                                                | フランキー                                 | マイケル・ウィンコット             |                         |
| 1998   | ドニー・イェン COOL                                             | キャット・リー                             | ドニー・イェン                     |                         |
| 1998   | ハーレーコップ                                                  | ダク                                       | フレッド・ウィリアムソン           |                         |
| 1998   | ハイロー・カントリー                                            | ビッグボーイ・マットソン                   | ウディ・ハレルソン                 |                         |
| 1998   | π                                                               | マックス・コーエン                         | ショーン・ガレット                 |                         |
| 1998   | パンドラ・プロジェクト                                          | ウィリアム・ステンウィック                 | リチャード・タイソン               |                         |
| 1998   | ブラウンズ・レクイエム                                          | フリッツ・ブラウン                         | マイケル・ルーカー                 |                         |
| 1998   | ブラヴォー・ツー・ゼロ                                          | アンディ・マクナブ軍曹                     | ショーン・ビーン                   |                         |
| 1998   | ブラックジャック                                                | ローリー・ゲインズ                         | フィリップ・マッケンジー           | ソフト版                |
| 1998   | ベイブ/都会へ行く                                               | スヌープ                                   | ビル・カピッツィ                   | ソフト版                |
| 1998   | ヘブンズ・ゲート                                                | ローズベリー警部補                         | デイビット・ナーマン               | テレビ映画              |
| 1998   | ホーリーマン                                                    | リッキー・ヘイマン                         | ジェフ・ゴールドブラム             |                         |
| 1998   | ほんとうのジャクリーヌ・デュ･プレ                               | キーファー                                 | デヴィッド・モリッシー             |                         |
| 1998   | マスク・オブ・ゾロ                                              | ハリソン・ラブ大尉                         | マット・レッシャー                 | ソフト版                |
| 1998   | メビウス                                                        | ジム                                       | ジャレッド・ハリス                 |                         |
| 1998   | ユニバーサル・ソルジャーII                                      | エリック・デブロー                         | ジェフ・ウィンコット               |                         |
| 1998   | ユニバーサル・ソルジャーIII                                     | エリック・デブロー                         | ジェフ・ウィンコット               |                         |
| 1998   | フレッド                                                        | ダン・デュラン                             |                                    |                         |
| 1998   | グランドコントロール 乱気流                                     | ジャック・ハリス                           | キーファー・サザーランド           | 旧ソフト版              |
| 1998   | ワイルドスティンガー                                            | ポー                                       | マリオ・ヴァン・ピープルズ         |                         |
| 1999   | アーク 失われたマヤの財宝                                       | ジェームズ・ホイーラー                     | ロバート・パトリック               |                         |
| 1999   | インサイダー                                                    | ジェフリー・ワイガンド                     | ラッセル・クロウ                   | 機内上映版              |
| 1999   | ヴァイラス                                                      | J・W・ウッズJr.                            | マーシャル・ベル                   | 日本テレビ版            |
| 1999   | ヴァン・ダム IN コヨーテ                                        | エディ・ロマックス                         | ジャン＝クロード・ヴァン・ダム     | ソフト版                |
| 1999   | エドtv                                                          | エド・ペカーニ                             | マシュー・マコノヒー               |                         |
| 1999   | エニイ・ギブン・サンデー                                        | ジャック・ローズ                           | ジョン・C・マッギンリー            | 日本テレビ版            |
| 1999   | 救命士                                                          | ハズマット医師                             | ネスター・セラーノ                 |                         |
| 1999   | 脅迫者 バッド・スパイラル                                       | クレイン                                   | ビル・プルマン                     |                         |
| 1999   | キルスティン・ダンストの大統領に気をつけろ!                     | ボブ・ウッドワード                         | ウィル・フェレル                   |                         |
| 1999   | ゴージャス                                                      | ロウ                                       | エミール・チョウ                   | パイオニアLDC版         |
| 1999   | コモド                                                          | オーツ                                     | ビリー・バーク                     |                         |
| 1999   | ジャンヌ・ダルク                                                | ジル・ド・レ                               | ヴァンサン・カッセル               | 日本テレビ版            |
| 1999   | 13F                                                             | ダグラス・ホール/ジョン・ファーガソン      | クレイグ・ビアーコ                 |                         |
| 1999   | スチュアート・リトル                                            | ミスター・リトル                           | ヒュー・ローリー                   | テレビ朝日版            |
| 1999   | ダイアリー 第3章 アンナの戯れ                                   | ルイージ                                   | ジャン＝ルイージ・デ・アンゲリス   |                         |
| 1999   | 007 ワールド・イズ・ノット・イナフ                              | ダヴィドフ                                 | ウルリク・トムセン                 | テレビ朝日版            |
| 1999   | ダブル・ジョパディー                                            | ニック・パーソンズ                         | ブルース・グリーンウッド           | ソフト版                |
| 1999   | ディープ・ブルー                                                | カーター・ブレイク                         | トーマス・ジェーン                 | ソフト版                |
| 1999   | ナイト・オブ・ザ・リビングデッド最終版                          | ベン                                       | デュアン・ジョーンズ               |                         |
| 1999   | ネットフォース                                                  | ウィル・スタイルズ                         | ジャッジ・ラインホルド             | NHK版                   |
| 1999   | ノッティングヒルの恋人                                          | マックス                                   | ティム・マッキナリー               | 日本テレビ版            |
| 1999   | ハリウッド・ミューズ                                            | スティーヴン                               | アルバート・ブルックス             |                         |
| 1999   | ボーイズ・ドント・クライ                                        | ジョン                                     | ピーター・サースガード             |                         |
| 1999   | ボーン・コレクター                                              | リチャード・トンプソン                     | リーランド・オーサー               | ソフト版                |
| 1999   | マイ スウィート ガイズ                                          | シーザー                                   | ウディ・ハレルソン                 |                         |
| 1999   | マトリックス                                                    | エージェント・スミス                       | ヒューゴ・ウィーヴィング           | フジテレビ版            |
| 1999   | ユニバーサル・ソルジャー/ザ・リターン                           | リュック・デュブロー                       | ジャン＝クロード・ヴァン・ダム     |                         |
| 1999   | ユリョン                                                        | 202（副艦長）                              | チェ・ミンス                       |                         |
| 1999   | ラブ・オブ・ザ・ゲーム                                          | ビリー・チャペル                           | ケビン・コスナー                   | ソフト版                |
| 1999   | レザレクション                                                  | ジョン・ブラドフォーム                     | クリストファー・ランバート         |                         |
| 1999   | ワイルド・ワイルド・ウエスト                                    | アーティマス・ゴードン/グラント大統領      | ケヴィン・クライン                 | 日本テレビ版            |
| 2000   | アンダー・サスピション                                          | フェリックス・オーエンス                   | トーマス・ジェーン                 | ソフト版                |
| 2000   | イズント・シー・グレート                                        | マイケル・ヘイスティングス                 | デヴィッド・ハイド・ピアース       |                         |
| 2000   | エンド・オブ・ザ・ワールド                                      | ドワイト・タワーズ艦長                     | アーマンド・アサンテ               |                         |
| 2000   | オーロラの彼方へ                                                | ジャック・シェパード                       | ショーン・ドイル                   | 日本テレビ版            |
| 2000   | オクトパス                                                      | ブリックマン                               | リッコ・ロス                       | テレビ朝日版            |
| 2000   | ザ・チェイサー                                                  | ローム                                     | エリック・ロバーツ                 |                         |
| 2000   | 60セカンズ                                                      | レイモンド・カリートリー                   | クリストファー・エクルストン       | ソフト版                |
| 2000   | 60セカンズ                                                      | アトレー                                   | ウィル・パットン                   | 日本テレビ版            |
| 2000   | シャーロック・ホームズ バスカヴィル家の犬                       | シャーロック・ホームズ                     | マット・フリューワー               |                         |
| 2000   | シャンハイ・ヌーン                                              | ロー・ファン                               | ロジャー・ユーアン                 | テレビ朝日版            |
| 2000   | 生存者                                                          | ヴィクター・イエーツ                       | ジョン・C・マッギンリー            |                         |
| 2000   | タービュランス2                                                 | エリオット                                 | ジェフリー・ノードリング           |                         |
| 2000   | ダイアリー 第4章 アンナの吐息                                   | ルイージ                                   | ジャン＝ルイージ・デ・アンゲリス   |                         |
| 2000   | NO FUTURE: A SEX PISTOLS FILM                                   |                                            | ジョニー・ロットン                 | ドキュメンタリー        |
| 2000   | パイソン                                                        | ルドルフ                                   | ロバート・イングランド             |                         |
| 2000   | ミッション:インポッシブル2                                      | ショーン・アンブローズ                     | ダグレイ・スコット                 | ソフト版                |
| 2000   | REM レム                                                        | ダーム刑事                                 | ギル・ベローズ                     |                         |
| 2001   | アニマルマン                                                    | シスク巡査部長                             | ジョン・C・マッギンリー            |                         |
| 2001   | イグニッション                                                  | ギャラガー                                 | ビル・プルマン                     |                         |
| 2001   | インビンシブル                                                  | スレイト                                   | デヴィッド・フィールド             |                         |
| 2001   | エネミー・ライン                                                | サシャ・イヴァニッチ                       | ウラジミール・マシコフ             | フジテレビ版            |
| 2001   | O                                                               | ブレイブル校長                             | ジョン・ハード                     |                         |
| 2001   | オーシャンズ11                                                  | テリー・ベネディクト                       | アンディ・ガルシア                 | フジテレビ版            |
| 2001   | 火山高                                                          | 音楽教師                                   | パク・トンビン                     |                         |
| 2001   | キャッツ & ドッグス                                             | ブロディー教授                             | ジェフ・ゴールドブラム             |                         |
| 2001   | サウンド・オブ・サイレンス                                      | パトリック・コスター                       | ショーン・ビーン                   | ソフト版                |
| 2001   | サベイランス -監視-                                             | ゲーリー・ウィンストン                     | ティム・ロビンス                   |                         |
| 2001   | シャーロック・ホームズ 四つの署名                               | シャーロック・ホームズ                     | マット・フリューワー               |                         |
| 2001   | シャーロック・ホームズ ボヘミアの醜聞                           | シャーロック・ホームズ                     | マット・フリューワー               |                         |
| 2001   | スパイ・ゲーム                                                  | チャールズ・ハーカー                       | スティーヴン・ディレイン           | フジテレビ版            |
| 2001   | チンパンジー・ジェニー                                          | ヒューゴ・アーチボールド                   | ランス・ゲスト                     | テレビ映画              |
| 2001   | テイラー・オブ・パナマ                                          | アンディ・オズナード                       | ピアース・ブロスナン               |                         |
| 2001   | テキサス・レンジャーズ                                          | ジョン・アームストロング                   | ロバート・パトリック               |                         |
| 2001   | ドメスティック・フィアー                                        | リック・バーンズ                           | ヴィンス・ヴォーン                 |                         |
| 2001   | トンネル                                                        | ハリー・メルヒャー                         | ハイノ・フェルヒ                   |                         |
| 2001   | ハートブレイカー                                                | ディーン・カマノ                           | レイ・リオッタ                     |                         |
| 2001   | ハムナプトラ2/黄金のピラミッド                                  | アーデス・ベイ                             | オデッド・フェール                 | フジテレビ版            |
| 2001   | ハンニバル                                                      | ポール・クレンドラー                       | レイ・リオッタ                     | ソフト版                |
| 2001   | バンディッツ                                                    | テリー・コリンズ                           | ビリー・ボブ・ソーントン           | 日本テレビ版            |
| 2001   | ブラックホーク・ダウン                                          | ジェフ・サンダーソン一等軍曹               | ウィリアム・フィクナー             | テレビ東京版            |
| 2001   | BONES ボーンズ                                                  | エディ・マック                             | リッキー・ハリス                   |                         |
| 2001   | ラッキー・ブレイク                                              | ルディ                                     | レニー・ジェームズ                 |                         |
| 2001   | レプリカント                                                    | レプリカント / エドワード・ギャロット      | ジャン＝クロード・ヴァン・ダム     | ソフト版                |
| 2001   | ロード・オブ・ザ・リング                                        | アラゴルン                                 | ヴィゴ・モーテンセン               |                         |
| 2001   | ロック・スター                                                  | カーク・カディー                           | ドミニク・ウェスト                 | BD・VHS版               |
| 2002   | 28日後...                                                       | ヘンリー・ウエスト少佐                     | クリストファー・エクルストン       |                         |
| 2002   | アブソロン                                                      | ノーマン・スコット                         | クリストファー・ランバート         |                         |
| 2002   | カンパニー・マン                                                | モーガン・サリバン / ジャック・サースビー  | ジェレミー・ノーサム               |                         |
| 2002   | キューブ2                                                       | サイモン                                   | ジェラント・ウィン・デイヴィス     |                         |
| 2002   | ゲット・マネー                                                  | ウィリアムソン                             | トミー・フラナガン                 |                         |
| 2002   | コンフェッション                                                | キーラー                                   | ルトガー・ハウアー                 |                         |
| 2002   | サラマンダー                                                    | デントン・ヴァン・ザン                     | マシュー・マコノヒー               |                         |
| 2002   | シャーロック・ホームズvsヴァンパイア                            | シャーロック・ホームズ                     | マット・フリューワー               |                         |
| 2002   | 17歳の処方箋                                                    | DH・ベインズ                               | ジェフ・ゴールドブラム             |                         |
| 2002   | ジョンQ -最後の決断-                                            | ガス・モンロー本部長                       | レイ・リオッタ                     | 日本テレビ版            |
| 2002   | スナイパー                                                      | ヴィクター・ウォーレス                     | オリヴァー・プラット               |                         |
| 2002   | スパイキッズ2 失われた夢の島                                    | ディンキー・ウィンクス                     | ビル・パクストン                   |                         |
| 2002   | 沈黙のテロリスト                                                | レイ・ネトルズ刑事                         | トム・サイズモア                   |                         |
| 2002   | ディープ・コア2002                                              | ネルソン大統領                             | ルトガー・ハウアー                 |                         |
| 2002   | ディレイルド 暴走超特急                                         | ジャック・クリストフ                       | ジャン＝クロード・ヴァン・ダム     |                         |
| 2002   | トム・グリーンのマネー・クレイジー スットコ大作戦               | チャールズ刑事                             | ジョン・C・マッギンリー            |                         |
| 2002   | ネメシス/S.T.X                                                  | データ、B-4                                | ブレント・スパイナー               |                         |
| 2002   | ボウリング・フォー・コロンバイン                                |                                            |                                    | ドキュメンタリー        |
| 2002   | マペットのメリー・クリスマス                                    | ジョニー・フィアマ                         | ビル・バレッタ                     | テレビ映画              |
| 2002   | マペットのメリー・クリスマス                                    | スウィータム                               | ジョン・ヘンソン                   | テレビ映画              |
| 2002   | マペットのメリー・クリスマス                                    | ジョー・ローガン                           | ジョー・ローガン                   | テレビ映画              |
| 2002   | マペットのメリー・クリスマス                                    | ペリー・コックス                           | ジョン・C・マッギンリー            | テレビ映画              |
| 2002   | レッド・サイレン                                                | ヒューゴー                                 | ジャン＝マルク・バール             |                         |
| 2002   | ロード・オブ・ザ・リング/二つの塔                               | アラゴルン                                 | ヴィゴ・モーテンセン               |                         |
| 2002   | ローラーボール                                                  | アナウンサー                               | ポール・ヘイマン                   | テレビ東京版            |
| 2003   | アイデンティティー                                              | ロード                                     | レイ・リオッタ                     | ソフト版                |
| 2003   | アイデンティティー                                              | ラリー                                     | ジョン・ホークス                   | テレビ東京版            |
| 2003   | アンダーワールド                                                | ルシアン                                   | マイケル・シーン                   |                         |
| 2003   | 運命を分けたザイル                                              | ジョー・シンプソン                         | ブレンダン・マッキー               |                         |
| 2003   | ザ・コア                                                        | ジョシュ・キーズ                           | アーロン・エッカート               | ソフト版                |
| 2003   | 白いカラス                                                      | ネイサン・ザッカーマン                     | ゲイリー・シニーズ                 |                         |
| 2003   | すべては愛のために                                              | ニック・キャラハン                         | クライヴ・オーウェン               |                         |
| 2003   | スパイキッズ3-D:ゲームオーバー                                  | ディンキー・ウィンクス                     | ビル・パクストン                   |                         |
| 2003   | ディープシャーク                                                | ジョン・コーテル市長                       | アラン・オースティン               |                         |
| 2003   | ドラキュリアII 鮮血の狩人                                       | ロウル教授                                 | クレイグ・シェイファー             |                         |
| 2003   | バーバリアン 伝説の神剣                                         | モンカー                                   | マーティン・コーヴ                 |                         |
| 2003   | バッドサンタ                                                    | ジン・スラゲル                             | バーニー・マック                   |                         |
| 2003   | マトリックス リローデッド                                       | エージェント・スミス                       | ヒューゴ・ウィーヴィング           | フジテレビ版            |
| 2003   | マトリックス レボリューションズ                                 | エージェント・スミス                       | ヒューゴ・ウィーヴィング           | フジテレビ版            |
| 2003   | ローズ・レッド:ザ・ビギニング                                   | ジョン・リンバウアー                       | スティーヴン・ブランド             | テレビ版                |
| 2003   | ロード・オブ・ザ・リング/王の帰還                               | アラゴルン                                 | ヴィゴ・モーテンセン               |                         |
| 2004   | ヴァン・ヘルシング                                              | ドラキュラ伯爵                             | リチャード・ロクスバーグ           | 劇場公開版              |
| 2004   | エイリアンVSヴァネッサ・パラディ                                | アラン・シアス                             | ブノワ・ポールヴールド             |                         |
| 2004   | オーシャンズ12                                                  | テリー・ベネディクト                       | アンディ・ガルシア                 | 日本テレビ版            |
| 2004   | オーシャンズ12                                                  | フランソワ・トゥルアー                     | ヴァンサン・カッセル               | ソフト版                |
| 2004   | 彼女はホログラム・スター                                        | ラスコーの父                               |                                    | テレビ映画              |
| 2004   | キャットウーマン                                                | ジョージ・ヘデア                           | ランベール・ウィルソン             | テレビ朝日版            |
| 2004   | CODE46                                                          | ウィリアム・ゲルド                         | ティム・ロビンス                   |                         |
| 2004   | シークレット ウインドウ                                         | シューター                                 | ジョン・タトゥーロ                 |                         |
| 2004   | スーパーサイズ・ミー                                            |                                            | モーガン・スパーロック監督         | ドキュメンタリー        |
| 2004   | ソウ                                                            | ローレンス・ゴードン                       | ケイリー・エルウィス               |                         |
| 2004   | ターミナル                                                      | フランク・ディクソン                       | スタンリー・トゥッチ               | フジテレビ版            |
| 2004   | デイ・アフター・トゥモロー                                      | トム                                       | ネスター・セラーノ                 | ソフト版                |
| 2004   | ドーン・オブ・ザ・デッド                                        | CJ                                         | マイケル・ケリー                   |                         |
| 2004   | ドア・イン・ザ・フロア                                          | テッド                                     | ジェフ・ブリッジス                 |                         |
| 2004   | トロイ                                                          | オデュッセウス                             | ショーン・ビーン                   | 劇場公開版              |
| 2004   | 隣のリッチマン                                                  | ティム・ディングマン                       | ベン・スティラー                   |                         |
| 2004   | ニューヨーク・ミニット                                          | ハドソン                                   | ダーレル・ハモンド                 |                         |
| 2004   | ハイウェイマン                                                  | ファーゴ                                   | コルム・フィオール                 | テレビ東京版            |
| 2004   | バイオハザードII アポカリプス                                   | サミュエル・アイザックス博士               | イアン・グレン                     | フジテレビ版            |
| 2004   | パパラッチ                                                      | レックス・ハーパー                         | トム・サイズモア                   |                         |
| 2004   | フォーガットン                                                  | ジャック・マンス医師                       | ゲイリー・シニーズ                 |                         |
| 2004   | 炎のメモリアル                                                  | レニー・リクター                           | ロバート・パトリック               |                         |
| 2004   | ラスト・ショット                                                | ジャック                                   | レイ・リオッタ                     |                         |
| 2004   | リディック                                                      | ロード・マーシャル                         | コルム・フィオール                 |                         |
| 2004   | ルパン                                                          | ボーマニャン                               | パスカル・グレゴリー               |                         |
| 2005   | アイランド                                                      | バーナード・メリック医師                   | ショーン・ビーン                   |                         |
| 2005   | 奥さまは魔女                                                    | スチュ・ロビソン                           | スティーヴン・コルベア             |                         |
| 2005   | キングダム・オブ・ヘブン                                        | ギー・ド・リュジニャン                     | マートン・チョーカシュ             |                         |
| 2005   | ザスーラ                                                        | パパ                                       | ティム・ロビンス                   | 日本テレビ版            |
| 2005   | サハラ 死の砂漠を脱出せよ                                       | ダーク・ピッド                             | マシュー・マコノヒー               | テレビ東京版            |
| 2005   | シリアナ                                                        | ジミー・ポープ                             | クリス・クーパー                   |                         |
| 2005   | スカイ・ハイ (2005年の映画)                                     | ザ・コマンダー                             | カート・ラッセル                   |                         |
| 2005   | ソウ2                                                           | ローレンス・ゴードン                       | ケイリー・エルウィス               | 回想シーン              |
| 2005   | ドラゴン・スクワッド                                            | コー・トンユン                             | ホ・ジュノ                         |                         |
| 2005   | バットマン ビギンズ                                             | ジェームズ “ジム”・ゴードン                | ゲイリー・オールドマン             | フジテレビ版            |
| 2005   | ビッグホワイト                                                  | ポール・バーネル                           | ロビン・ウィリアムズ               |                         |
| 2005   | F.R.A.T./戦慄の武装警察                                         | レヴォン・ウォレス                         | ケヴィン・スペイシー               |                         |
| 2005   | ホステージ                                                      | 謎の男                                     | キム・コーツ                       | テレビ朝日版            |
| 2005   | マペットのオズの魔法使い                                        | マンチキン（バッバ）                       | ビル・バレッタ                     |                         |
| 2005   | マペットのオズの魔法使い                                        | ジョニー・フィアマ                         | ビル・バレッタ                     |                         |
| 2005   | マペットのオズの魔法使い                                        | スウィータム                               | ジョン・ヘンソン                   |                         |
| 2005   | 黙示録〜神の暗号を解く                                          | マッシー博士                               | ビル・プルマン                     |                         |
| 2005   | リンガー! 替え玉★選手権                                         | スティーブ / ジョフィー                    | ジョニー・ノックスビル             |                         |
| 2005   | ルール6                                                         | ライリー                                   | クリス・シガーソン                 |                         |
| 2006   | アレックス・ライダー                                            | ダリアス・セイル                           | ミッキー・ローク                   |                         |
| 2006   | エラゴン 遺志を継ぐ者                                           | ガルバトリックス                           | ジョン・マルコヴィッチ             |                         |
| 2006   | 今宵、フィッツジェラルド劇場で                                  | ガイ・ノワール                             | ケヴィン・クライン                 |                         |
| 2006   | シン・シティ                                                    | ロアーク枢機卿                             | ルトガー・ハウアー                 |                         |
| 2006   | スティック・イット!                                             | ヴィッカーマン                             | ジェフ・ブリッジス                 |                         |
| 2006   | スリザー                                                        | グラント・グラント                         | マイケル・ルーカー                 |                         |
| 2006   | セラフィム・フォールズ                                          | ギデオン                                   | ピアース・ブロスナン               |                         |
| 2006   | ダ・ヴィンチ・コード                                            | 執事レミー・リュガルテ                     | ジャン＝イヴ・ベルトロット         | フジテレビ版            |
| 2006   | 007 カジノ・ロワイヤル                                          | ミスター・ホワイト                         | イェスパー・クリステンセン         | テレビ朝日版            |
| 2006   | パイレーツ・オブ・カリビアン/デッドマンズ・チェスト             | デイヴィ・ジョーンズ                       | ビル・ナイ                         |                         |
| 2006   | ブラック・ダリア                                                | リー・ブランチャード                       | アーロン・エッカート               |                         |
| 2006   | ライアンを探せ!                                                 | サムソン                                   | キーファー・サザーランド           | 予告編                  |
| 2006   | ラストタイム 欲望が果てるとき                                   | テッド・ライカー                           | マイケル・キートン                 |                         |
| 2006   | ロビン・ウィリアムズのもしも私が大統領だったら…                 | スチュアート                               | ジェフ・ゴールドブラム             |                         |
| 2007   | アルマゲドン2008                                                | ジョシュ                                   | ジェームズ・ウィルビー             |                         |
| 2007   | 運命を分けたザイル2                                             | ジョー・シンプソン                         | ジョー・シンプソン                 |                         |
| 2007   | エコーズ2                                                       | テッド                                     | ロブ・ロウ                         | テレビ映画              |
| 2007   | オーシャンズ13                                                  | テリー・ベネディクト                       | アンディ・ガルシア                 | フジテレビ版            |
| 2007   | オーシャンズ13                                                  | フランソワ・トゥルアー                     | ヴァンサン・カッセル               | ソフト版                |
| 2007   | クライモリ デッド・エンド                                       | デール・マーフィ                           | ヘンリー・ロリンズ                 |                         |
| 2007   | デス・リベンジ                                                  | ガリオン                                   | レイ・リオッタ                     |                         |
| 2007   | 導火線 FLASH POINT                                              | マー刑事                                   | ドニー・イェン                     |                         |
| 2007   | バイオハザードIII                                               | サミュエル・アイザックス博士               | イアン・グレン                     | テレビ朝日版            |
| 2007   | パイレーツ・オブ・カリビアン/ワールド・エンド                   | デイヴィ・ジョーンズ                       | ビル・ナイ                         |                         |
| 2007   | ハンニバル・ライジング                                          | グルータス                                 | リス・エヴァンス                   |                         |
| 2007   | ヒッチャー                                                      | ジョン・ライダー                           | ショーン・ビーン                   |                         |
| 2007   | ボーン・アルティメイタム                                        | ノア・ヴォーゼン                           | デヴィッド・ストラザーン           | フジテレビ版            |
| 2007   | ライラの冒険 黄金の羅針盤                                       | ラグナル・ストゥルルソン                   | イアン・マクシェーン               | テレビ朝日版            |
| 2008   | イップ・マン 序章                                               | イップ・マン                               | ドニー・イェン                     |                         |
| 2008   | 紀元前1万年                                                     | ティクティク                               | クリフ・カーティス                 | テレビ朝日版            |
| 2008   | ゲット スマート                                                 | 副大統領                                   | ジェフ・ピアソン                   | テレビ朝日版            |
| 2008   | ダークナイト                                                    | ジョーカー                                 | ヒース・レジャー                   | テレビ朝日版            |
| 2008   | 007 慰めの報酬                                                  | ミスター・ホワイト                         | イェスパー・クリステンセン         | キングレコード版        |
| 2008   | チェ 28歳の革命                                                 | フィデル・カストロ                         | デミアン・ビチル                   |                         |
| 2008   | チェ 39歳 別れの手紙                                            | フィデル・カストロ                         | デミアン・ビチル                   |                         |
| 2008   | ベンジャミン・バトン 数奇な人生                                 | トーマス・バトン                           | ジェイソン・フレミング             |                         |
| 2009   | アサシン クリード リネージ                                      | ロレンツォ・デ・メディチ                   | アレックス・イヴァノヴィチ         |                         |
| 2009   | アンチクライスト                                                | 夫                                         | ウィレム・デフォー                 |                         |
| 2009   | アンダーワールド ビギンズ                                       | ルシアン                                   | マイケル・シーン                   |                         |
| 2009   | サロゲート                                                      | トム・グリアー                             | ブルース・ウィリス                 | 機内上映版              |
| 2009   | シャーロック・ホームズ                                          | シャーロック・ホームズ                     | ロバート・ダウニー・Jr             | テレビ朝日版            |
| 2009   | スカイランナー                                                  | アームストロング                           | コンラッド・コーツ                 | テレビ映画              |
| 2009   | スペース・バディーズ/小さな5匹の大冒険                          | フィンケル                                 | ケヴィン・ワイズマン               |                         |
| 2009   | 12 ラウンド                                                     | マイルズ                                   | エイダン・ギレン                   |                         |
| 2009   | DRAGONBALL EVOLUTION                                            | ピッコロ大魔王                             | ジェームズ・マースターズ           |                         |
| 2009   | ヤギと男と男と壁と                                              | ラリー・フーパー                           | ケヴィン・スペイシー               |                         |
| 2009   | ユニバーサル・ソルジャー:リジェネレーション                     | リュック・デュブロー                       | ジャン＝クロード・ヴァン・ダム     |                         |
| 2010   | イップ・マン 葉問                                               | イップ・マン                               | ドニー・イェン                     |                         |
| 2010   | エクスペンダブルズ                                              | ジェームズ・モンロー                       | エリック・ロバーツ                 |                         |
| 2010   | グリーン・ゾーン                                                | クラーク・パウンドストーン                 | グレッグ・キニア                   |                         |
| 2010   | ソウ ザ・ファイナル 3D                                          | ローレンス・ゴードン                       | ケイリー・エルウィス               |                         |
| 2010   | タイタンの戦い                                                  | ドラコ隊長                                 | マッツ・ミケルセン                 | 劇場公開版              |
| 2010   | タイタンの戦い                                                  | ハデス                                     | レイフ・ファインズ                 | テレビ朝日版            |
| 2010   | トロン: レガシー                                                | アラン・ブラッドリー / トロン / リンズラー | ブルース・ボックスライトナー       |                         |
| 2010   | パーシー・ジャクソンとオリンポスの神々                          | ハデス                                     | スティーヴ・クーガン               |                         |
| 2010   | マチェーテ                                                      | ヴォン・ジャクソン                         | ドン・ジョンソン                   |                         |
| 2011   | インモータルズ -神々の戦い-                                     | カッサンドロス                             | スティーヴン・マクハティ           |                         |
| 2011   | MI5:消された機密ファイル                                        | ジョニー・ウォリッカー                     | ビル・ナイ                         | テレビ映画              |
| 2011   | ジャン＝クロード・ヴァン・ダム アサシン・ゲーム                 | ブラジル                                   | ジャン＝クロード・ヴァン・ダム     |                         |
| 2011   | 戦火の馬                                                        | ライオンズ                                 | デヴィッド・シューリス             |                         |
| 2011   | マシンガン・プリーチャー                                        | クラウス牧師                               | リーヴィス・グレアム               |                         |
| 2011   | UFO -侵略-                                                      | ジョージ                                   | ジャン＝クロード・ヴァン・ダム     |                         |
| 2011   | ル・アーヴルの靴みがき                                          | マルセル・マルクス                         | アンドレ・ウィルム                 |                         |
| 2012   | キャビン                                                        | ゲイリー・シッターソン                     | リチャード・ジェンキンス           |                         |
| 2012   | サイレントヒル: リベレーション3D                                | ダグラス・カートランド                     | マーティン・ドノヴァン             |                         |
| 2012   | スノーホワイト                                                  | ハモンド公                                 | ヴィンセント・リーガン             |                         |
| 2012   | ドラゴン・アイズ                                                | ティアノ                                   | ジャン＝クロード・ヴァン・ダム     |                         |
| 2012   | テッド                                                          | トーマス                                   | マット・ウォルシュ                 |                         |
| 2012   | デンジャラス・ラン                                              | ダニエル・キーファー                       | ロバート・パトリック               | ソフト版                |
| 2012   | バイオハザードV リトリビューション                              | サミュエル・アイザックス博士               | イアン・グレン                     | テレビ朝日版            |
| 2012   | ハード・ソルジャー 炎の奪還                                     | サムソン・ゴール                           | ジャン＝クロード・ヴァン・ダム     |                         |
| 2012   | ロックアウト                                                    | スコット・ラングラル                       | ピーター・ストーメア               |                         |
| 2013   | アドミッション -親たちの入学試験-                               | マーク                                     | マイケル・シーン                   |                         |
| 2013   | スペシャルID 特殊身分                                           | チェン・チーロン                           | ドニー・イェン                     |                         |
| 2013   | ヒート・ストローク                                              | マリック                                   | ピーター・ストーメア               |                         |
| 2013   | ラストスタンド                                                  | トーマス・ブレル                           | ピーター・ストーメア               |                         |
| 2013   | REDリターンズ                                                   | ジャック・ホートン                         | ニール・マクドノー                 |                         |
| 2013   | ワールド・ウォーZ                                               | スピーク                                   | ジェームズ・バッジ・デール         |                         |
| 2014   | ANNIE/アニー                                                    | ガイ                                       | ボビー・カナヴェイル               |                         |
| 2014   | オール・ユー・ニード・イズ・キル                                | ファレウ曹長                               | ビル・パクストン                   |                         |
| 2014   | カンフー・ジャングル                                            | ハーハウ・モウ                             | ドニー・イェン                     |                         |
| 2014   | クレイジー・ドライブ                                            | レイ・リオッタ                             | レイ・リオッタ                     |                         |
| 2014   | 誰よりも狙われた男                                              | トミー・ブルー                             | ウィレム・デフォー                 |                         |
| 2014   | モンキー・マジック 孫悟空誕生                                   | 孫悟空                                     | ドニー・イェン                     |                         |
| 2014   | リベンジ・ガン                                                  | スティルマン                               | ジャン＝クロード・ヴァン・ダム     |                         |
| 2014   | 6才のボクが、大人になるまで。                                   | ビル・ウェルブロック教授                   | マルコ・ペレッラ                   |                         |
| 2015   | イップ・マン 継承                                               | イップ・マン                               | ドニー・イェン                     |                         |
| 2015   | 神様メール                                                      | 神様                                       | ブノワ・ポールヴールド             |                         |
| 2015   | サバイバル・ソルジャー                                          | ストーム・ロスチャイルド                   | ジャン＝クロード・ヴァン・ダム     |                         |
| 2015   | ジュラシック・ワールド                                          | サイモン・マスラニ                         | イルファーン・カーン               | 劇場公開版              |
| 2015   | スコーピオン・キング4                                           | ザッコール王                               | ルトガー・ハウアー                 |                         |
| 2015   | 007 スペクター                                                  | ミスター・ホワイト                         | イェスパー・クリステンセン         |                         |
| 2015   | チャーリー・モルデカイ 華麗なる名画の秘密                       | ミルトン・クランプ                         | ジェフ・ゴールドブラム             |                         |
| 2015   | テッド2                                                         | シェップ・ワイルド                         | ジョン・スラッテリー               |                         |
| 2015   | ワイルド・スピード SKY MISSION                                  | ミスター・ノーバディ                       | カート・ラッセル                   |                         |
| 2016   | ある決闘 セントヘレナの掟                                       | エイブラハム                               | ウディ・ハレルソン                 |                         |
| 2016   | インデペンデンス・デイ: リサージェンス                          | デイヴィッド・レヴィンソン                 | ジェフ・ゴールドブラム             |                         |
| 2016   | キックボクサー リジェネレーション                               | マスター・デュランド                       | ジャン＝クロード・ヴァン・ダム     |                         |
| 2016   | キング・オブ・エジプト                                          | ウルシュ                                   | ルーファス・シーウェル             |                         |
| 2016   | 最高の家族の見つけかた                                          | ドン・ホーラー                             | リチャード・ジェンキンス           |                         |
| 2016   | スキップ・トレース                                              | ヴィクター                                 | ウィンストン・チャオ               |                         |
| 2016   | ソード・オブ・デスティニー                                      | サイレントウルフ                           | ドニー・イェン                     |                         |
| 2016   | Mr.&Mrs. スパイ                                                 | ダン                                       | マット・ウォルシュ                 |                         |
| 2017   | gifted/ギフテッド                                               | オーブリー・ハイスミス                     | ジョン・フィン                     |                         |
| 2017   | ゲット・アウト                                                  | ジム・ハドソン                             | スティーヴン・ルート               |                         |
| 2017   | ジャン＝クロード・ヴァン・ダム ファイナル・ブラッド             | フィリップ                                 | ジャン＝クロード・ヴァン・ダム     |                         |
| 2017   | 追龍                                                            | サイホウ                                   | ドニー・イェン                     |                         |
| 2017   | トリプルX:再起動                                                | シャン                                     | ドニー・イェン                     |                         |
| 2017   | マイティ・ソー バトルロイヤル                                   | グランドマスター                           | ジェフ・ゴールドブラム             |                         |
| 2017   | ワイルド・スピード ICE BREAK                                    | ミスター・ノーバディ                       | カート・ラッセル                   |                         |
| 2018   | アイスマン 宇宙最速の戦士                                       | ホー・イン                                 | ドニー・イェン                     |                         |
| 2018   | 移動都市/モータル・エンジン                                     | サディアス・ヴァレンタイン                 | ヒューゴ・ウィーヴィング           |                         |
| 2018   | グリーンブック                                                  | トニー・“リップ”・バレロンガ               | ヴィゴ・モーテンセン               |                         |
| 2018   | ジュラシック・ワールド/炎の王国                                 | イアン・マルコム                           | ジェフ・ゴールドブラム             |                         |
| 2018   | スーパーティーチャー 熱血格闘                                   | チャン・ハップ                             | ドニー・イェン                     |                         |
| 2018   | ワイルド・ストーム                                              | パーキンス                                 | ラルフ・アイネソン                 |                         |
| 2019   | イップ・マン 完結                                               | イップ・マン                               | ドニー・イェン                     |                         |
| 2019   | サーホー                                                        | デーヴラージ                               | チャンキー・パーンデー             |                         |
| 2019   | ナイブズ・アウト/名探偵と刃の館の秘密                           | リチャード・ドライズデール                 | ドン・ジョンソン                   |                         |
| 2020   | セガvs.任天堂/Console Wars                                      |                                            | ハワード・フィリップス             | ドキュメンタリー        |
| 2020   | ドクター・ドリトル                                              | マドフリー                                 | マイケル・シーン                   |                         |
| 2020   | ブラック・ビューティー                                          | ジョン                                     | イアン・グレン                     |                         |
| 2020   | 燃えよデブゴン TOKYO MISSION                                    | フクロン                                   | ドニー・イェン                     |                         |
| 2021   | クライシス                                                      | ジェフ・タルボット                         | グレッグ・キニア                   |                         |
| 2021   | ザ・ラスト・マーセナリー                                        | リシャール・ブルメール                     | ジャン＝クロード・ヴァン・ダム     |                         |
| 2021   | DUNE/デューン 砂の惑星                                          | ガーニー・ハレック                         | ジョシュ・ブローリン               |                         |
| 2021   | トムとジェリー                                                  | ドゥブロー                                 | ロブ・ディレイニー                 |                         |
| 2021   | ボス・ベイビー ファミリー・ミッション                           | アームストロング博士                       | ジェフ・ゴールドブラム             |                         |
| 2021   | マペットのホーンテッドマンション                                | ジョニー・フィアマ                         | ビル・バレッタ                     |                         |
| 2021   | レイジング・ファイア                                            | ボン                                       | ドニー・イェン                     |                         |
| 2021   | ワイルド・スピード/ジェットブレイク                             | ミスター・ノーバディ                       | カート・ラッセル                   |                         |
| 2022   | 13人の命                                                        | リチャード・スタントン                     | ヴィゴ・モーテンセン               |                         |
| 2022   | ジュラシック・ワールド/新たなる支配者                           | イアン・マルコム                           | ジェフ・ゴールドブラム             |                         |
| 2022   | トロール                                                        | トビアス                                   | ガルド・B・アイツヴォルド          |                         |
| 2024   | デューン 砂の惑星PART2                                          | ガーニー・ハレック                         | ジョシュ・ブローリン               | [ 254 ]                 |

#### ドラマ
- アガサ・クリスティー ミス・マープル 復讐の女神（レイモンド・ウエスト〈リチャード・E・グラント〉）
- 悪魔の異形 #2（アンドリュー）、#9（タデック）
- アストリッドとラファエル3 文書係の事件録 #8（ヴァンサン・ベルジョー〈オリヴィエ・ラブルダン〉）
- アンダー・ザ・ドーム（ビッグ・ジム〈ディーン・ノリス〉）※シーズン3
- ER緊急救命室
  - シーズン2・3（レイ・“シェップ”・シェパード〈ロン・エルダード〉）
  - シーズン12（ボビー・ケニヨン〈シェー・ウィガム〉）
- インディ・ジョーンズ/若き日の大冒険（ピカソ、セルゲイ）
- インベーダー 1stステージ、2ndステージ（ノーラン・ウッド〈スコット・バクラ〉）※VHS版
- V、V2〜ビジターの逆襲（ブライアン〈ピーター・ネルソン〉）※ソフト版、（エライアス〈マイケル・ライト〉）※日本テレビ版
- WITHOUT A TRACE/FBI 失踪者を追え! #11（デレク）
- 宇宙船レッド・ドワーフ号（レギオン〈ナイジェル・ウィリアムズ〉）
- X-ファイル シーズン2 #19（ヘンリー・トロンハイム〈ジョン・サヴェージ〉）※ソフト版
- X-ファイル シーズン3 #17（ロバート・パトリック・モデール〈ロバート・ウィスデン〉）※ソフト版
- NCIS: ニューオーリンズ シーズン2 #14（マイク・スパー〈リー・ターゲセン〉）
- NCIS 〜ネイビー犯罪捜査班（クレイトン・ジャーヴィス海軍長官〈マット・クレイヴン〉）
- エレメンタリー2 ホームズ&ワトソン in NY #19（Dr.ジョナサン・フレミング〈ブルース・アルトマン〉）
- オクニョ 運命の女（ユン・ウォニョン〈チョン・ジュノ〉[255]）
- 俺がハマーだ! シーズン2 #12（ライオネル・ダッシュマン）
- 俺たち賞金稼ぎ!!フォール・ガイ シーズン2 #19（タブ・ハンター）
- カイルXY（ジュリアン・バランタイン〈コンラッド・コーツ）
- KAMEN RIDER DRAGON KNIGHT（ゼイビアックス将軍〈ウィリアム・オーリアリー〉）
- 奇皇后 〜ふたつの愛 涙の誓い〜（ワン・ゴ〈イ・ジェヨン〉）
- 恐竜家族
- キリング・イヴ/Killing Eve（コンスタンティン〈キム・ボドゥニア〉）
- 緊急迎撃指令アカプルコH.E.A.T.（マイク・サベージ〈ブレンダン・ケリー〉）
- キングダム（クロウスホイ〈セーン・ビルマール〉）
- クライム・ストーリー（デビッド・エイブラムス弁護士〈スティーヴン・ラング〉）
- 刑事コロンボシリーズ
  - 刑事コロンボ 策謀の結末（ブランドン〈ジョン・マッキャン〉、税関員）※日本テレビ版
  - 新・刑事コロンボ マリブビーチ殺人事件（ウェイン・ジェニングス〈アンドリュー・スティーヴンス〉）
  - 新・刑事コロンボ 初夜に消えた花嫁（アンディ・パルマ〈トーマス・キャラブロ〉）
  - 新・刑事コロンボ 恋におちたコロンボ（ニック・フランコ〈アルマンド・プッチ〉）
- 刑事ナッシュ・ブリッジス（ロイ・マクネアー〈サイラス・ウィアー・ミッチェル〉、ライナス・ミルズ〈ウィリアム・アザートン〉）
- 刑事フォイル シーズン7・8（アーサー・バレンタイン）
- コールドケース 迷宮事件簿 #11（ロイ・ミナード〈ジェフリー・ノードリング〉）
- こちらブルームーン探偵社 シーズン4 #12（リムジン運転手）
- コンサルタント（パトフ〈クリストフ・ヴァルツ〉）
- コンバット!（カービー上等兵役〈ジャック・ホーガン〉）※ノーカット新吹替版
- ザ・コミッシュ シーズン1 #8（ピーター・コディ〈ネスター・セラーノ〉）
- さすらいのドッグトレーナー（ナレーター）※NHKBS放送、DVD版
- ザ・ハンガー シーズン1 #10（リック・マッケイブ〈トーマス・アラナ〉）
- ザ・ホワイトハウス（マイク・キャスパー）
- 三国演義（姜維、崔州平、曹彰）
- 三国志 Three Kingdoms（魏延）
- CSI:科学捜査班（アダム・ノヴァック弁護士〈アラン・ローゼンバーグ〉）
- CSI:マイアミ6（ロン・サリス〈キム・コーツ〉）
- ジェシカおばさんの事件簿 #28（キップ・ハワード〈ジョージ・クルーニー〉）[256]
- シカゴ・ホープ（ジェフリー・ガイガー医師〈マンディ・パティンキン〉）※VHS版
- シグナル/時空を超えた捜査線 #5（ニッキー・ヴァイタリ〈トニー・コリッティ〉）
- ジム・ヘンソンのストーリーテラー（ラッキー〈スティーヴン・マッキントッシュ〉、王子〈ジェームズ・ウィルビー〉）
- シャーロック・ホームズの冒険 空き家の怪事件（ロナルド・アデア卿、マリ）
- ジョーイ（エリック・ギャレット）
- 小公女（トム・カリスフォード〈ナイジェル・ヘイヴァース〉）
- 情熱のシーラ（バスケス署長〈フランセスク・ガリード〉）
- 私立探偵マグナム
  - シーズン1 #1（ダン・クック大尉）、#11（ヘンリー・ルイス）
  - シーズン2 #7（ニック・フランガキス〈ウィングス・ハウザー〉）
- 新アウターリミッツ（マイケル・デイトン、サム・ウィンター、コーリー・ロン〈アンドリュー・エアリー〉、ジャック・ヘンソン〈デヴィッド・ハイド・ピアース〉、アダム・シアーズ〈ジェレミー・ラッチフォード〉、ジェイソン・マーサー〈デヴィッド・キース〉、スタン・ハービンジャー〈ジョー・パントリアーノ〉、マーク・クレスト博士〈ケヴィン・ニーロン〉、ハロルド、デル・ティンカー）
- 新・アンタッチャブル（エリオット・ネス〈トム・アマンデス〉）
- 新スパイ大作戦（グラント・コリア〈フィル・モリス〉）
- 新探偵ハード&マック（マーク・マコーミック〈ダニエル・ヒュー・ケリー〉）
- スーパーキャリア/超巨大空母緊急出動!（ドイル・"アンザック"・サンプソン）
- スーパーナチュラル（七つの大罪の悪魔 傲慢〈ベン・コットン〉）
- セサミストリート（バート、ゴードン、カーミット）※スペシャル版
  - ビッグバード 中国への旅
  - 美術館へ行こう〜メトロポリタン美術館のセサミストリート〜
  - セサミストリート: 世界の国からハッピーニューイヤー
  - エルモのクリスマス
- 則天武后（武承嗣）
- ターザンの大冒険（カシアス）※NHK-BS2版
- 大草原の小さな家（ベイカー〈ケヴィン・ハーゲン〉[257]）※NHK BS4K版
- 探偵レミントン・スティール（ジェームズ・ジャーヴィス刑事）
- 超音速攻撃ヘリ エアーウルフ
  - シーズン2 #9（マーク）
  - シーズン3 #19（テリー・ヘインズ）
- 超音速ヒーロー ザ・フラッシュ（ミラーマスター / サム・スカダー〈デヴィッド・キャシディ〉）※日本テレビ版
- デスパレートな妻たち（ポール・ヤング〈マーク・モーゼス〉）
- 24 -TWENTY FOUR- シーズン3（スティーブン・サンダース〈ポール・ブラックソーン〉、CTUのスタッフ）
- 特捜刑事マイアミ・バイス（ラリー・ジート刑事〈ジョン・ディール〉）
  - シーズン3 #15（モリス医師）、#18（トミー〈ジュリオ・オスカー・メチョソ〉）
  - シーズン4 #1（クロフォード、クリーマー）、#5（ボブ・バラード）、#6（エルネスト・ルーペ神父、ルイ・ガルシア）、#7（トラヴィス）、#8・11（ポール・フリモント）、#10（トニー・メイソン）、#12（パコ・ヘルモーサ）、#14（シェーン・デュボア）
- ドクタークイン 大西部の女医物語（ティモシー・ジョンソン牧師）
- 特攻野郎Aチーム
  - シーズン3 #16（キム）
  - シーズン4 #14（フランク）
- トワイライト・ゾーン（ロッド・サーリング）
- トンイ（チャン・ヒジェ〈キム・ユソク〉）
- ナイトライダー
  - シーズン1 #1（ディーク保安官）
  - シーズン2 #16（ウェイド・フォンテーン〈マイケル・チャンピオン〉）
  - シーズン4 #9（マット・エリックソン〈ステファン・メドウス〉）
  - シーズン4 #11（ストッカー〈リード・スミス〉）
- NUMBERS 天才数学者の事件ファイル シーズン3 #22（アダムス大尉〈エリク・パラディーノ〉）
- バーン・ノーティス 元スパイの逆襲（ジェイソン・ブライ〈アレックス・カーター〉）
- ハウス・オブ・ザ・ドラゴン（オットー・ハイタワー〈リス・エヴァンス〉[258]）
- 反撃のレスキュー・ミッション（ザーヒル・シャルク〈アレクサンダー・シディグ〉）
- 犯罪心理分析官インゲル・ヴィーク〜消えた大統領〜（ウォーレン・シフォード〈グレッグ・ワイズ〉）
- 100万ドルを取り返せ!（デヴィッド・ケスラー）
- ヒューストン・ナイツ（リボーン・ランディ〈マイケル・ベック〉）
- ヒルストリート・ブルース（ボビー・ヒル巡査〈マイケル・ウォーレン〉）
  - シーズン1 #11（カーマイケル〈ドワイト・シュルツ〉）
- ファースト・ウェイブ（エディー・ナムプラス〈ロブ・ラベル〉）
- ファミリータイズ（ニック・ムーア）
- ファン・ジニ（チャン大使〈パク・トンビン〉）
- ふたりは最高!ダーマ&グレッグ シーズン2 #12（スティーヴ・ヤング）
- プライミーバル 恐竜復活（ニック・カッター〈ダグラス・ヘンシュオール〉）※DVD版
- フラグルロック（ラージ・マービン）
- THE BLACKLIST/ブラックリスト（レイモンド・“レッド”・レディントン〈ジェームズ・スペイダー〉）
- フルハウス（ダニー・タナー〈ボブ・サゲット〉）
  - フラーハウス
- フロム・ジ・アース/人類、月に立つ（ジム・ラベル〈ティモシー・デイリー〉）※NHK版
- HOMELAND/ホームランド（アンドリュー・ロックハート〈トレイシー・レッツ〉）
- 冒険野郎マクガイバー シーズン1 #8（ビル・ファーレン）、#14（アトキンス）
- Marvel ルーク・ケイジ シーズン1 #4（アルバート・ラッカム〈チャンス・ケリー〉）
- 魔術師 MERLIN（トーレン）
- マスケティアーズ パリの四銃士（リシュリュー〈ピーター・カパルディ〉）
- また会う日まで（トニー）
- マペット放送局（ジョニー・フィアマ、チャンプ・シュイーマン 他）
- 名探偵ポワロ ※NHK
  - 4階の部屋（ジミー）
  - 愛国殺人（フランク・カーター）
  - エンドハウスの怪事件（ジム・ラザラス）
  - 100万ドル債券盗難事件（フィリップ・リッジウェイ）
  - 死人の鏡（ジョン・レイク）
- モータルコンバット コンクエストシリーズ（ライデン〈ジェフ・ミーク〉）
  - モータルコンバット コンクエスト
  - モータルコンバット コンクエスト2/サブゼロVSスコーピオン
  - モータルコンバット コンクエスト3/女帝クリーヤVSシャオ・カーン
  - モータル・コンバット コンクエスト/キング＆クイーン
  - モータル・コンバット コンクエスト/ファイナルバトル
- ヤング・スーパーマン（38話彼方からの伝言 クリストファー・リーヴ役）
- ヤングライダーズ シーズン1 #8（マシュー・フォスター）
- 世にも不思議なアメージング・ストーリー シーズン1 #10（フェイス〈ダーク・ベネディクト〉）
- ランゴリアーズ（クレイグ・トゥーミー〈ブロンソン・ピンチョット〉）
- リ・ジェネシス バイオ犯罪捜査班（デビッド・サンドストロム〈ピーター・アウターブリッジ〉）
- ルーツ（ジョン・キャリントン）※ソフト版
- ロスト ワールド〜失われた世界〜（チャレンジャー教授〈ピーター・マコーリー〉）
- ロック、ストック&スパゲッティ・ソース（スパゲティ）

#### アニメ
- アーサー・クリスマスの大冒険（スティーヴ[259]）
- アーリーマン 〜ダグと仲間のキックオフ!〜（ヌース卿[260]）
- アイアン・ジャイアント（ケント・マンズリー[261]）
- ANIMANIACS（ミケランジェロ）
- アラジンの大冒険（アマール〈初代〉）
- イースターラビットのキャンディ工場（カルロス）
- X-MEN（テレビ東京版）（コルボー博士）
- カーズ2（フィン・マックミサイル）
- カールじいさんの空飛ぶ家（アルファ）
- カールじいさんのデート[262]
- 怪盗グルーシリーズ
  - 怪盗グルーの月泥棒 3D（ニュースキャスター）
  - ミニオンズ フィーバー（キャスター[263]）
  - ミニオンの月世界（キャスター[264]）
- 機動戦士ガンダム 復讐のレクイエム（ロルフ・ロネ）
- キャッツ&カンパニー
- キャプテン・プラネット（ナレーション、キャプテン・プラネット、キャプテン・ポルショーン）
- ザ・シンプソンズ（ジェームズ・ウッズ、メル・ギブソン）
- シルベスター&トゥイーティー ミステリー
- スター・ウォーズシリーズ
  - スター・ウォーズ ドロイドの大冒険（モン・ジュルパ）※VHS版
  - スター・ウォーズ/クローン・ウォーズ（タン・ディヴォ）
- ダグの特別な1日（アルファ）
- ターザン（ボブ・マーカム）
- チキン・リトル（犬のアナウンサー）
- 地上最強のエキスパートチーム G.I.ジョー（フリント）
- チャギントン（ハンゾー[265]）
- ミュータント・タートルズ（1987年版）（レオナルド）※ビデオ版
- トムとジェリーキッズ（シンバ、マクウルフ）
- トランスフォーマー:ウォー・フォー・サイバトロン・トリロジー（メガトロン[266]）
- ドンキーコング（コンフー）
- バットマン（アンソニー・ロムレス）
- バットマン:ブレイブ&ボールド（シャーロック・ホームズ）
- パパはグーフィー
- バーフバリ 失われた伝説（ダーマラージ[267]）
- 万聖街（悪魔代表）
- ビアンカの大冒険 ゴールデン・イーグルを救え!（ラジオアナ）
- ピンクパンサー（ドクター）
- ファージングウッドのなかまたち（フォックス）
- ブランディ アンド Mr.ウィスカーズ（Mr.ツー）
- プレイモービル マーラとチャーリーの大冒険（ブラッドボーンズ[268]）
- モンティ・パイソン ある嘘つきの物語 グレアム・チャップマン自伝（ジョン・クリーズ）
- 齢5000年の草食ドラゴン、いわれなき邪竜認定（2023年 - 2024年、草食ドラゴン[269]） - 2シリーズ[一覧 33]
- 弱虫スクービーの大冒険（ディック・ダスタードリー〈ブラック魔王〉[270]）
- リトル・マーメイド
- リブート（メガバイト）※フジテレビ版
- ロード・オブ・ザ・リング 指輪物語（メリー）
- ロード・オブ・ザ・リング/ローハンの戦い（ソーン卿[271]）
- 羅小黒戦記 ぼくが選ぶ未来（館長[272]）

#### 人形劇
- サンダーバード 劇場版（スコット・トレーシー）※ビデオ版（LD・Blu-Ray収録）、（ポール・トレバース機長）※DVD版（DVD・Blu-Ray収録）
- サンダーバード6号（スコット・トレーシー）※ビデオ版（LD・Blu-Ray収録）
- サンダーバード55/GoGo（ジェフ・トレーシー / 冒頭ナレーション[273]）
- ネビュラ75（謎の声）[274]

#### その他
- トップガン マーヴェリック 吹替版メイキング映像（ジェリー・ブラッカイマー〈本人〉[275]）

### 特撮
1990年代
- 激走戦隊カーレンジャー（1996年、シグナルマンの声）
- 激走戦隊カーレンジャーVSオーレンジャー（1997年、シグナルマンの声）

2000年代
- 仮面ライダー電王（2007年、デネブの声、ナレーション）
- 劇場版 仮面ライダー電王 俺、誕生!（2007年、デネブの声）
- モモタロスのなつやすみ（2007年、デネブの声）
- てれびくん全員サービスビデオ『仮面ライダー電王ハイパーバトルDVD うたっておどって大とっくん!』（2007年、デネブの声）
- 劇場版 仮面ライダー電王&キバ クライマックス刑事（2008年、デネブの声）
- 劇場版 さらば仮面ライダー電王 ファイナル・カウントダウン（2008年、デネブの声）
- 劇場版 超・仮面ライダー電王&ディケイド NEOジェネレーションズ 鬼ヶ島の戦艦（2009年、デネブの声）

2010年代
- 仮面ライダー×仮面ライダー×仮面ライダー THE MOVIE 超・電王トリロジー EPISODE RED ゼロのスタートウィンクル（2010年、デネブの声）
- ゴーカイジャー ゴセイジャー スーパー戦隊199ヒーロー大決戦（2011年、シグナルマンの声）
- 仮面ライダー鎧武/ガイム（2013年、ナレーション）
- 仮面ライダー×仮面ライダー 鎧武&ウィザード 天下分け目の戦国MOVIE大合戦（2013年、ナレーション）
- スーパーヒーロー大戦GP 仮面ライダー3号（2015年、デネブの声）
- dビデオスペシャル 仮面ライダー4号（2015年、デネブの声）
- 仮面ライダージオウ（2019年、デネブの声）

2020年代
- 王様戦隊キングオージャー（2023年、もっふんの声）

### テレビドラマ
- Gメン'75（TBS、東映）
  - 第180話「トンネルに消えた女子高生」（1978年） - 爆弾魔
  - 第181話「宮の森交番 21時の出来事」（1978年） - 検問警官
  - 第192話「バラバラ殺人事件」（1979年） - 派出所警官B
- 連続テレビ小説 ちむどんどん 第36話（NHK総合、2022年5月30日） - 大学教授[279]

### 実写映画
- 帝都物語（1988年、声の出演）

### 舞台
- 舞台『仮面ライダー斬月』-鎧武外伝-（2019年3月9日 - 24日、日本青年館ホール / 2019年3月28日 - 31日、京都劇場） - ナレーション

### ナレーション
- クイズ赤恥青恥（テレビ東京）
- 競馬場の達人（グリーンチャンネル）
- ザ・真相〜大事件検証スペシャル（テレビ東京）
- 真相報道 バンキシャ!（2002年10月6日 - 、日本テレビ）
- ズバリ言うわよ!（2004年8月10日 - 2008年3月11日、TBS）
- 大御所ジャパン（TBS）
- 悪魔の契約にサイン（TBS）
- 世界まる見え!テレビ特捜部（日本テレビ）
- クイズ!年の差なんて バブルへGO!!スペシャル（フジテレビ）
- カスペ!（フジテレビ）
  - 世界おもしろ珍メダル バカデミービデオ大賞
  - ホントにすごい雑学〜今夜、衝撃映像で証明します〜
- 爆笑 大日本アカン警察（2011年7月21日 - 2013年9月8日、フジテレビ）
- 木曜洋画劇場、水曜シアター9（映画）（テレビ東京）
- がっちりアカデミー!!（TBS）
- 絶景・世界自然7ワンダーズ（BS日テレ）
- 私の何がイケないの?（TBS）
- 教えてもらう前と後（TBS）
- 紅リサーチ（テレビ朝日）
- 発見!ウワサの食卓（関西テレビ・フジテレビ系列）
- 世界の衝撃ストーリー（テレビ東京）
- フルタチさん（フジテレビ）
- アサシン クリード II（予告編）
- 701 人麻呂の歌に隠された九州王朝
- ゲーメストビデオVol.23『マーヴル・スーパーヒーローズ』
- ゲーメストビデオVol.31『X-MEN VS. STREET FIGHTER』
- 死霊のはらわた リターンズ（予告編[280]）
- ミニオン・ハチャメチャ・ライド（ユニバーサル・スタジオ・ジャパン、プレショーナレーション）
- けものフレンズ ぱびりおん PVナレーション
- フューチャーウェポン21世紀の兵器 2ndシリーズ（ディスカバリーチャンネル、リチャード・マコウィッツ / ナレーション）
- 一式戦闘機 隼（ヒストリーチャンネル）
- ヤバイよ!怪奇探偵団（TBS）
- 防衛庁記録映像（平成10年度）
- ぼくドコ（2021年4月5日 - 、NHK Eテレ）
- GANTZ:E コミックス第2巻発売記念PV[281]
- 池上彰の報道特番（テレビ東京）
- キングオブコント2021（TBS）
- サンダーバード55/GoGo公開記念特番（スターチャンネル）
- 坂上忍の勝たせてあげたいTV（日本テレビ）
- 騙し合いバトルロワイヤル THE完全犯罪（2021年、読売テレビ）
- 世界!ニッポン行きたい人応援団（テレビ東京、2016年4月14日 - ）増田明美・武田広と計3名での共同ナレーション
- LIFE IS MONEY〜世の中お金で見てみよう〜（テレビ東京）

#### CM
- グリーンチャンネル
- 出光『デプロ』（ラジオCM）
- ハウス食品 おとなのとんがりコーン クリスピー & ハード
- ミニ4ボーイ
- F1 2000
- ディノブリーダー3 〜ガイア復活〜
- ロックマンX8
- 亜人（実写映画）
- パーソルキャリア an（ピピ美[282][283]）
- 東京ドームシティアトラクションズ（1984年） - スーパー戦隊ショー
- バンダイ DXサイレンダー（1996年、シグナルマン）
- コンタック鼻炎スプレー 杉の木課長編（2011年）
- TENET テネット
- 高橋酒造 キンハイギンハイ（バッテン）
- ダイドーブレンドコーヒーダイドーブレンドプレミアム デミタス 史上最高峰のコク篇（2021年）
- 東洋水産 マルちゃんZUBAAAN!（2022年4月 - 2023年3月）
- タカラトミー ADVANCED Zi AZ-07 デスザウラー（2024年、ギュンダー・プロイツェン[284]）
- バンダイナムコフィルムワークス 重戦機エルガイム ドリーマーズ Blu-ray BOX（2024年、ミラウー・キャオ[285]）
- バンダイナムコエンターテインメント アイドルマスターシリーズ20周年（2025年） - 実写CMにも顔出し出演[286]

### パチンコ・パチスロ
- パチスロ 銀と金（2011年、平井銀二）
- ささみさん@がんばらないすろっと（2014年、月読神臣）
- Pリング 呪いの7日間2（2020年、ナレーション）
- Pフィーバー アイドルマスター ミリオンライブ!（2021年、高木社長）
- パチスロ アイドルマスター ミリオンライブ!（2021年、高木社長）

### 玩具
- バンダイ 重連結武装デネビックバスター（デネブイマジン）
- バンダイ Voice I-doll ちびボイス 仮面ライダー電王2（デネブイマジン、デネブ憑依侑斗）
- COMPLETE SELECTION MODIFICATION NEW DEN-O BELT（2017年5月） - デネブ 役
- COMPLETE SELECTION MODIFICATION 戦極ドライバー（2021年3月） - 魔蛇 / 仮面ライダー魔蛇 役
- COMPLETE SELECTION MODIFICATION ゼロノスベルト（2021年11月） - デネブ 役[287]
- 王様戦隊キングオージャー おしゃべりちびもっふんプレミアム（2023年11月20日）- もっふん 役

### その他コンテンツ
- 愛犬用しつけDVD『パーフェクトドッグ』日本語版（ショップジャパン、ドン・サリヴァン）
- 怪物魚を追え!（番組ホスト/ジェレミー・ウェイド）※アニマルプラネット（同CH開局前はディスカバリーチャンネル）
- ダーク・ウォーターズ（番組ホスト/ジェレミー・ウェイド）※アニマルプラネット
- SUDA51'S SDATCHER（クリスティアン・ゲンズブール）
- トミー トミカ たのしいトミカの世界（ドクトルトミカ）
- トミー トミカ・プラレール たのしいのりものの世界（ドクトル）
- ニュルンベルク裁判（ルドルフ・ヘス）[288]
- マイケル・ジャクソンの真実 〜緊急独占放送 密着240日〜（マーティン・バシール）
- 『三浦綾子旧約聖書入門』（いのちのことば社、カセットテープ朗読）
- 『三浦綾子新約聖書入門』（いのちのことば社、カセットテープ朗読）
- ラモン・ガルベス・メナの「ガルラジ。」（カズヒラ・ミラーの「カズラジ。」第8回）
- 矢追純一UFOスペシャル第5弾（UFO・異星人目撃者）
- 地球ドラマチック「皇帝ネロの捜査ファイル〜暴君は真実か?〜」（ボイスオーバー）
- MONSTERS（2021年、ボイスコミック） - シラノ、ドラゴン、ナレーター 役[289]
- 岡山発見かるた PRムービー（2021年、読み手[290]）
- YouTubeチャンネルMrBeastにて動画「1歳から100歳までが25万ドルの勝者を決める」及びYouTubeショート動画「ハウイ・マンデルと『ディール・オア・ノー・ディール』をやってみた」（ホーウィー・マンデル日本語音声担当）
- 「劇場版ギルザレンIII世3D」プレミアム先行試写配信あるいは...（2025年、告知動画ナレーション[291]）

## ディスコグラフィ

### キャラクターソング
| 発売日         | 商品名                                                             | 歌 | 楽曲                                                    | 備考 |
| -------------- | ------------------------------------------------------------------ | --- | ------------------------------------------------------- | --- |
| 1990年12月19日 | からくり剣豪伝ムサシロード 音楽篇                                  | ゼニガタン（大塚芳忠） | 「男人生綱渡り：ゼニガタンのテーマ」                    | テレビアニメ『からくり剣豪伝ムサシロード』挿入歌                                                                       |
| 1999年3月5日   | 機動武闘伝Gガンダム GUNDAM FIGHT-ROUND 5                           | チボデー・クロケット（大塚芳忠）                                                                                           | 「チャンピオン・チボデー」                              | テレビアニメ『機動武闘伝Gガンダム』関連曲                                                                              |
| 2007年9月5日   | Action-ZERO                                                        | 桜井侑斗（中村優一）、デネブ（大塚芳忠）                                                                                   | 「Action-ZERO」 「Action-ZERO 侑斗＆デネブ セリフVer.」 | テレビドラマ『仮面ライダー電王』挿入歌                                                                                 |
| 2008年4月16日  | Double-Action CLIMAX form                                          | モモタロス（関俊彦）、ウラタロス（遊佐浩二）、キンタロス（てらそままさき）、リュウタロス（鈴村健一）、デネブ（大塚芳忠）   | 「Double-Action CLIMAX form」                           | 映画『劇場版 仮面ライダー電王&キバ クライマックス刑事』主題歌                                                          |
| 2010年5月26日  | Action-ZERO 2010                                                   | 桜井侑斗（中村優一）、デネブ（大塚芳忠）                                                                                   | 「Action-ZERO 2010」                                    | 映画『仮面ライダー×仮面ライダー×仮面ライダー THE MOVIE 超・電王トリロジー EPISODE RED ゼロのスタートウィンクル』主題歌 |
| 2010年5月26日  | Action-ZERO 2010                                                   | デネブ（大塚芳忠） | 「Action-ZERO 2010」                                    | テレビドラマ『仮面ライダー電王』関連曲                                                                                 |
| 2016年10月19日 | THE IDOLM@STER PLATINUM MASTER 03 アマテラス                       | 音無小鳥（滝田樹里）、高木順二朗（大塚芳忠）                                                                               | 「飛べない鳥は夜に鳴く」                                | ゲーム『アイドルマスター プラチナスターズ』関連曲                                                                      |
| 2021年10月13日 | 死神坊ちゃんと黒メイド サウンドトラック&キャラクターソングアルバム | 坊ちゃん（花江夏樹）、アリス（真野あゆみ）、ロブ（大塚芳忠）、ヴィオラ（水瀬いのり）、カフ（倉持若菜）、ザイン（神谷浩史） | 「Make a wish」                                         | テレビアニメ『死神坊ちゃんと黒メイド』挿入歌                                                                           |